# Medioevo

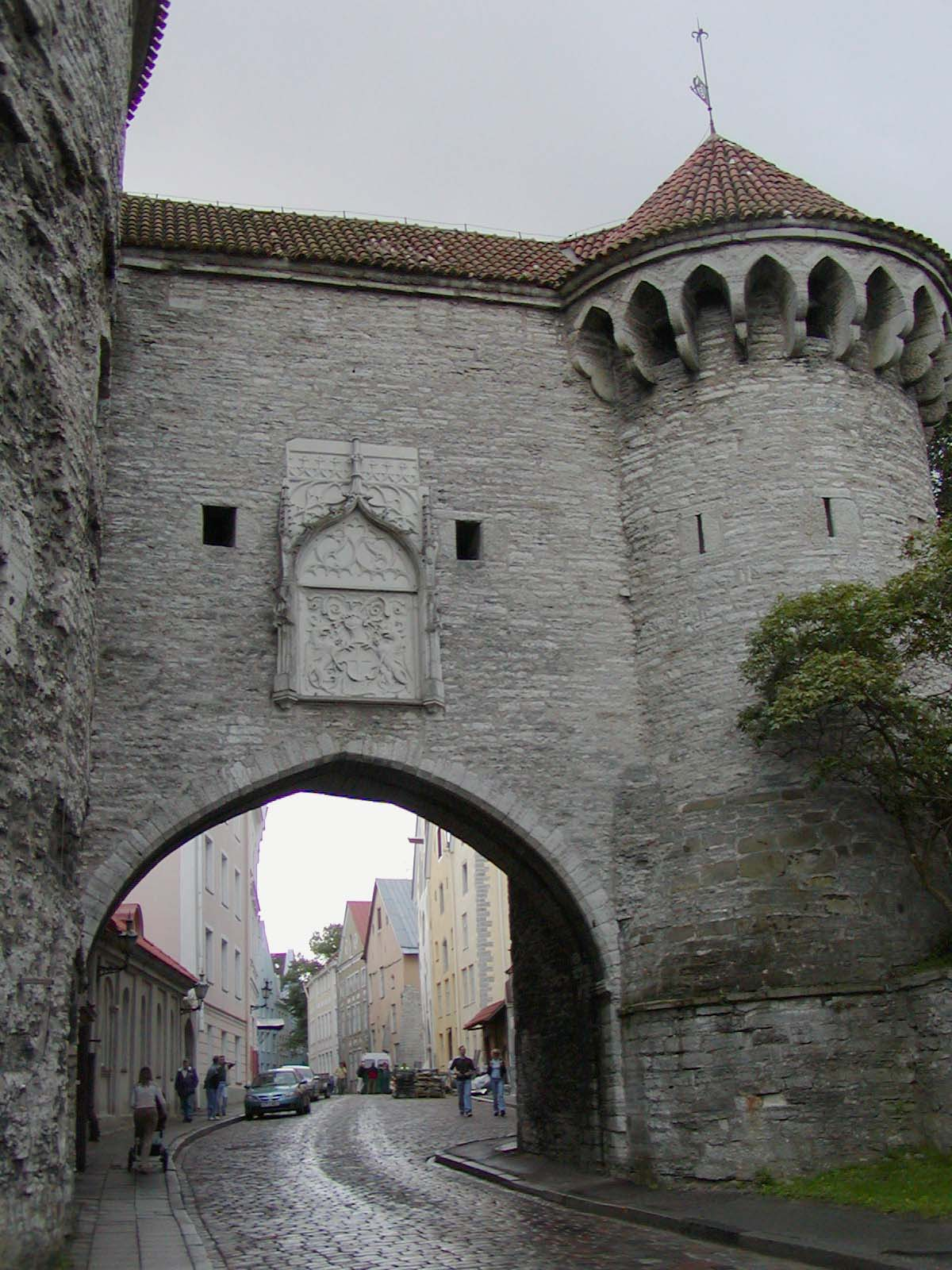
Tallinn, capitale dell'Estonia ed esempio di città medievale fortificata, conservata per il 75%. Particolare della porta della Città Vecchia.

Il Medioevo (o Medio Evo) è una delle età storiche della periodizzazione della storia dell'Europa e del bacino del Mediterraneo, in cui è preceduto dall'Età antica e seguito dall'Età moderna. È costituito da un periodo di circa mille anni, dal V secolo al tardo XV secolo. Convenzionalmente, il Medioevo inizia con la caduta dell'Impero romano d'Occidente (476) e si conclude con il primo viaggio di Cristoforo Colombo (1492), inizio della colonizzazione europea del continente americano. Come è normale nella periodizzazione della storia, le date di inizio e di fine delle età sono convenzionali e non possono separare nettamente i fenomeni tipici di un'età e della successiva; nel caso del Medioevo si deve notare che alcuni caratteristiche tipiche dei suoi primi secoli, come il crollo demografico, la deurbanizzazione, il declino del potere centralizzato, le invasioni e le migrazioni di massa delle tribù, erano già iniziati nella tarda antichità.
In alcune aree culturali si vissero fenomeni analoghi a quelli tipici del Medioevo occidentale e si parla pertanto di "Medioevo giapponese" (1185-1333), "Medioevo cinese" (220-589), "Medioevo indiano" (1206-1707 o 550-1556), Medioevo persiano (651-1502) e Medioevo etiope.
Il Medioevo fu caratterizzato da un ruolo predominante della religione. Nel VII secolo nasce nella penisola araba la religione islamica, la più recente delle grandi religioni universali, che poi si diffonde verso ovest, sino ad interessare tutta l'Africa mediterranea, e verso est, dal Medio Oriente all'Indonesia. Durante tutto il Medioevo, il Cristianesimo si espanse progressivamente in tutta Europa; con il Grande Scisma del 1054 la chiesa cattolica si divise da quella ortodossa. 
Dal punto di vista dell'organizzazione sociale, politica ed economica, fenomeni tipici del Medioevo furono il feudalesimo, il sistema curtense, la diffusione capillare dei castelli e la nascita della cavalleria. Il Medioevo è solitamente suddiviso in Alto e Basso Medioevo, divisi dall'anno Mille; nei paesi di cultura anglosassone si usa spesso distinguere anche un pieno Medioevo, concetto solitamente non utilizzato in altri paesi.
L'Alto Medioevo fu dapprima caratterizzato dalle invasioni barbariche del V secolo e in seguito dalla formazione dei regni romano-barbarici nei territori che erano stati dell'Impero romano d'Occidente. L'Impero romano d'Oriente, invece, sopravvisse per tutta la durata del Medioevo; il diritto romano era ancora la sua base legislativa fondamentale. L'Occidente europeo ritrovò parzialmente la sua unità con la fondazione dell'Impero carolingio. 

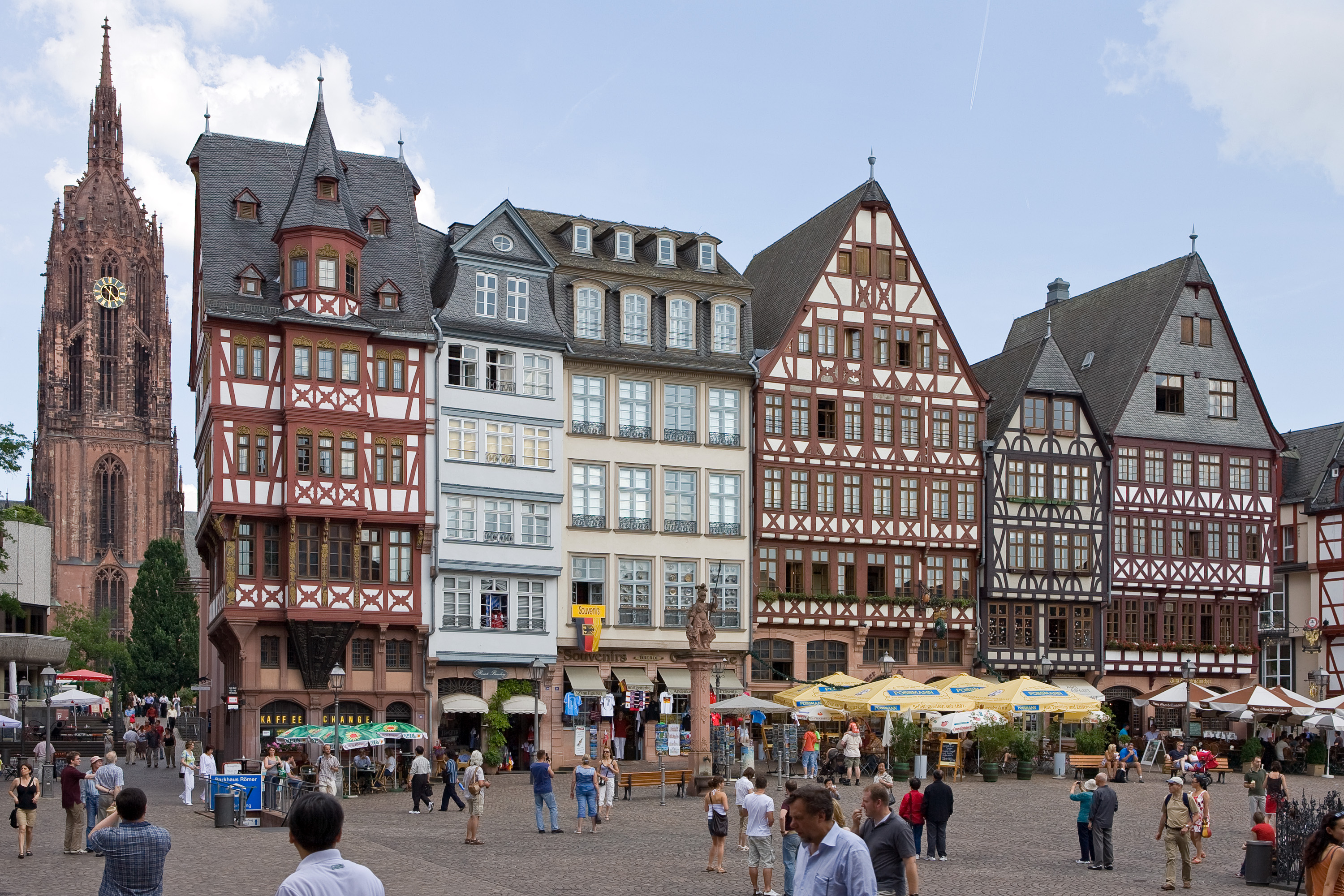
Case a graticcio a Francoforte, in Germania. Questo tipo di costruzioni in legno, dette Fachwerkhäuser, si diffuse nel Medioevo in tutta l'Europa centrale.

Nel Basso Medioevo, la popolazione europea aumentò notevolmente, grazie a innovazioni tecnologiche e agricole che portarono a un aumento della produzione e alla ripresa del commercio. In questo contesto, fiorirono i liberi comuni, le repubbliche marinare, le libere città imperiali e le città della Lega anseatica. Con le Crociate, l'Europa occidentale si scontrò con le regioni islamiche. Nel Basso Medioevo iniziò il processo che portò alla formazione degli Stati nazionali.
Dal Rinascimento all'Illuminismo gravò sul Medioevo un pregiudizio negativo: i suoi secoli erano definiti "secoli bui", in contrasto con l'antichità classica e la fioritura rinascimentale; oggi questo concetto non è più condiviso. Nell'Ottocento, con il Romanticismo, il Medioevo al contrario fu ritenuto un periodo di splendore, per la sua tedenza al misticismo, alla spiritualità, alla fantasia e all'immaginazione e inoltre perché considerato l'epoca mitica ove affondano le radici dei moderni popoli europei.

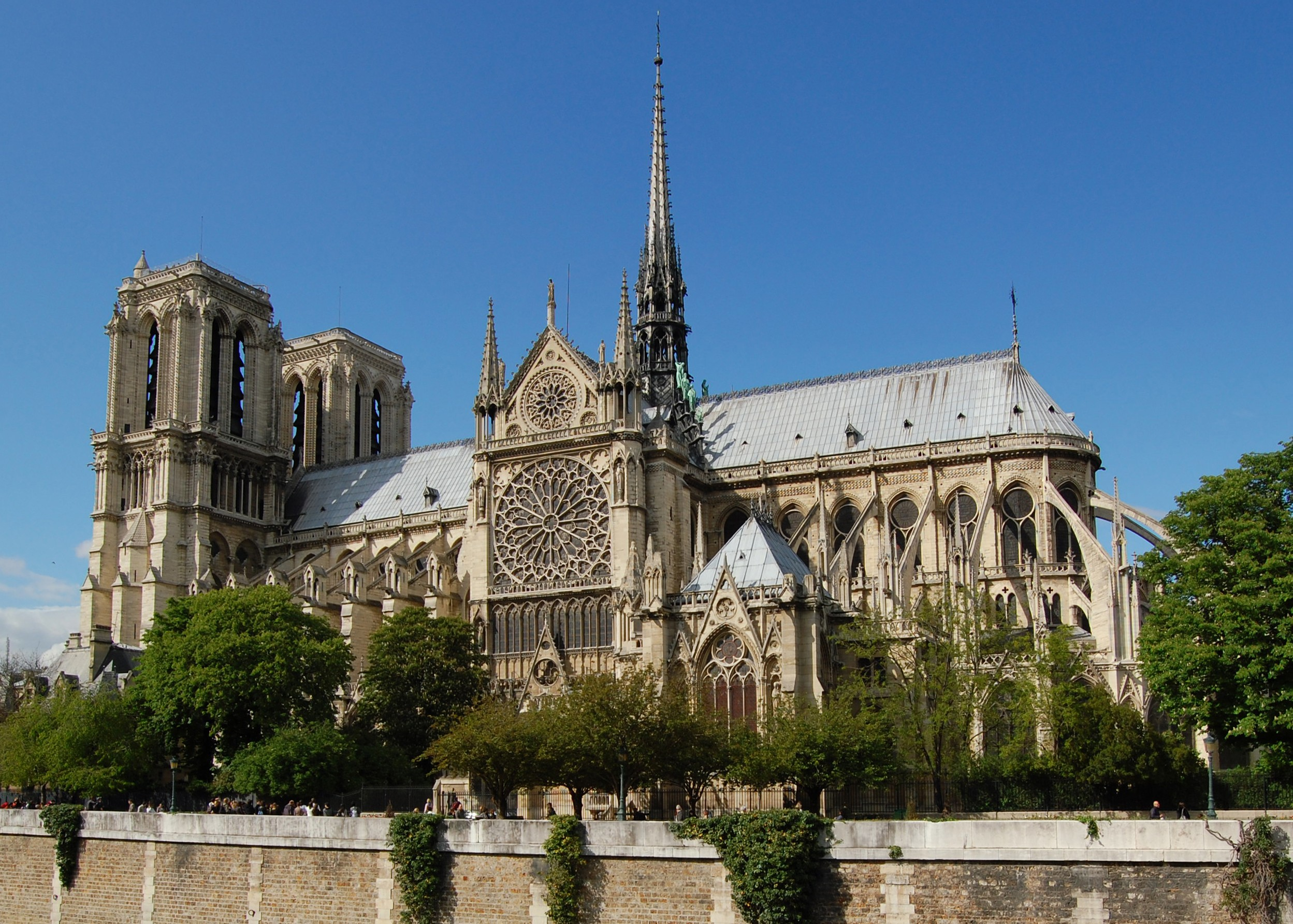
La cattedrale di Notre Dame di Parigi (arte gotica)

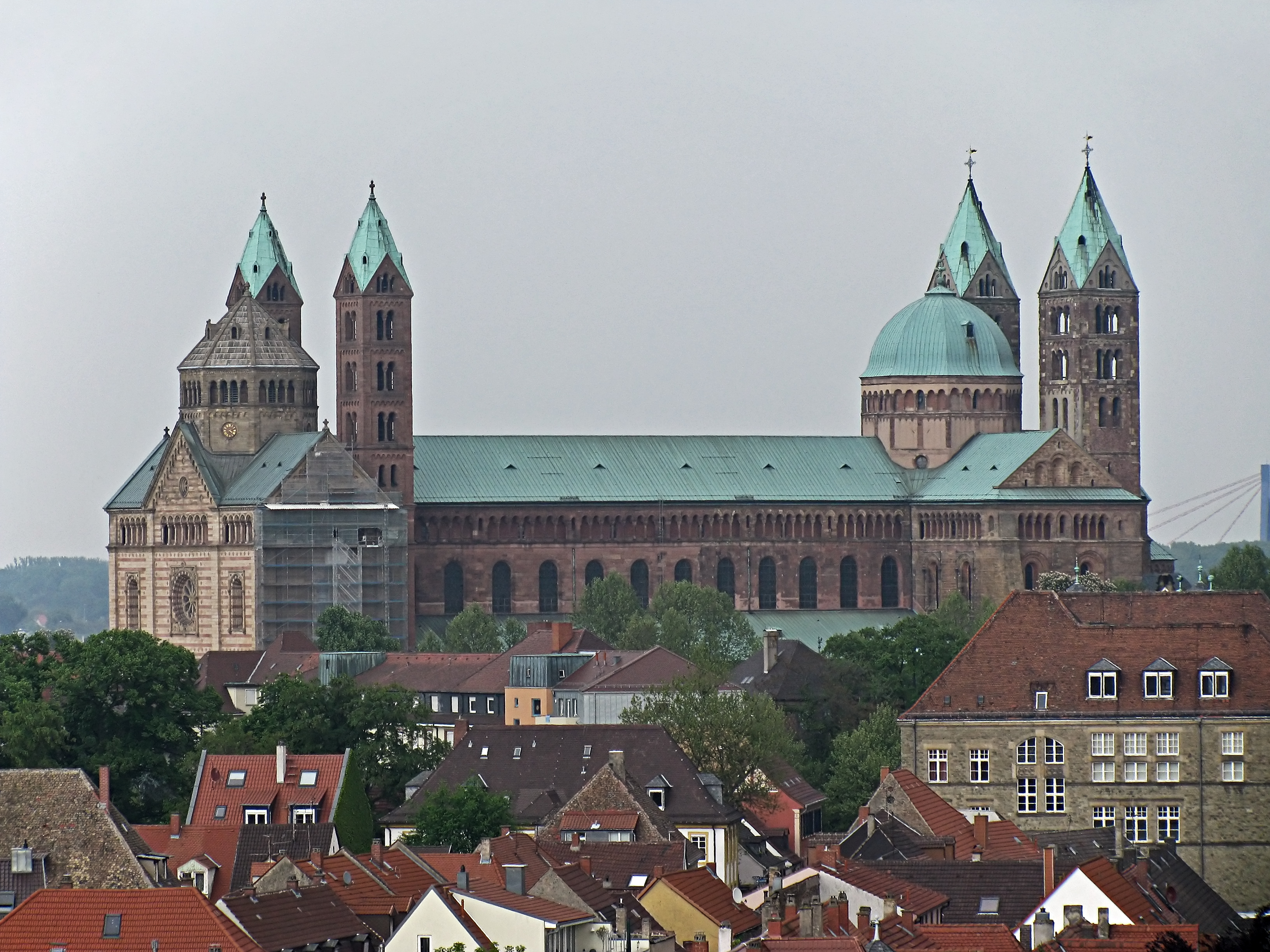
Il Duomo di Spira in Germania (arte romanica)

## Terminologia
Il concetto di Medioevo comparve per la prima volta nel XV secolo, con i termini latini media aetas o media tempestas, con il significato di "età di mezzo", in ciò riflettendo l'opinione dei contemporanei, per cui tale periodo avrebbe rappresentato una lunga parentesi storica, una stasi culturale che si colloca tra la grandezza dell'età classica e l'epoca umanistica e rinascimentale, che quella grandezza intendeva far risorgere. Questa visione completamente negativa del Medioevo è stata successivamente superata, anche perché senza la mediazione del Medioevo, che ha conservato le testimonianze scritte dell'antichità e ne ha coltivato il mito, noi sapremmo veramente poco dell'età classica, se non attraverso le testimonianze materiali rimasteci.
Inizialmente il Medioevo era però riferito all'arte e alla cultura ed è in questo senso che lo usò Giorgio Vasari. Il momento in cui questo termine fu usato nel senso di periodo storico per la prima volta è dibattuto, così come l'autore che lo usò per primo in questo senso. Alcuni storici ritengono che il primo ad utilizzare il termine Media tempestas ("Medioevo") in senso storico sia stato il bibliotecario Giovanni Andrea Bussi, nel 1469. È probabile, tuttavia, che l'espressione sia divenuta di uso corrente solamente verso la fine del XVII secolo, con Cellarius, che rese canonica la divisione delle epoche storiche in storia antica, medievale e moderna.
L'espressione "età di mezzo" è tuttora usata come sinonimo di Medioevo, anche perché conserva la sua validità, scevra da ogni giudizio di valore: nella consueta periodizzazione indica l'arco di tempo che è preceduto da due età, ossia la Preistoria e l'Età antica ed è seguito da due età: l'Età moderna e l'Età contemporanea e dunque si trova in mezzo alle cinque età della Storia.

## Periodizzazione

### Inizio
La data convenzionale più diffusa come inizio del Medioevo è il 476, cioè l'anno che vide la deposizione dell'ultimo imperatore romano (Romolo Augusto) e la conseguente fine dell'Impero romano d'Occidente; tale evento, infatti, è considerato fondamentale perché segnò la fine del dominio romano sull'Europa occidentale e sull'Africa nord-occidentale, dopo quasi mezzo millennio. Inoltre, da quel momento, si intensificò la trasformazione già in atto dell'Impero Romano d'Oriente in entità politica sempre più greco-orientale e meno romana.

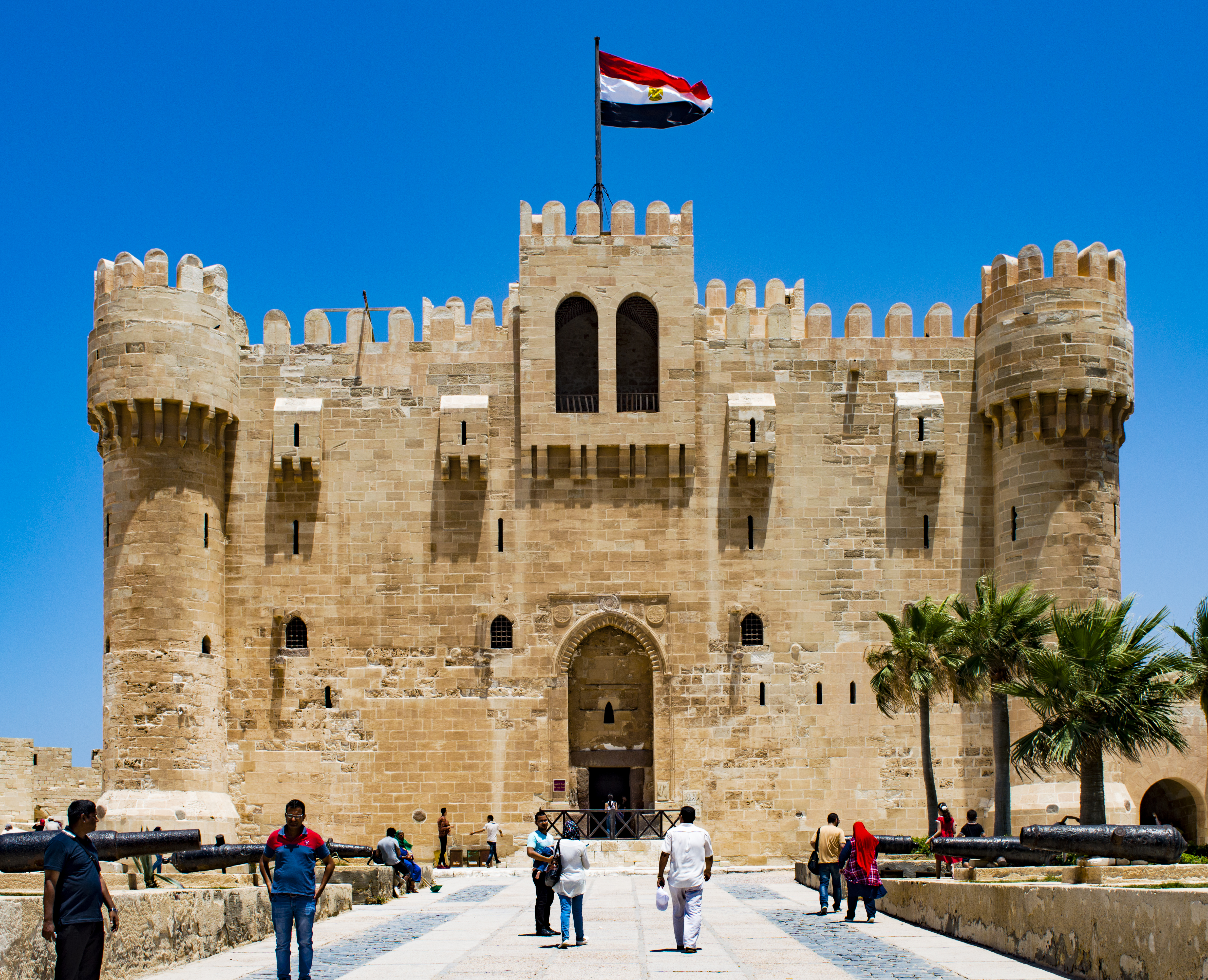
Un castello medievale africano: quello di Qaitbey ad Alessandria d'Egitto)

Un castello medievale europeo: la Guaita di San Marino

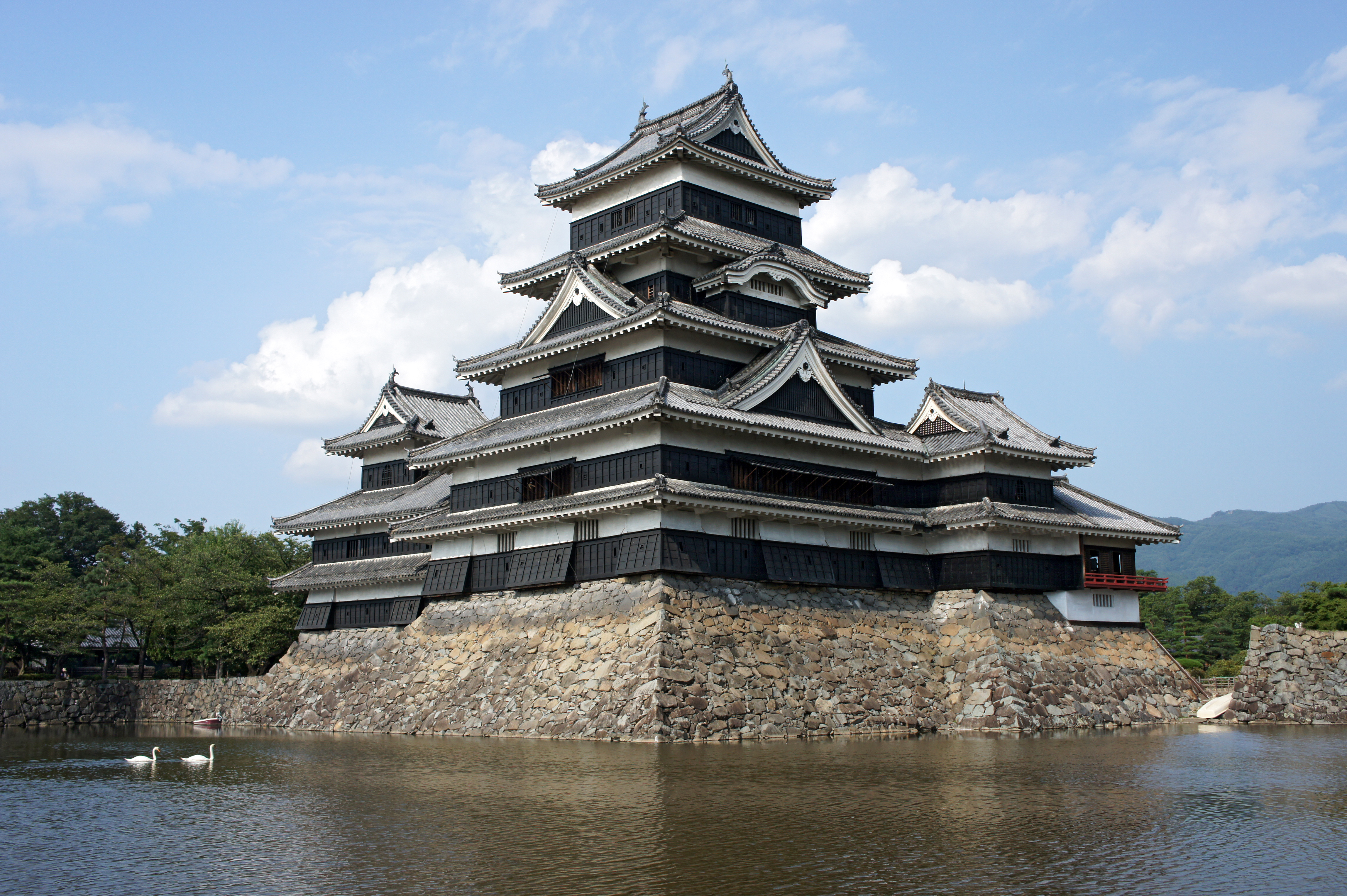
Un castello medievale giapponese: il Castello di Matsumoto

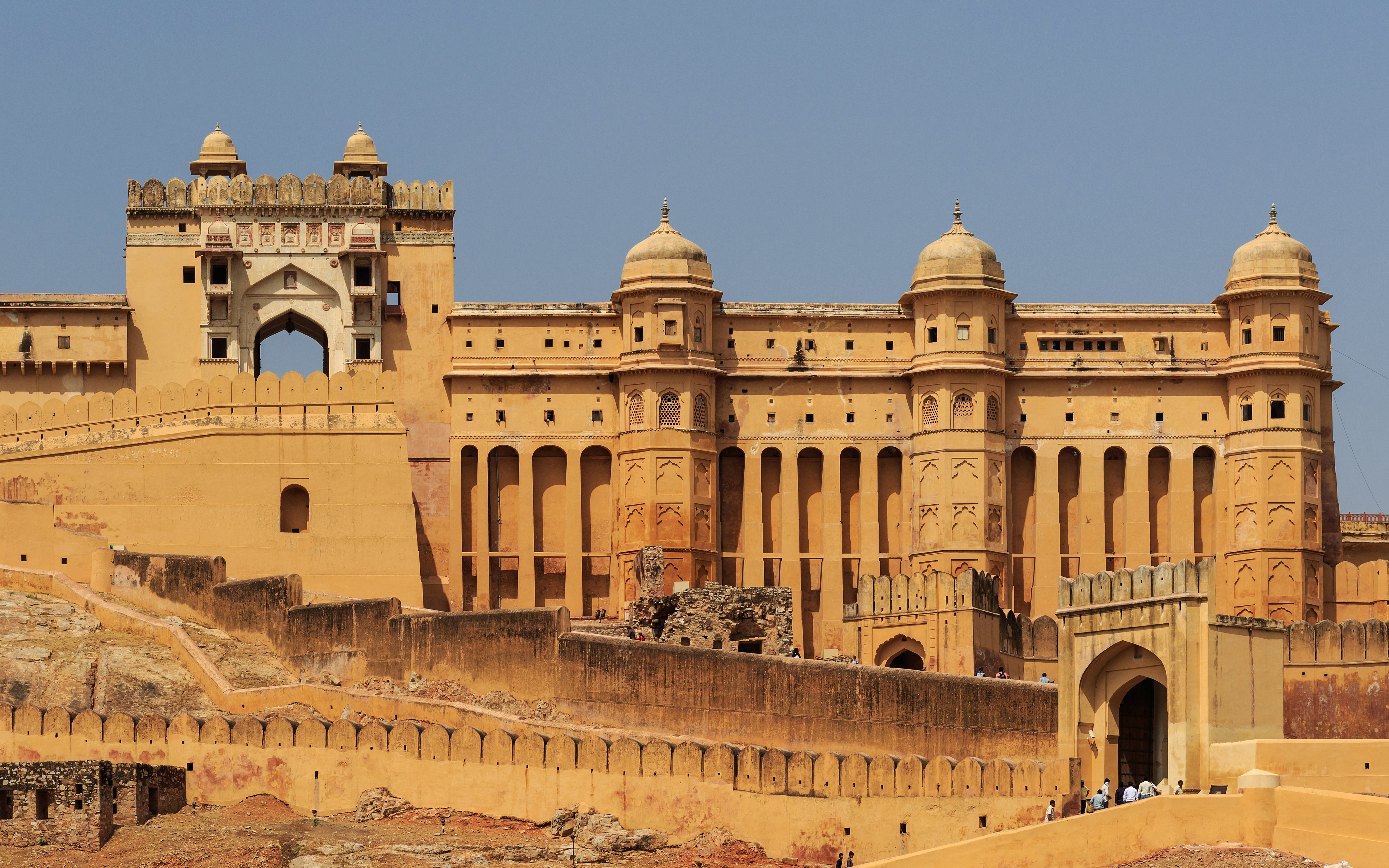
Un castello medievale indiano: il Forte Amber

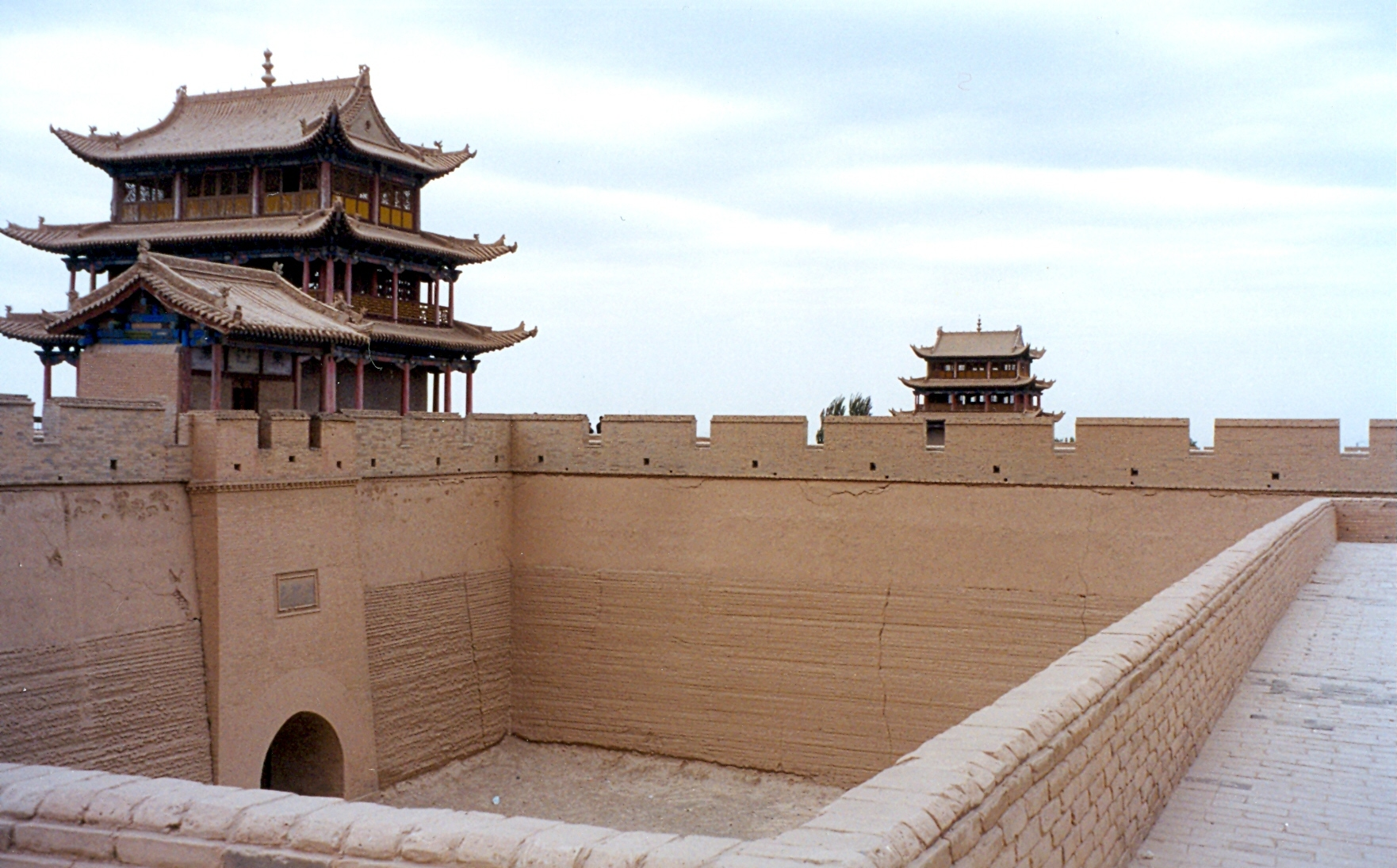
Un castello medievale cinese: quello di Jiayuguan

Alcuni storici hanno proposto altre date: la morte dell'imperatore Teodosio I (395), il sacco di Roma per opera del re visigoto Alarico (410), l'avvento degli Arabi (VII secolo), la calata dei Longobardi e l'effettiva fine dei domini imperiali in Occidente (568), la morte dell'Imperatore d'Oriente Eraclio I (641), l'incoronazione di Carlo Magno (800); alcuni studiosi britannici, infine, fissano l'inizio del Medioevo nell'anno Mille, visto che intorno a tale data la società europea di espressione latina cominciò a dare segni di rinascita in tutti i campi, e designano l'epoca che va dalla fine dell'Impero romano d'Occidente all'anno Mille come "secoli bui" o "età barbarica"; l'anno Mille però è usualmente considerato il limite tra l'Alto Medioevo e il Basso Medioevo.

### Fine
La fine del Medioevo è usualmente indicata nel 1492, anno della scoperta europea dell'America, in seguito al primo viaggio di Cristoforo Colombo; tale evento, infatti, ebbe un impatto decisivo su tutto il successivo corso della Storia, dato che segnò l'inizio della colonizzazione europea nel mondo e dei contatti tra i vari continenti della Terra; in tale anno, tra l'altro cadde l'ultimo baluardo islamico europeo, con la fine del Sultanato di Granada, in Spagna.
Anche in questo caso alcuni storici hanno proposto date diverse; una è il 1453, anno che segna tre eventi importanti: la fine della guerra dei cent'anni tra Inghilterra e Francia (battaglia di Castillon), la presa di Costantinopoli da parte dei Turchi Ottomani e la comparsa del primo libro a stampa, cioè la Bibbia di Gutenberg. Altra data proposta come fine del Medioevo è il 1517, anno in cui Martin Lutero diede avvio alla Riforma protestante.

### Suddivisione interna
La suddivisione comunemente utilizzata del Medioevo è tra Alto Medioevo e Basso Medioevo. L'Alto Medioevo va dal 476 all'anno mille ed è caratterizzato dal ritorno a un'economia di sussistenza e da continue invasioni da parte di Slavi, Arabi, Normanni e Magiari. Il Basso Medioevo vede invece lo sviluppo di forme di governo basate su signorie e vassallaggio, con la costruzione di castelli e la rinascita della vita nelle città; poi un crescente potere dei re e la rinascita di interessi commerciali, specie dopo la peste del XIV secolo.

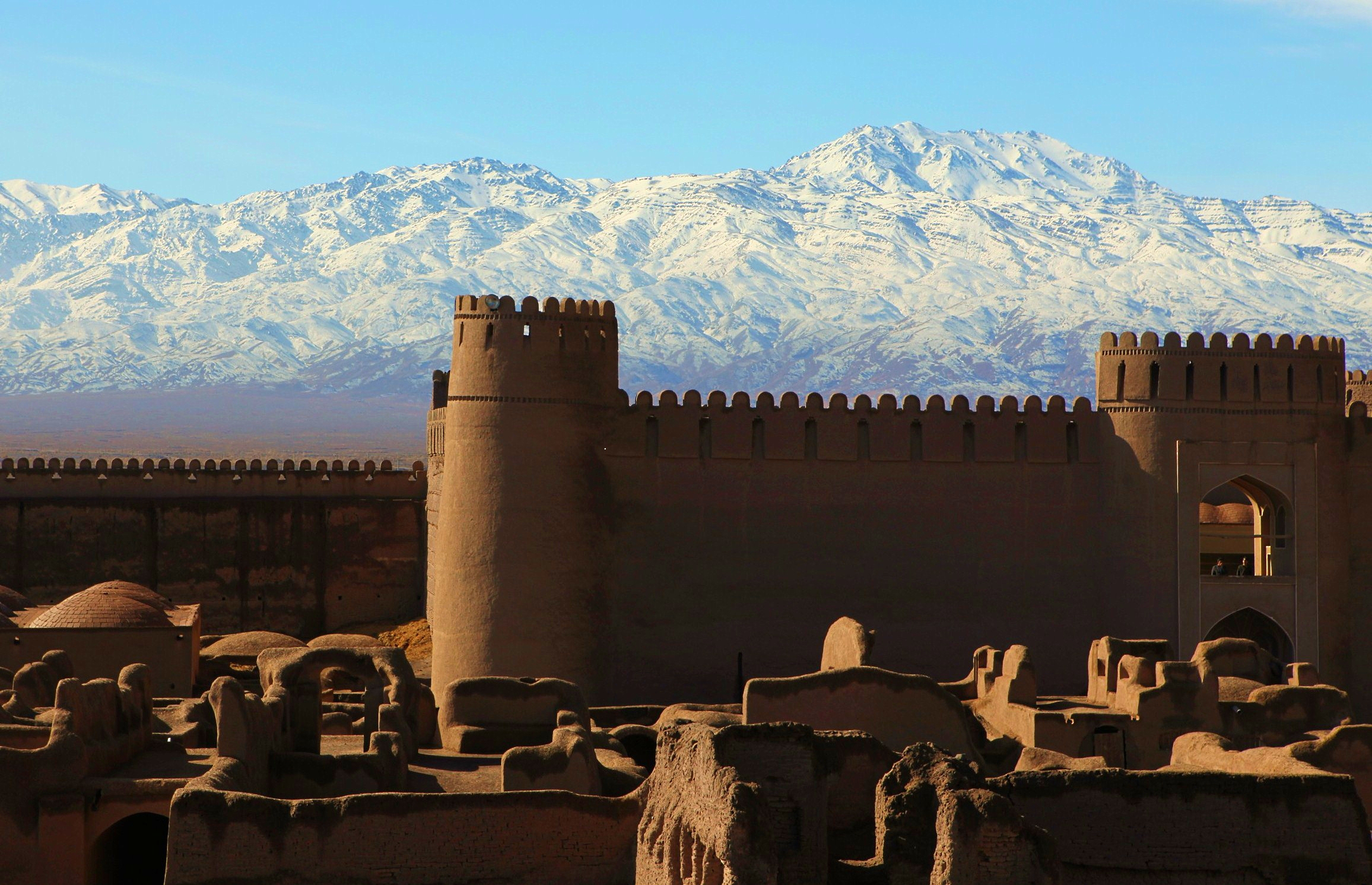
Un castello medievale persiano: Arg-e Rayen (Persia)

Tra Alto e Basso Medioevo, la storiografia anglosassone inserisce il periodo del Pieno Medioevo, che comprende i secoli centrali del Medioevo (XI-XII secolo); similmente, in Germania si individua un Frühmittelalter ("Medioevo iniziale", V-VIII sec.), un Hochmittelalter ("alto Medioevo", IX-XI sec.) e un Spätmittelalter ("basso Medioevo", XII-XV sec.). Di recente anche alcuni testi italiani dipendenti dalla storiografia anglosassone utilizzano questo criterio. Il Pieno Medioevo sarebbe caratterizzato dalla piena e completa fioritura del sistema dei Comuni medievali e dalla lotta fra i due poteri universali, Impero e Papato. Jacques Le Goff ha proposto di sostituire l'idea del Medioevo "corto" (quello che va dal V al XV secolo) con un "Medioevo lungo" (dal III al XIX secolo), arguendo che l'elemento centrale dell'età di mezzo fu il feudalesimo e che questo scomparve solo con la società industriale.

## Il Medioevo in altri contesti geografici
In alcune aree culturali si vissero fenomeni analoghi a quelli tipici del Medioevo occidentale: le invasioni di popoli nomadi, un lungo periodo di anarchia e di guerre continue, la crisi degli antichi imperi e nello stesso tempo la continuazione dell'idea imperiale, l'instaurarsi di un'economia di sussistenza, il fervore religioso, il ruolo unificante della religione, la costruzione dei castelli, la nascita di una nuova cultura in cui si fondono quella antica e quella portata dagli invasori o derivante da un periodo di lotte politiche. Si usa pertanto il termine "Medioevo" anche questi contesti geografici, ossia il Giappone, la Cina, l' India e la Persia. Naturalmente, in questi casi, le date di inizio e di fine del periodo non sono quelle utilizzate per nel contesto europero e mediterraneo.
- Medioevo giapponese (inizio: 1185 - fine: 1603)

- 1185: inizio del periodo Kamakura, durante il quale, nel 1274 e nel 1281, il Giappone dovette fronteggiare due tentativi di invasione mongola; successivamente, il Paese visse un periodo di caos politico e di infinite battaglie, che costituisce il periodo degli Stati combattenti.
- 1603: inizio del periodo Azuchi-Momoyama, durante il quale ci fu la riunificazione dell'Impero Giapponese..
- Medioevo cinese (inizio: 220 - fine: 589 o 1368)

- 220: con la fine della dinastia Han (età classica cinese), l'Impero Cinese perde la sua unità, sotto i colpi delle popolazioni Xiongnu, Xianbei e Qiang che premevano ai confini dell'impero o insorgevano, e della rivolta dei Turbanti Gialli.
- 589: inizio della dinastia Sui, che riunificò la Cina dopo quasi quattro secoli di lotte intestine, divisioni politiche e dinastiche.
- 1368: avvento della dinastia Ming, di etnia Han e fine della dinastia Yuan, di etnia mongola, che superando la Grande Muraglia aveva conquistato la Cina, sulla quale poi aveva regnato per circa un secolo..
Medioevo indiano (inizio: 550 o 1206 - fine: 1556 o 1707)
- 550: l'Impero Gupta, che segnò l'età classica indiana, entra in crisi e poi si estingue a causa dell'invasione degli Unni Alcioni (questa data consente di stabilire più precise corrispondenze tra l'inizio del Medioevo indiano e quello del Medioevo occidentale)
- 1206: tappa decisiva dell'islamizzazione dell'India: l'avvento del Sultanato di Delhi
- 1556: anno dell'ascesa di Akbar al trono dell'Impero Moghul, il più importante impero indiano di religione musulmana.
- 1707: inizio della disgregazione dell'Impero Moghul; la sua fine aprì indirettamente le porte dell'India alla penetrazione e alla dominazione britannica.
Il Medioevo indiano può essere diviso in due periodi: Alto Medioevo (650-1200 d.C.) e Tardo Medioevo (1200-1707 d.C.);
- Medioevo persiano (inizio: 651 - fine: 1502)

- 651: conquista islamica della Persia e uccisione dell'ultimo imperatore sasanide Yazdgard III;
- 1502: ascesa della dinastia Safavide, di lingua e cultura turca..
- Medioevo etiope (inizio: 970 - fine: 1520)

- 970: invasione del regno di Axum da parte della regina Gudit.
- 1520: prima ambasceria portoghese alla corte del re Lebna Denghèl.
Durata del Medioevo nelle varie aree culturali a confronto

## Tarda antichità

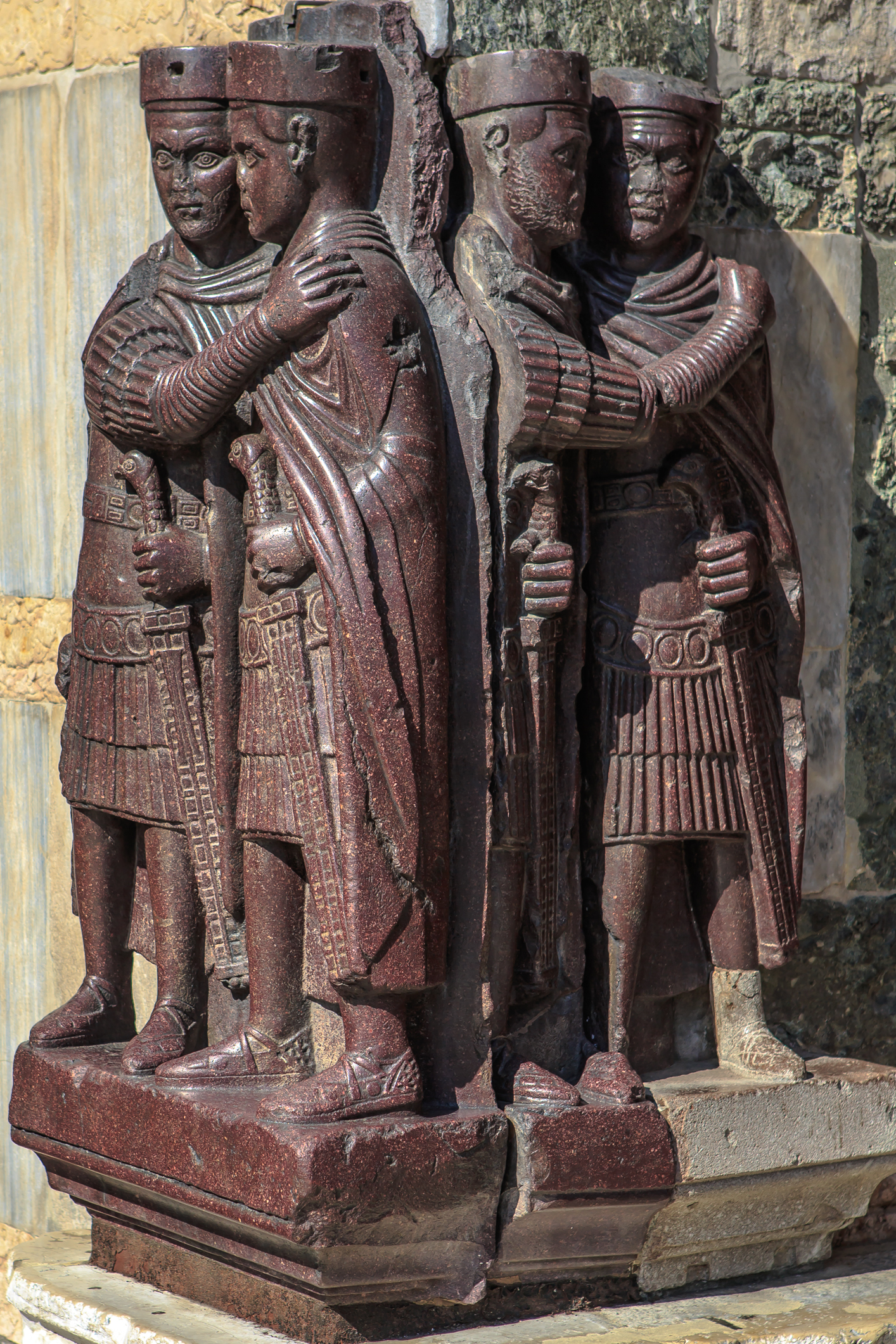
Una scultura tardo romana raffigurante i Tetrarchi, ora a Venezia

Da qualche decennio, alcuni storici considerano parte del Medioevo anche il lasso di tempo che va dal IV al VI secolo, a cui hanno dato il nome di Tarda Antichità, o Tardo-antico; esso comprende un periodo usualmente inserito nell'Età antica (dal IV secolo al 476) e la prima parte di quello che comunemente è detto Alto Medioevo (dal 476 al VI secolo). Il concetto di Tarda Antichità fece inizialmente riferimento al campo artistico e a differenze formali già rintracciabili nel III secolo. Durante i secoli tardo-antichi sopravvive un'autorità imperiale forte in Oriente, fino alla morte di Giustiniano I nel 565. Secondo questo criterio, alla Tarda Antichità seguono i due periodi in cui comunemente si divide l'età medievale: l'Alto Medioevo, che però viene fatto iniziare dal VII secolo, e il Basso Medioevo, separati come di consueto dall'anno Mille. L'Alto Medioevo, nei suoi limiti temporali ridefiniti, è caratterizzato da due fatti principali: la costituzione dei regni romano-barbarici e la diffusione dell'Islam nel bacino del Mediterraneo che, secondo la tesi dello storico Henri Pirenne, avrebbe portato al definitivo tramonto degli equilibri del mondo antico, con uno spostamento verso nord del baricentro politico europeo.
Sebbene il termine tarda antichità implichi, tradizionalmente, una valenza negativa e tra i secoli dal III al V l'area europea e del bacino del Mediterraneo subirono senz'altro un periodo di crisi, le trasformazioni in quest'epoca furono alla base per la nascita dell'identità europea. Dopo aver raggiunto la sua massima estensione territoriale nel II secolo, il controllo di Roma sui propri territori si fece sempre più labile. Problemi economici, fra cui l'inflazione, e la sempre maggiore pressione sulle frontiere resero l'Impero fortemente instabile. Alla dinastia dei Severi (193-235) succedette un periodo durato cinquant'anni di anarchia militare, denominato crisi del III secolo dove si assistette a una sempre più chiara tendenza di dominio dell'esercito nel processo di scelta e acclamazione dell'imperatore. Le spese militari aumentarono costantemente, principalmente in risposta alla guerra con l'Impero sasanide. L'esercito raddoppiò le sue dimensioni e la cavalleria e unità più piccole sostituirono la legione come principale unità tattica. Le spese militari portarono a un aumento delle tasse e divennero necessari più burocrati nell'amministrazione centrale per far fronte alle esigenze dell'esercito.
L'imperatore Diocleziano inaugurò un programma di riforme che rafforzarono il carattere assolutistico e gerarchico dell'Impero, che, nel 286, venne diviso in due grandi regioni amministrative. Nella risultante diarchia due imperatori si dividevano su base geografica il governo dell'impero. Le riforme di Diocleziano crearono una forte burocrazia governativa, riformarono la fiscalità e rafforzarono l'esercito, non riuscendo però a risolvere completamente i problemi dell'impero, fra cui una tassazione eccessiva, il crollo della natalità e le pressioni sulle frontiere. Il mantenimento dell'esercito, necessario per le continue pressioni di tribù che in precedenza avevano avuto contatti pacifici con i Romani, richiedeva inoltre molte spese. Dopo un periodo di guerra civile, l'imperatore Costantino, dopo aver ristabilito l'unità della carica imperiale, fece di Bisanzio una nuova capitale, col nome di Costantinopoli. Con l'Editto di Milano del 313, Costantino proclamò il Cristianesimo religio licita, cosa che ne favorì la diffusione. Divenne poi religione di Stato nel 380 (editto di Tessalonica).
Per gran parte del IV secolo, la società romana vide un divario sempre più ampio tra ricchi e poveri e un declino delle città più piccole. Un altro cambiamento fu la cristianizzazione dell'impero. Il processo fu accelerato dalla conversione di Costantino il Grande e alla fine del secolo il cristianesimo emerse come la religione dominante dell'impero. I dibattiti sulla teologia cristiana si intensificarono e coloro che persistevano con le opinioni teologiche condannate nei concili ecumenici dovettero affrontare dure persecuzioni. Tali visioni eretiche sopravvissero attraverso intense campagne di proselitismo al di fuori dell'impero, o grazie al sostegno dei gruppi etnici locali nelle province orientali, come l'arianesimo tra i popoli barbarici, o il monofisismo in Egitto e Siria. L'Ebraismo rimase una religione tollerata, sebbene la legislazione romana limitasse i diritti degli Ebrei.

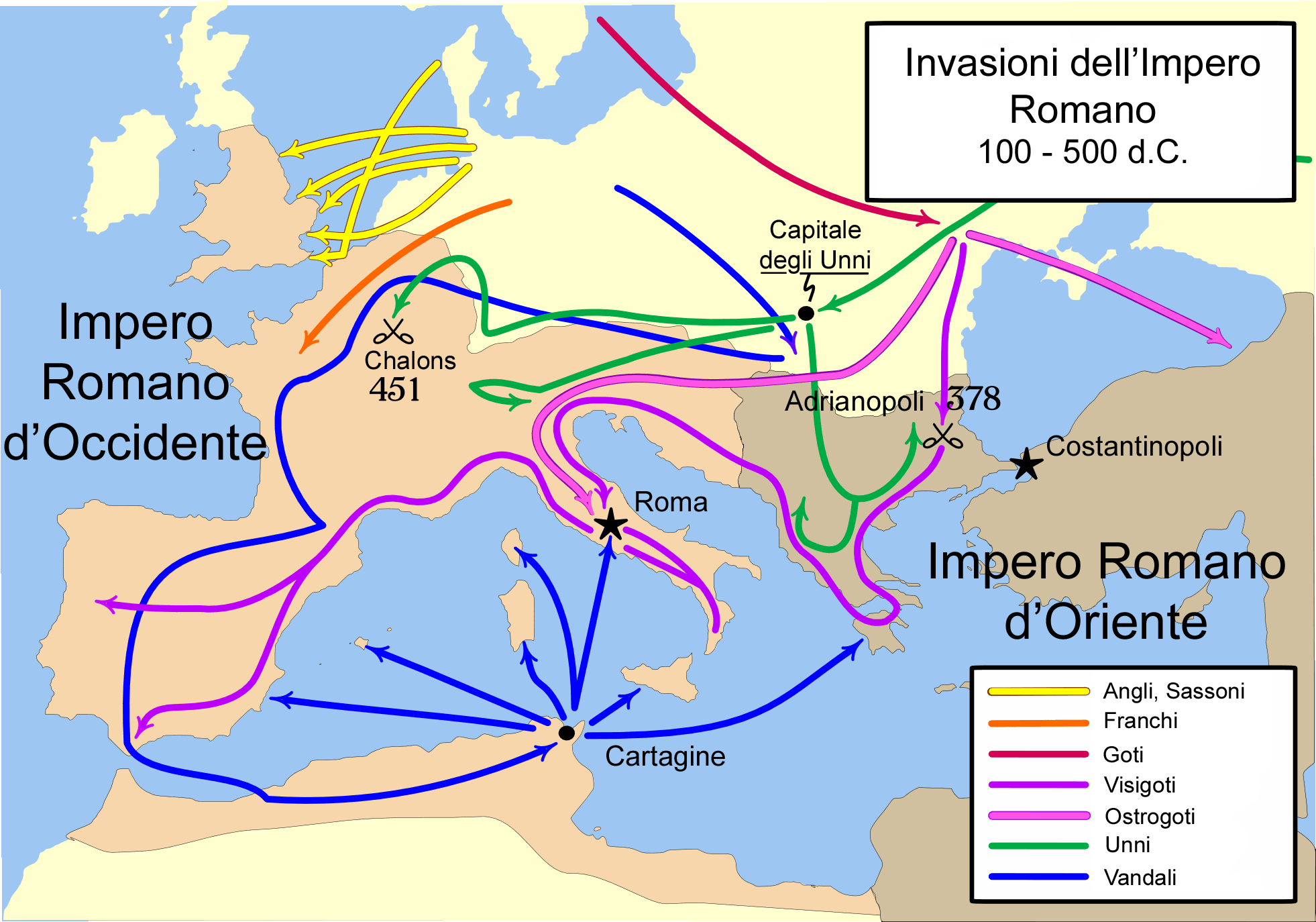
Le invasioni barbariche del II-V secolo

Le invasioni barbariche, chiamate nella storiografia tedesca Völkerwanderung ("migrazioni di popoli"), furono delle irruzioni più o meno cruente o migrazioni delle popolazioni cosiddette "barbariche" (germaniche, slave, sarmatiche e di altri popoli di origine asiatica) all'interno dei confini dell'Impero romano, tra la fine del IV e il VI secolo, che si conclusero con la formazione dei Regni romano-barbarici. L'inizio del fenomeno è considerato la sconfitta del 378 nella battaglia di Adrianopoli per mano dei Goti. L'impero fu costretto ad accogliere un grande numero di tribù germaniche come foederati e ammetterli come mercenari nell'esercito romano. Alcune di queste tribù "barbare" rifiutavano la cultura romana, mentre altre la ammiravano e aspiravano a emularla. In cambio di terra da coltivare e, in alcune regioni, del diritto di raccogliere il gettito fiscale per lo Stato, le tribù federate fornirono sostegno militare all'impero. Altre incursioni rappresentarono invece invasioni militari su piccola scala di gruppi tribali riuniti per raccogliere bottino, come nel caso degli Unni, che facevano irruzione nei territori dell'Impero terrorizzando gli abitanti. L'invasione più famosa culminò nel Sacco di Roma dei Visigoti nel 410: per la prima volta in quasi 800 anni Roma era caduta in mani nemiche. I Franchi, gli Alemanni e i Burgundi si stanziarono in Gallia mentre gli Angli, i Sassoni e gli Juti si stabilirono in Gran Bretagna e i Vandali conquistarono la provincia dell'Africa. Il re unno Attila guidò le invasioni nei Balcani nel 442 e 447, nella Gallia nel 451 e in Italia nel 452. La minaccia unna rimase viva fino alla morte di Attila nel 453, quando la confederazione unna da lui guidata cadde a pezzi.
La pesante crisi sofferta dall'Impero romano d'Occidente culminò con la deposizione dell'ultimo imperatore romano Romolo Augusto nel 476 da parte di Odoacre, generale dell'esercito romano, che, guidando una rivolta di Sciri, Eruli e Rugi, e non proclamandosi a sua volta imperatore, mise definitivamente fine all'esistenza formale dell'Impero d'Occidente. Il 476 è considerato per questo la data convenzionale dell'inizio del Medioevo. Mentre la pars occidentis dell'Impero collassava travolta dalle invasioni barbariche, l'Impero romano d'Oriente, noto come Impero bizantino (denominazione apparsa successivamente alla caduta di Costantinopoli, per rimarcarne la distinzione con l'Impero romano classico), sopravvisse.

## Alto Medioevo

### I Regni romano-barbarici

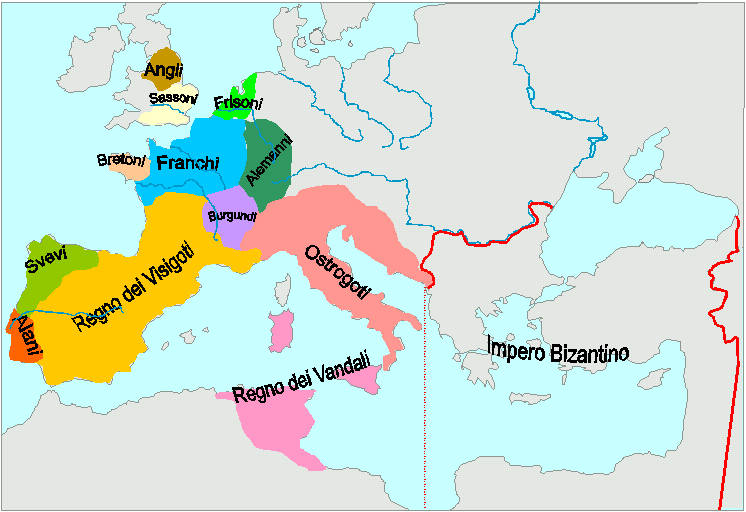
I regni romano-barbarici nel 493

Il periodo successivo alla deposizione dell'ultimo imperatore non si risolse nella fine della civiltà romana, ma nella sua fusione con quella di altre popolazioni, che determinò il sorgere di una nuova civiltà latino-germanica. Nonostante la struttura politica nell'Europa occidentale fosse cambiata, il collasso dell'Impero non fu drammatico come si pensava in passato. L'artigianato degli invasori era spesso simile a quello romano, con manufatti barbarici spesso modellati sui manufatti romani. Allo stesso modo, la cultura intellettuale dei nuovi regni era direttamente basata sulle tradizioni intellettuali romane. Un'importante differenza col passato fu la diminuzione graduale del gettito fiscale. La maggior parte delle nuove entità politiche non pagava i loro eserciti con i proventi delle tasse, ma con terre. Questo diminuiva la necessità di ingenti entrate fiscali, e quindi il sistema di tassazione entrò in crisi.
I gruppi barbarici ora conosciuti collettivamente come Anglosassoni si stabilirono in Gran Bretagna prima della metà del V secolo. La cultura locale ebbe scarso impatto sul loro modo di vivere, ma è evidente l'assimilazione linguistica dei Britanni ai nuovi arrivati. Intorno al 600 si formarono numerosi piccoli regni come il Wessex e la Mercia. I regni più piccoli nell'attuale Galles e in Scozia erano ancora sotto il controllo dei Britanni e dei Pitti. L'Irlanda era divisa in unità politiche ancora più piccole, forse fino a 150 regni tribali.

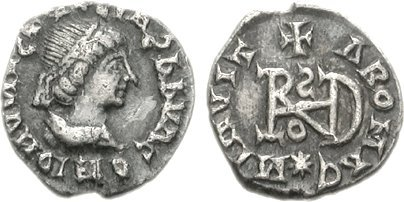
Una moneta raffigurante il condottiero ostrogoto Teodorico il Grande, coniata a Milano tra il 491 e il 501

Gli Ostrogoti si stabilirono nella seconda metà del V secolo sotto Teodorico e fondarono un regno basato sulla cooperazione fra latini e Ostrogoti, che durò fino agli ultimi anni del regno di Teodorico. I Burgundi si stabilirono inizialmente in Gallia, per poi fondare un nuovo regno tra Ginevra e Lione. In Gallia nacquero i regni dei Franchi e dei Bretoni. Sotto il figlio di Childerico I, Clodoveo I, fondatore della dinastia merovingia, il Regno dei Franchi si espanse e si convertì al cristianesimo. A differenza di altri popoli germanici, i Franchi accettarono il cattolicesimo, il che facilitò la loro cooperazione con l'aristocrazia autoctona gallo-romana. I Britanni in fuga dalla Britannia – l'odierna Gran Bretagna – si stabilirono in quella che oggi è la Bretagna.
Altri regni furono fondati dai Visigoti in Spagna, dai Suebi in Galizia, da Angli e Sassoni in Britannia e Vandali in Nordafrica. Nel 568 i Longobardi, guidati da Alboino, si insediarono in Italia, dove diedero vita a un regno indipendente che estese progressivamente il proprio dominio sulla massima parte del territorio italiano continentale e peninsulare. Il dominio longobardo fu articolato in numerosi ducati, che godevano di una marcata autonomia rispetto al potere centrale dei sovrani insediati a Pavia; nel corso dei secoli, tuttavia, i sovrani estesero progressivamente l'autorità del re, conseguendo progressivamente un rafforzamento delle prerogative regie e della coesione interna del regno. Provenienti dalle steppe asiatiche, i nomadi Avari conquistarono la maggior parte delle tribù slave, turche e germaniche nelle pianure lungo il Basso e Medio Danubio entro la fine del VI secolo, e furono regolarmente in grado di costringere gli imperatori orientali a pagare tributi . Intorno al 670, un altro popolo della steppa, i Bulgari, si stabilirono sul delta del Danubio. Nel 681, dopo aver sconfitto l'esercito imperiale bizantino, fondarono il Primo impero bulgaro sul Basso Danubio, sottomettendo le tribù slave locali.
Il latino dell'Impero d'Occidente fu gradualmente sostituito dalle lingue romanze, mentre il greco rimase la lingua dell'Impero d'Oriente, anche se successivamente si aggiunsero le lingue slave.

### L'Impero bizantino

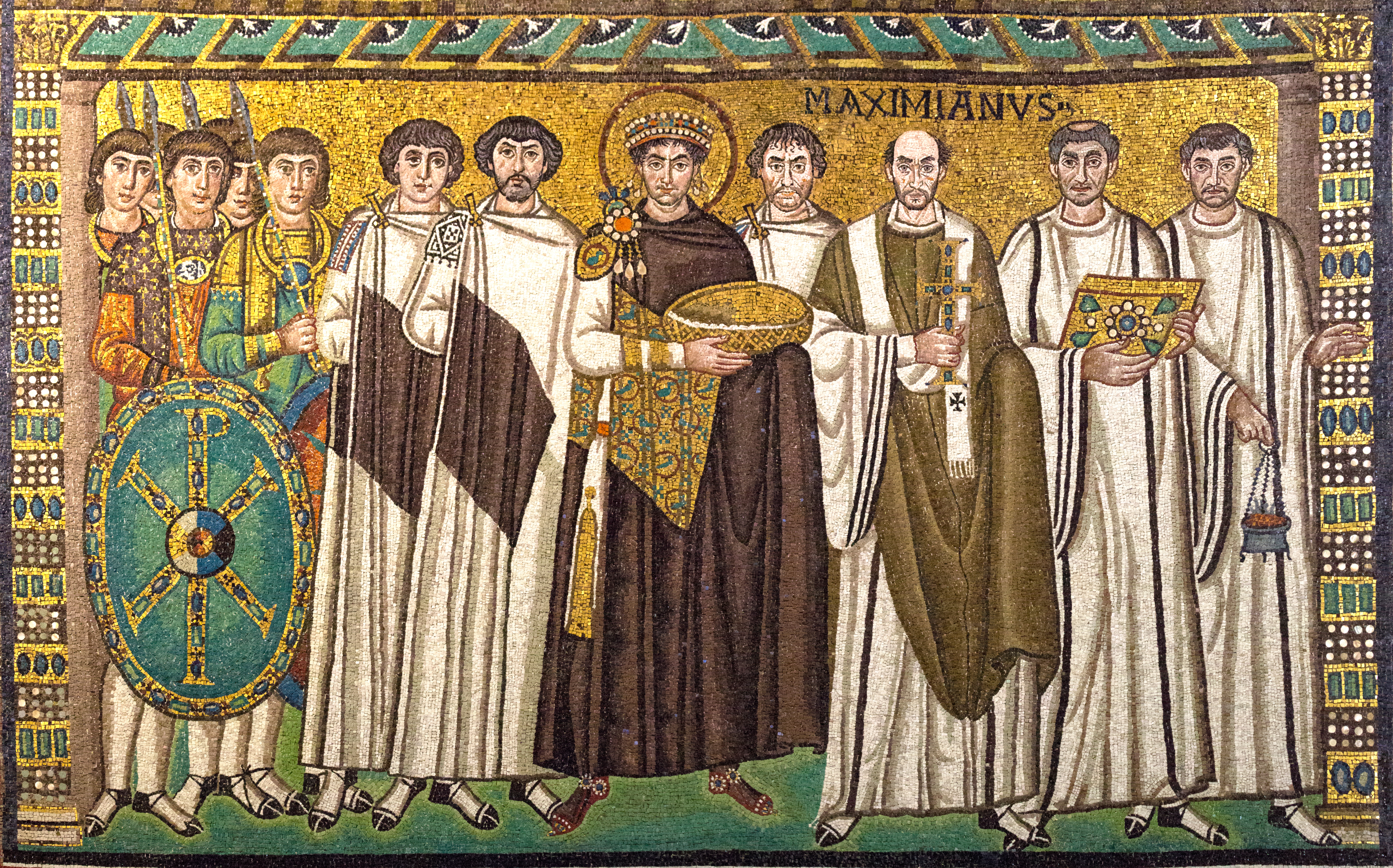
Un mosaico che mostra Giustiniano con Massimiano, arcivescovo di Ravenna, guardie del corpo e cortigiani

La storiografia è incerta sulla data di nascita dell'Impero bizantino, e diversi sono gli eventi considerati determinanti per la sua nascita: il 330 (rifondazione di Bisanzio come Costantinopoli), il 395 (morte di Teodosio I), il 476 (caduta dell'Impero d'Occidente), il 565 (morte di Giustiniano I e del sogno della Restauratio imperii). La data prevalentemente accettata dal mondo accademico dell'inizio del "periodo bizantino" è tuttavia il 610, anno dell'ascesa al trono di Eraclio I, il quale modificò notevolmente la struttura dell'Impero, proclamò il greco lingua ufficiale in sostituzione del latino e assunse inoltre il titolo imperiale di basileus, al posto di quello di augustus usato fino a quel momento. L'Impero bizantino conobbe una rinascita economica che durò fino all'inizio del VII secolo. Lo Stato era caratterizzato da relazioni strette con la Chiesa cristiana, e le diatribe teologiche assunsero una forte importanza nella politica bizantina. Lo sviluppo della giurisprudenza portò al Codice teodosiano prima e al Corpus Iuris Civilis, con Giustiniano poi.

L'evoluzione dell'estensione dell'Impero bizantino

Durante il regno di Giustiniano si assistette all'ultimo concreto tentativo di riconquistare le regioni occidentali, per ristabilire l'unità dell'Impero romano (Restauratio Imperii). I Bizantini riuscirono a riconquistare le province dell'Africa Settentrionale e parte della Spagna dai Vandali, e, al termine della guerra greco-gotica combattuta contro gli Ostrogoti, l'intera Italia, stabilendo una supremazia in ambito mediterraneo. Sotto il regno di Giustiniano fu inoltre costruita, a Costantinopoli, la Basilica di Santa Sofia.
Dopo la morte di Giustiniano la situazione dell'impero, schiacciato dalle avanzate di Avari e Slavi da una parte e Sasanidi dall'altra, si complicò. Gli Avari dalla seconda metà del VI secolo iniziarono a espandersi nelle steppe dell'odierna Ungheria, impadronendosi del bacino dei Carpazi e arrivando nel 626 a cingere d'assedio la stessa Costantinopoli. Dopo la morte dell'imperatore Maurizio, i Persiani avanzarono in Asia Minore, occuparono la Siria e si spinsero fino in Egitto. La ripresa avvenne con Eraclio I, che respinse gli Avari e sconfisse i Sasanidi a Ninive nel 627, costringendoli nel 628 a cedere tutti i territori da loro occupati nel corso della guerra.

### La società altomedievale
Nell'Europa occidentale, alcune delle più antiche famiglie d'élite romane si estinsero, mentre altre furono più coinvolte negli affari ecclesiastici che secolari. I valori legati alla letteratura e all'istruzione latina per lo più scomparvero e, sebbene l'alfabetizzazione rimase importante, divenne un'abilità pratica piuttosto che un segno di status d'élite. Alla fine del VI secolo, i principali mezzi di insegnamento religioso nella Chiesa erano diventati la musica e l'arte, più importanti del libro. La maggior parte degli sforzi intellettuali era finalizzata a imitare la cultura classica, ma furono anche create alcune opere originali, insieme a composizioni orali ora perdute. Spiccano in quest'epoca gli scritti di Sidonio Apollinare (morto nel 489), Cassiodoro (morto nel 585) e Boezio (morto nel 525). Cambiamenti avvennero anche tra i laici, poiché la cultura aristocratica si concentrava sulle grandi feste tenute nelle sale piuttosto che sulle attività letterarie. Il ricco abbigliamento delle élite era accompagnato da gioielli e oro. I legami familiari all'interno delle élite erano importanti, così come le virtù della lealtà, del coraggio e dell'onore.
Le donne partecipavano alla società aristocratica principalmente nei loro ruoli di mogli e madri di uomini. Nella società anglosassone la mancanza di molti bambini sovrani significava un ruolo minore per le donne come regine madri, ma ciò era compensato dal ruolo crescente svolto dalle badesse dei monasteri. Solo in Italia sembra che le donne siano sempre state considerate sotto la protezione e il controllo di un parente maschio.

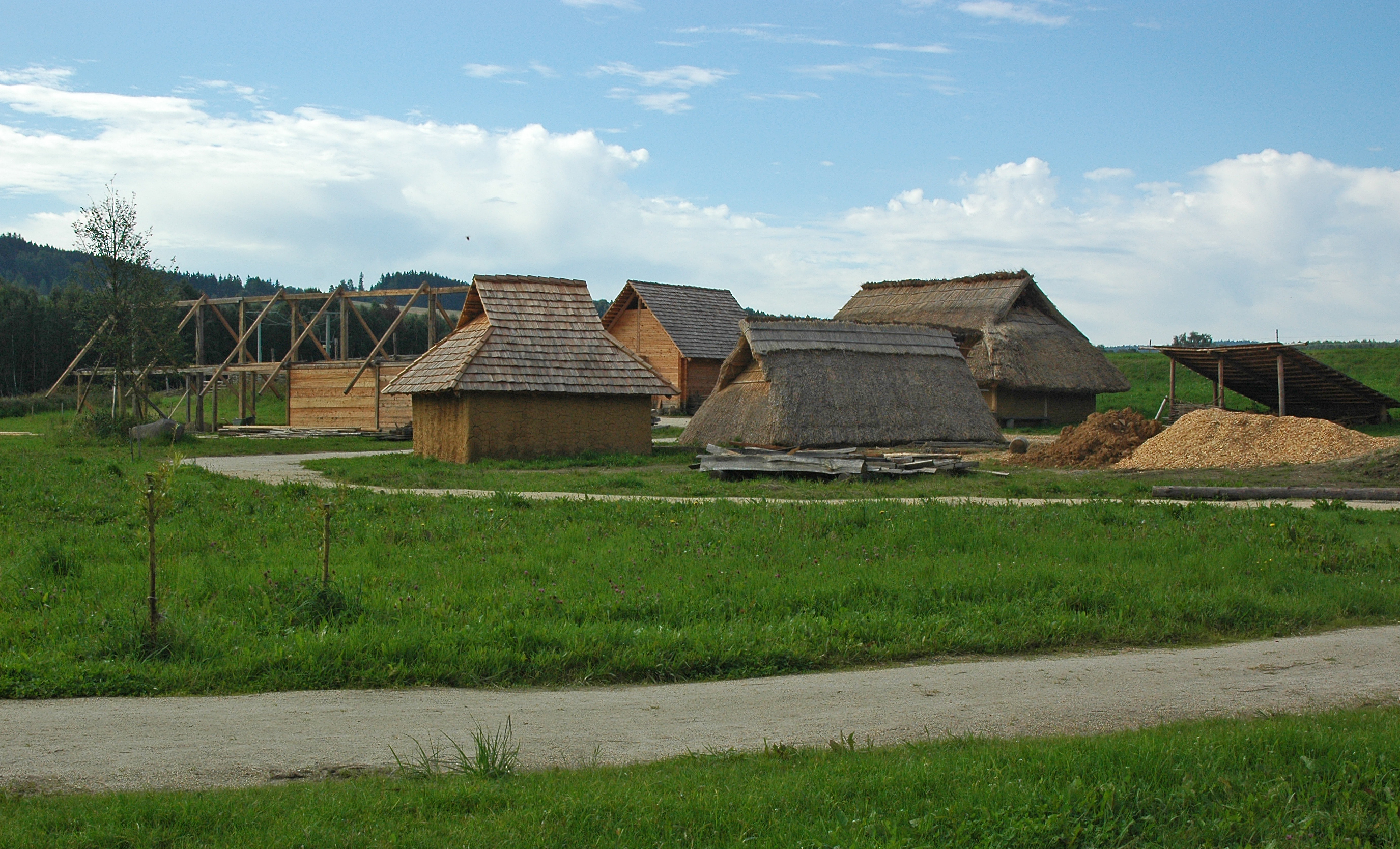
Ricostruzione di un villaggio contadino altomedievale in Baviera

La società contadina è molto meno documentata della nobiltà. Rimangono pochi documenti scritti dettagliati che documentano la vita contadina prima del IX secolo, per cui le informazioni sopravvissute a disposizione degli storici provengono principalmente dall'archeologia. I modelli di proprietà terriera in Occidente non erano uniformi; alcune aree avevano modelli di proprietà fondiaria notevolmente frammentati, ma in altre aree grandi appezzamenti di terra contigui erano la norma. Queste differenze consentivano un'ampia varietà di società contadine, alcune dominate da proprietari terrieri aristocratici e altre dotate di una grande autonomia. Anche l'insediamento della terra variava notevolmente. Alcuni contadini vivevano in grandi insediamenti, che contavano fino a 700 abitanti. Altri vivevano in piccoli gruppi di poche famiglie e altri ancora vivevano in fattorie isolate, sparse nelle campagne. C'erano anche aree in cui il modello era un mix di due o più di questi sistemi. La legislazione faceva una chiara distinzione tra liberi e non liberi, ma non vi era alcuna cesura netta tra lo status giuridico del contadino libero e quello dell'aristocratico, ed era possibile per la famiglia di un contadino libero ascendere all'aristocrazia nel corso di diverse generazioni, attraverso il servizio militare. La domanda di schiavi veniva soddisfatta attraverso guerre e incursioni. Inizialmente, l'espansione dei Franchi e i conflitti tra i regni anglosassoni rifornirono di prigionieri il mercato degli schiavi. Dopo la conversione degli Anglosassoni al cristianesimo, i cacciatori di schiavi presero di mira principalmente le tribù pagane slave, da cui la parola "schiavo". L'etica cristiana ha portato cambiamenti significativi nella posizione degli schiavi nel VII e VIII secolo. Non erano più considerati proprietà dei loro signori ed era stato sancito il loro diritto a un trattamento dignitoso.
La vita e la cultura della città romane cambiarono notevolmente nell'Alto Medioevo. Sebbene le città italiane rimasero abitate, subirono una contrazione significativa delle dimensioni. Roma, ad esempio, si ridusse da una popolazione di centinaia di migliaia a circa 30000 entro la fine del VI secolo, i templi romani furono convertiti in chiese cristiane e le mura della città rimasero in uso. Anche nel Nord Europa le città si contrassero, mentre i monumenti civici e altri edifici pubblici furono saccheggiati per ricavare materiali da costruzione. L'istituzione di nuovi regni spesso significava una certa crescita per le città scelte come capitali. Le comunità ebraiche sopravvissero alla caduta dell'Impero romano d'Occidente in Spagna, Gallia meridionale e Italia. I re visigoti tentarono di convertire gli ebrei ispanici al cristianesimo, ma la comunità ebraica si rigenerò rapidamente dopo la conquista musulmana.

### Nascita ed espansione dell'Islam
Espansione sotto Maometto, 622–632
     Espansione durante il Califfato Patriarcale, 632–661
     Espansione durante il Califfato Omayyade, 661–750

L'espansione islamica
Espansione sotto Maometto, 622–632
Espansione durante il Califfato Patriarcale, 632–661
Espansione durante il Califfato Omayyade, 661–750

Nel VI secolo, la penisola arabica era abitata, nelle sue aree centrali e settentrionali, da tribù nomadi indipendenti, mentre in quelle meridionali erano attive culture stanziali dedite al commercio. I beduini, abitanti delle steppe arabe, erano invece dediti al piccolo e grande nomadismo a causa del loro speciale modo di sussistenza che si basava strettamente sull'allevamento e sulla razzia ai danni di altri gruppi, nomadi e no, e delle carovane dei mercanti. Gli Arabi erano in massima parte politeisti e la Kaʿba di Mecca, nella regione del Hijāz, era un santuario (bayt) cui giungevano annualmente pellegrini provenienti da tutta la penisola araba, per motivi principalmente religiosi, ma anche commerciali, favoriti come essi erano dalla tregua che caratterizzava lo hajj preislamico. All'inizio del VII secolo, Maometto riuscì a fare degli Arabi una nazione, fondando uno Stato teocratico. I successori politici di Maometto, i califfi, avviarono una rapida espansione territoriale, che seppe sfruttare le debolezze dell'Impero bizantino e di quello persiano sasanide, indeboliti dal conflitto sopraccitato, che sottovalutarono i beduini. Nel 637 veniva conquistata Seleucia-Ctesifonte, capitale dell'Impero persiano. All'Impero bizantino vennero strappate Siria (637), Egitto, Cirenaica e Tripolitania (642 -645). Per un trentennio il califfato fu elettivo, prima di diventare ereditario con la dinastia degli Omayyadi che trasferirono nel 661 la capitale da Medina a Damasco. Durante l'epoca omayyade continuarono le conquiste: intorno al 670 gli Arabi conquistarono l'Ifriqiya, ossia l'antica provincia romana dell'Africa proconsularis. Nel 710/711, dopo aver concluso la conquista del Maghreb, un corpo di spedizione arabo-berbero guidato da Tariq ibn Ziyad, governatore di Tangeri, superò il breve braccio di mare che divide l'Africa e la penisola iberica. Il Regno visigoto, che all'epoca occupava la penisola e parte dell'odierna Francia meridionale, fu nel giro di pochi mesi travolto dagli invasori musulmani. La penisola iberica divenne una provincia del califfato e fu chiamata al-Andalus. Mentre gli Arabi organizzavano questo loro dominio occidentale, i cristiani, per conto loro, diedero vita a nuovi organismi politico-statuali; il maggiore, e più importante storicamente, fu il Regno delle Asturie, poi diventato asturleonese.
Nel 717, sul fronte orientale, i musulmani avevano posto l'assedio a Costantinopoli, ma la distruzione della flotta araba grazie al "fuoco greco" impedì permanentemente l'espansione araba verso la penisola balcanica. L'espansione islamica proseguirà comunque su tale direttrice, ma solo sei secoli dopo, con i turchi Ottomani. L'importante vittoria di Leone III Isaurico venne ridimensionata in Occidente nella storiografia successiva, perché l'imperatore era considerato un eretico iconoclasta: il mito di aver fermato gli Arabi venne ascritto invece a un fatto secondario, la battaglia di Poitiers. Gli Omayyadi avevano trasformato i territori conquistati in un impero ereditario, con un'amministrazione fiscale sempre più preoccupata a drenare risorse per forze armate destinate a diventare pletoriche. Tutti i 90 anni circa omayyadi furono squassati da continue rivolte alidi (tempo dopo si potrà parlare di Sciismo) e kharigite. Gli Abbasidi, parte importante del movimento alide, sconfissero l'ultimo califfo omayyade nel 750. Il potere passò così nelle mani di una nuova aristocrazia aperta alle influenze culturali persiane, con lo spostamento della capitale, e del baricentro dell'impero, da Damasco a Baghdad. Nella vastissima dominazione abbaside si svilupparono col tempo autonomie regionali molto forti, ricordate semplicemente col termine di emirati. Uno dei primi emirati a nascere fu quello di al-Andalus nella penisola iberica, con capitale Cordova, fondato da un membro della casa omayyade sfuggito alle stragi perpetrate dagli Abbasidi contro la famiglia califfale sconfitta. L'emirato riuscì a imporre la propria egemonia su buona parte della penisola, tanto che nel 929 ʿAbd al-Raḥmān III assunse il titolo di califfo. Un altro importante emirato fu quello dell'Ifriqiya, concesso ereditariamente dal califfato all'emiro Ibrahim ibn al-Aghlab (da cui il nome della dinastia degli Aghlabidi), con centro a Qayrawan in Tunisia. Qui si affermò nel 909 la dinastia dei Fatimidi, che occupò nel 969 l'Egitto e assunse il titolo di Imam, confermando la crisi del potere abbaside e quindi l'ormai avvenuta frammentazione della Umma islamica.

### Il commercio nell'Alto Medioevo
Le migrazioni e le invasioni del IV e V secolo sconvolsero le reti commerciali intorno al Mediterraneo. Divenne comune in tutte le antiche terre romane la sostituzione delle merci provenienti dal commercio a lungo raggio con prodotti locali. Ciò era particolarmente evidente nelle terre che non si trovavano sul Mediterraneo, come la Gallia settentrionale o la Britannia. Nel VII e VIII secolo nell'Europa settentrionale si stavano sviluppando nuove reti commerciali. Merci come pellicce, avorio di tricheco e ambra venivano scambiate dalla regione baltica verso l'Europa occidentale, contribuendo allo sviluppo di nuovi centri commerciali nell'Anglia orientale, nella Francia settentrionale e in Scandinavia. Divennero comuni i conflitti per il controllo delle rotte commerciali. I vari regni romano-barbarici in Occidente avevano tutti monete che imitavano le forme romane e bizantine esistenti.
La domanda costante di forza lavoro fresca e materie prime da parte delle fiorenti economie islamiche aprì un nuovo mercato per l'Europa intorno al 750. L'Europa emerse come uno dei principali fornitori di schiavi domestici e soldati schiavi per al-Andalus, l'Africa settentrionale e il Levante. Venezia si sviluppò come il più importante centro europeo della tratta degli schiavi. Inoltre, legname, pellicce e armi venivano consegnati dall'Europa al Mediterraneo, mentre l'Europa importava spezie, medicine, incenso e seta dal Levante. La domanda di merci esotiche fu rafforzata principalmente da fattori interni, come la crescita della popolazione e il miglioramento della produttività agricola. I grandi fiumi che collegano regioni lontane facilitarono l'espansione del commercio transcontinentale: i mercanti anglosassoni visitavano le fiere a Parigi, i pirati depredavano i commercianti che viaggiavano sul Danubio e i mercanti dei Franchi orientali arrivavano fino a Saragozza ad al-Andalus.

### La chiesa altomedievale e il monachesimo

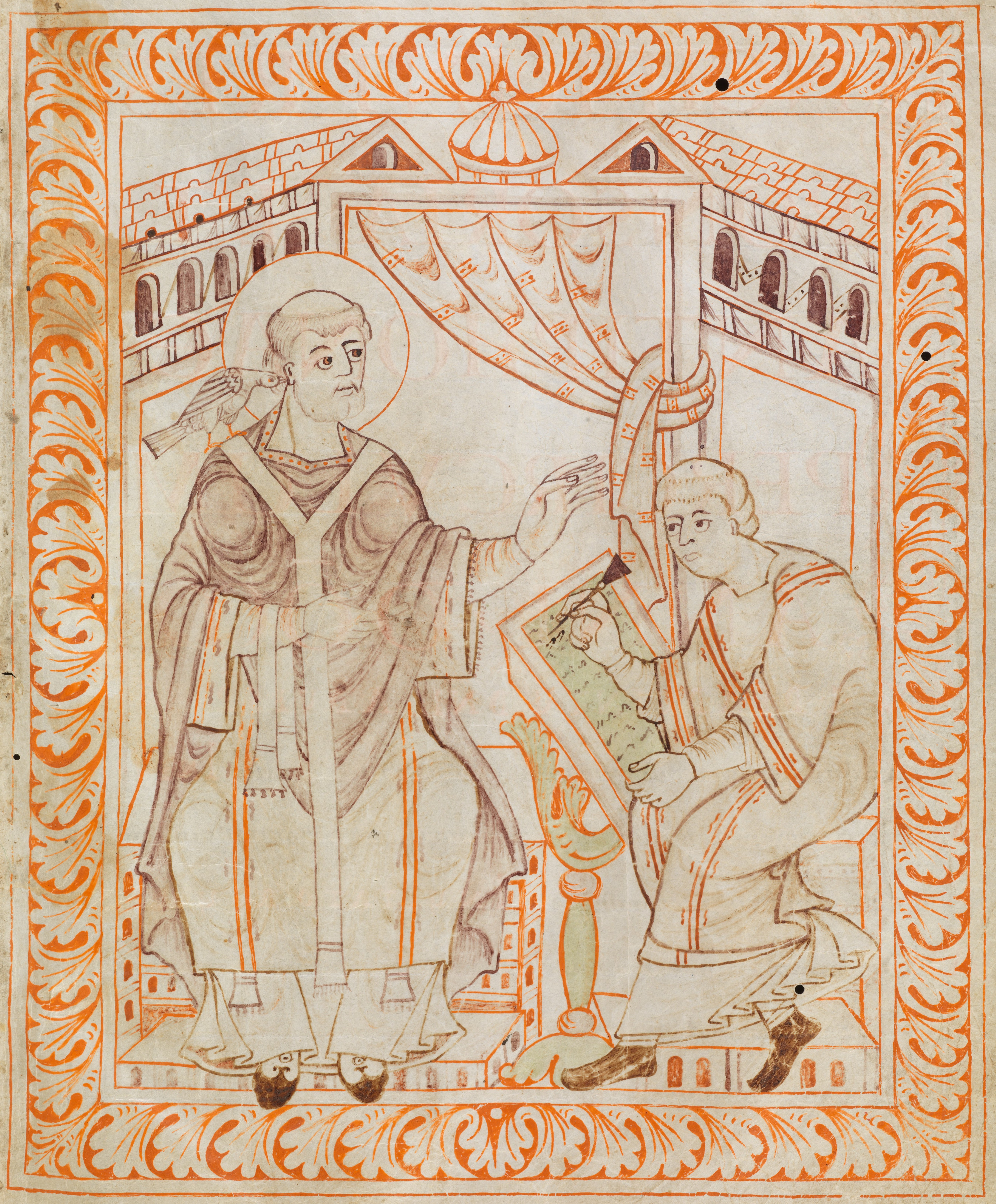
Un'illustrazione dell'XI secolo che raffigura Gregorio Magno che detta a un segretario

L'idea dell'unità cristiana sopravvisse anche se le differenze nell'ideologia e nella pratica tra le Chiese orientale e occidentale divennero evidenti nel VI secolo. La formazione di nuovi regni rafforzò in Occidente il tradizionale concetto cristiano della separazione tra Stato e Chiesa, mentre questo concetto era estraneo agli ecclesiastici orientali che consideravano lo Stato romano come uno strumento della divina provvidenza. L'imperatore bizantino considerava naturale la sua funzione di controllo sui cinque patriarcati, favorendo il Patriarca di Costantinopoli, mentre il papato cercava di affermare la sua supremazia sulle altre diocesi. Dall'VIII secolo le dispute teologiche sull'iconoclastia e sul filioque e quelle politiche riguardo al controllo dell'Impero sul Patrimonio di san Pietro acuirono le differenze fra Chiesa romana e greca, che sfoceranno poi nello Scisma d'Oriente.
Il vescovo di Roma cercò in questo periodo di far valere la sua preminenza sugli altri vescovi in base al primato di Pietro, anche se pochi vescovi occidentali guardavano al papa come a un leader religioso o politico. Il contributo più rilevante nell'Alto Medioevo al rafforzamento della figura del pontefice venne dal papato di Gregorio Magno. Fu il primo papa a esercitare il potere temporale sul Patrimonio di san Pietro e promosse l'evangelizzazione missionaria in Britannia, affidandola ad Agostino di Canterbury. Monaci iro-scozzesi, come Colombano, operarono nel VI e VII secolo in Europa centrale per fondare monasteri e convertire le tribù germaniche ancora pagane. Nell'Alto Medioevo le persone non visitavano regolarmente le chiese. Contribuirono invece alla diffusione dell'insegnamento cristiano gli incontri con il clero itinerante e i pellegrinaggi ai santuari dei santi più venerati. Gli ecclesiastici usavano manuali speciali chiamati libri penitenziali per determinare gli atti di penitenza appropriati - tipicamente preghiere e digiuni - per i peccatori. Ponevano un'enfasi speciale sulla sessualità e prescrivevano severe penitenze per gli adulteri, i fornicatori e coloro che erano impegnati in atti sessuali non riproduttivi, come gli omosessuali. Al contrario, i Bogomili dei Balcani condannavano la riproduzione sessuale, poiché consideravano Satana il creatore del mondo fisico.
Nel VI secolo in Europa occidentale si diffuse il monachesimo cristiano. Gli ideali monastici si diffusero dall'Egitto all'Europa occidentale fra V e VI secolo grazie alla letteratura agiografica, come la Vita di Antonio scritta dal vescovo Atanasio di Alessandria. La maggior parte dei monasteri europei si concentrava sull'esperienza comunitaria della vita spirituale, chiamata cenobitismo. Fondamentale fu l'attività di Benedetto da Norcia, che nel 529 si stabilì a Montecassino e istituì una Regola comune di vita cenobitica che nel corso dei secoli venne impiegata in tutto l'Occidente. A est, le regole monastiche compilate da Teodoro Studita (morto nell'826) si diffusero dopo essere state adottate nel monastero della Grande Lavra, un monastero imperiale di nuova costituzione sul Monte Athos negli anni '60 del X secolo. La Grande Lavra stabilì un precedente per la fondazione di ulteriori monasteri athoniti, trasformando il monte nel centro più importante del monachesimo ortodosso.
Monaci e monasteri ebbero un profondo effetto sulla vita religiosa e politica dell'Alto Medioevo, agendo in vari casi come centri di propaganda e sostegno del regno nelle regioni appena conquistate e basi per missioni e proselitismo. I monasteri si diffusero in Europa e divennero non solo centri religiosi, ma anche economici e di diffusione e conservazione della cultura. Infatti, nelle biblioteche dei monasteri furono raccolti, conservati e copiati moltissimi testi classici che, in tal modo, si salvarono dalla distruzione. I monaci furono anche autori di nuove opere, tra cui storia, teologia e altri argomenti, scritte da autori come Beda il Venerabile (morto nel 735), originario dell'Inghilterra settentrionale. Il missionario bizantino Cirillo (morto nell'869) sviluppò la lingua slava ecclesiastica antica come nuova lingua liturgica, arricchendo il vocabolario slavo con termini religiosi greci. A tale scopo creò anche un alfabeto, probabilmente l'alfabeto glagolitico. Queste innovazioni gettarono le basi per una fiorente letteratura religiosa slava.
Nella cristianità occidentale, l'influenza dei laici sugli affari della Chiesa raggiunse il culmine nel X secolo. Gli aristocratici consideravano le chiese e i monasteri sotto il loro patrocinio come loro proprietà personale e la simonia, la vendita degli uffici ecclesiastici, divenne una pratica comune. La simonia suscitava un timore generale riguardo alla salvezza, poiché molti credevano che i sacerdoti nominati irregolarmente non potessero conferire sacramenti validi come il battesimo. Le comunità monastiche furono le prime a reagire a questo timore, attraverso l'osservanza rigorosa delle loro regole. La fondazione del monastero di Cluny a Mâcon nel 909/910 è stata a lungo considerata premonitrice della riforma della Chiesa, sebbene Cluny nacque come monastero privato di Guglielmo I di Aquitania. L'abbazia era esente dal controllo vescovile grazie alla subordinazione diretta alla Santa Sede. A Cluny fu affidato alla preghiera corale un ruolo di primo piano, mentre il lavoro veniva delegato in larga parte a laici, come previsto dalla regola benedettina riformata da Benedetto d'Aniane. Tra i secoli X e XI sorsero numerosissimi monasteri, dipendenti dall'abbazia di Cluny, che aderirono al suo esempio, affidandosi direttamente alla Santa Sede (la cosiddetta congregazione cluniacense).

### L'Europa carolingia

L'espansione del regno dei Franchi tra il 481 e l'814

Alla morte di Clodoveo il Regno dei Franchi si spaccò. Si formarono, fra VI e VII secolo, i regni di Austrasia, Neustria e Borgogna, governati da esponenti della dinastia merovingia. Le varie branche della famiglia merovingia si resero spesso protagoniste di conflitti interni, mentre il potere dei Merovingi si affievoliva a favore dei cosiddetti maestri di palazzo, che presero il potere de facto durante il VII secolo. Alcuni dei maestri di palazzo più influenti furono i Pipinidi, discendenti di Pipino di Landen. Il potere della dinastia si rinsaldò con la leggendaria vittoria di Carlo Martello alla battaglia di Poitiers del 732 (o 733) sui musulmani di al-Andalus, evento considerato dalla storiografia tradizionale come il freno all'avanzata musulmana in Europa. In realtà questo episodio non va sopravvalutato: le incursioni infatti non terminarono negli anni successivi. Per le ambizioni di Carlo Martello, però, lo scontro dimostrava la sua capacità di ergersi a "difensore della Cristianità".
La dinastia carolingia, nome con cui sono conosciuti i successori di Carlo Martello, prese ufficialmente il potere sui regni di Austrasia e Neustria nel 751 con Pipino il Breve. Papa Stefano II consacrò personalmente Pipino, legittimando il suo potere. La propaganda pipinide coniò in questo periodo la definizione di "re fannulloni" per i Merovingi, esaltando al contempo la vittoria di Carlo Martello sui musulmani. Pipino il Breve sconfisse i Longobardi e la sua successiva donazione dei territori dell'Italia centrale alla Santa Sede segnò l'inizio dello Stato Pontificio.
Alla morte di Pipino il Breve nel 768, i suoi due figli Carlo Magno e Carlomanno si spartirono l'eredità. Quando Carlomanno morì per cause naturali, Carlo Magno si ritrovò a essere l'unico re dei Franchi. Carlo Magno intraprese dal 774 un'espansione sistematica che avrebbe unificato buona parte dell'Europa occidentale. Soggiogò i Sassoni, conquistò i Longobardi e creò una nuova provincia di confine nel Nord della Spagna. Tra il 791 e l'803, le truppe franche distrussero gli Avari, facilitando lo sviluppo di piccoli principati slavi, governati principalmente da ambiziosi signori della guerra sotto la sovranità franca. L'incoronazione imperiale di Carlo Magno nella notte di Natale dell'800 segnò un punto di svolta nella storia medievale. L'assunzione del titolo imperiale da parte di Carlo Magno peggiorò inoltre le relazioni con l'Impero bizantino, che non riconobbe l'avvenimento. Nell'812, a seguito di attente e prolungate trattative, i Bizantini riconobbero il nuovo titolo di Carlo Magno, ma senza riconoscerlo come secondo "imperatore dei Romani".
L'Impero era suddiviso in comitati, di estensione varia, amministrati da conti, agenti territoriali del potere regio. La contea poteva a volte corrispondere ad antiche circoscrizioni pubbliche romane, mentre ai margini dell'Impero erano state costituite le marche, territori con fortificazioni e guarnigioni militari considerevoli. Il controllo sul territorio fu rafforzato con un sistema di emissari, i missi dominici, che si occupavano del controllo dei funzionari pubblici e della diffusione dei capitolari. Pur senza abbandonare l'uso barbarico di una corte itinerante, Carlo scelse dal 794 una residenza privilegiata, Aquisgrana, sede del palazzo reale. Carlo Magno dette impulso a una vera e propria riforma nei vari ambiti culturali (in architettura, nelle arti filosofiche, nella letteratura, nella poesia) che è stata definita dagli storici novecenteschi "Rinascita carolingia". Istituì la schola palatina presso il palazzo reale di Aquisgrana, diretta da Alcuino di York, e favorì l'insegnamento delle arti secondo la divisione nel trivium, e nel quadrivium, in un rinnovato interesse per gli studi classici. In generale ripresero vigore le scuole presso le sedi vescovili, le scuole cattedrali, e nei monasteri. È nel periodo carolingio che venne elaborata una nuova forma di scrittura, la minuscola carolina, per facilitare il lavoro di copia degli amanuensi e la lettura dei testi essenziali, costituendo la base di ogni successiva corsiva minuscola.
Carlo Magno promosse cambiamenti nella liturgia cristiana, imponendo la forma romana del servizio ecclesiastico sui suoi domini, così come il canto gregoriano nella musica liturgica per le chiese. Un'attività importante per gli studiosi in questo periodo era la copia, correzione e diffusione di opere fondamentali su argomenti religiosi e laici. I grammatici del periodo modificarono la lingua latina, trasformandola dal latino classico dell'Impero romano al latino medievale.

### Il crollo dell'Impero carolingio

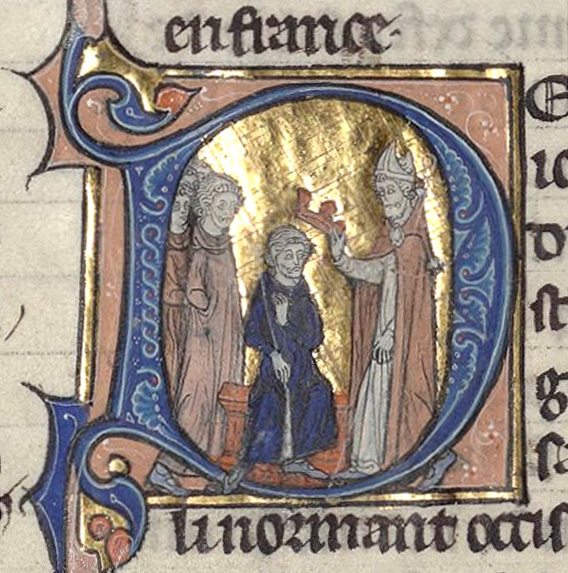
Incoronazione di Oddone di Parigi

Già con il figlio di Carlo Magno, Ludovico il Pio, la debolezza del potere centrale aveva innescato una deriva dell'Impero carolingio, della quale approfittarono le aristocrazie per esercitare il potere in maniera sempre più libera e arbitraria. Alla morte di Ludovico il Pio (840) Lotario I assunse la corona imperiale, come previsto dal padre, mentre i due fratelli superstiti Ludovico e Carlo si allearono per obbligarlo a cedere una parte del potere. Il giuramento di Strasburgo, rivolto alle truppe dei due fratelli, è rimasto famoso perché conserva il primo accenno scritto alle nascenti lingue francesi e tedesca.
Nell'843, con il trattato di Verdun, Lotario dovette scendere a patti: mantenne la corona imperiale, ma si limitò a governare la Francia Media, comprendente la fascia di territorio centrale chiamata Lotaringia e l'Italia. Carlo il Calvo prese la Francia occidentalis e Ludovico il Germanico la Francia orientalis. Con la morte di Lotario, Ludovico prese la corona imperiale, quindi nell'875 gli succedette Carlo il Calvo. Carlo il Calvo morì nell'877 con l'impero carolingio ormai in dissoluzione. Gli succedette Carlo il Grosso, figlio di Ludovico il Germanico, che fu deposto da una dieta di Grandi dell'Impero nell'887. A quel punto l'impero di Carlo Magno fu definitivamente disgregato e le diverse fazioni cercarono di porre il proprio controllo sulla corona: Arnolfo di Carinzia fu proclamato re dei Franchi orientali, Oddone di Parigi fu proclamato re dei Franchi occidentali, mentre Berengario del Friuli e Guido II di Spoleto finirono per contendersi la corona di re d'Italia. Le dinastie carolinge si estinsero nei diversi reami, tuttavia il titolo imperiale sopravvisse, diventando simbolo di un'autorità sempre più teorica, fino a rimanere vacante a partire dal 924. I nuovi sovrani, perdendo la visione universalistica dei loro predecessori, cominciarono a far sempre più riferimento alle realtà nazionali costituenti i propri domini. Il collasso dell'impero carolingio fu accompagnato dalle cosiddette "seconde invasioni", con gruppi non numerosi, ma molto agguerriti e affamati di preda, provenienti sia da est, ma anche, e questa fu una novità nel panorama europeo, da sud e da nord. Vari aggregati tribali scandinavi, definiti Vichinghi o Normanni, si resero protagonisti di saccheggi sulle coste atlantiche e settentrionali fra la fine dell'VIII e l'XI secolo, stabilendosi poi nelle Isole britanniche, Islanda e nell'Italia meridionale. Nel 911 con Rollone fu stabilito un ulteriore insediamento normanno in quella che sarebbe stata poi chiamata "Normandia". Germania e Italia furono invece sotto il costante attacco degli Ungari, fino alla sconfitta degli invasori nella battaglia di Lechfeld del 955 per opera di Ottone I di Sassonia. A questo quadro si aggiungevano le scorrerie navali dei Saraceni, che riguardavano prevalentemente il Mediterraneo. Gli Aghlabidi conquistarono la Sicilia e gli Omayyadi di al-Andalus annetterono le Isole Baleari.

### L'Europa post-carolingia

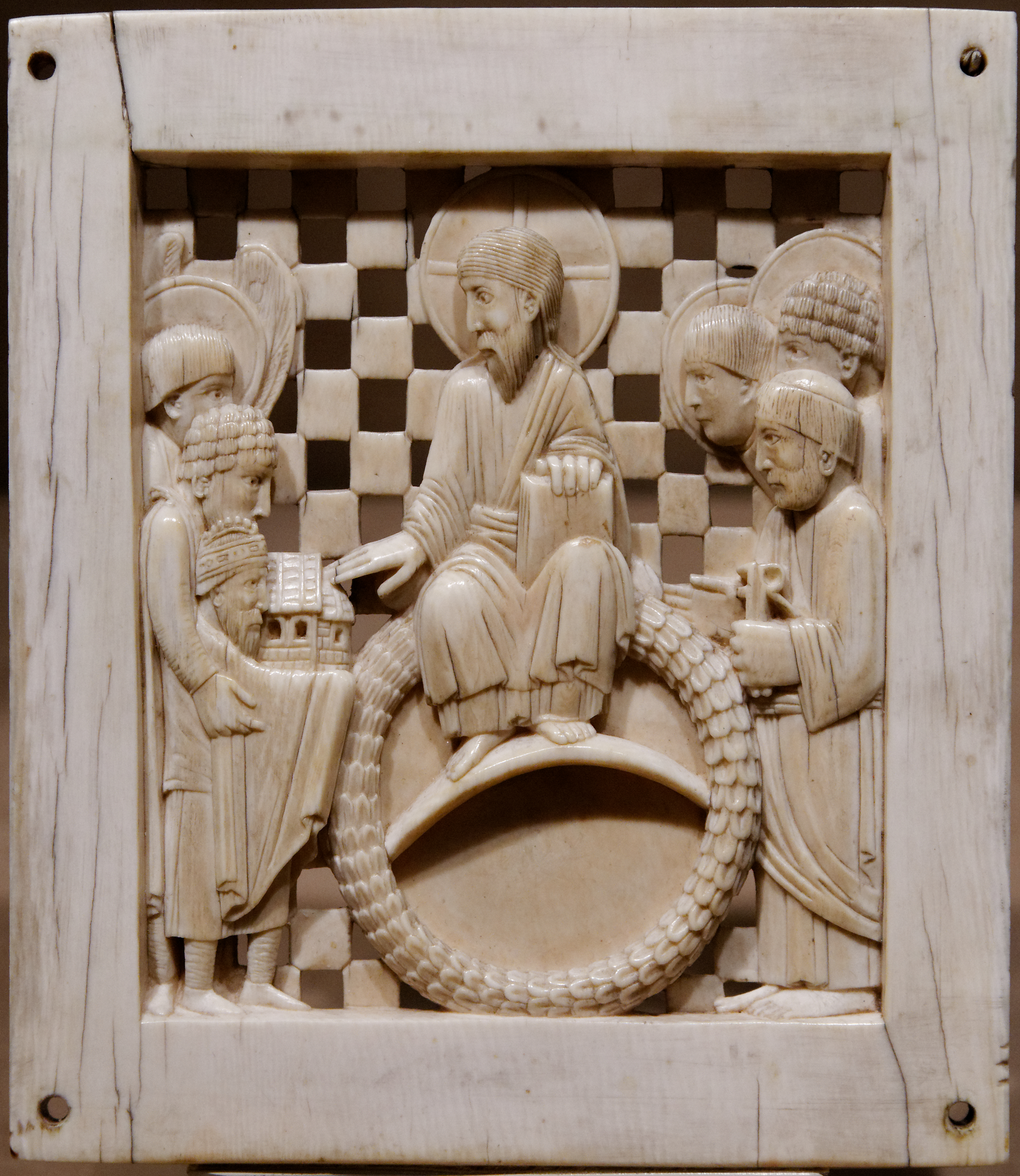
Placca ottoniana del X secolo dagli avori di Magdeburgo con Cristo che riceve una chiesa da Ottone I

Gli sforzi dei re locali per combattere gli invasori portarono alla formazione di nuove entità politiche. Nell'Inghilterra anglosassone, il re Alfredo il Grande (r. 871–899) raggiunse un accordo con gli invasori vichinghi alla fine del IX secolo, che si tradusse in insediamenti danesi in Northumbria, Mercia e parti dell'Anglia orientale. Entro la metà del X secolo, i successori di Alfredo avevano conquistato la Northumbria e ripristinato il controllo inglese sulla maggior parte della Gran Bretagna meridionale. Agli inizi del X secolo, si stabilì nel Regnum Teutonicorum, nuova denominazione del Regno dei Franchi orientali, la dinastia ottoniana con Ottone I. Dopo la vittoria di Lechfeld, gli Ungari furono convertiti al cristianesimo e vennero fatti insediare sul medio corso del Danubio, dando origine a un regno che da essi prese il nome di Ungheria. Dopo essere intervenuto anche in Italia, nel 962 Ottone si fece incoronare imperatore da papa Giovanni XII. Gli storici considerano questo evento come la fondazione del Sacro Romano Impero, sebbene il termine sia stato adottato successivamente. Nel 972 Ottone si assicurò il riconoscimento del suo titolo dall'Impero bizantino, sigillandolo col matrimonio fra suo figlio Ottone II e la principessa bizantina Teofano. L'Italia, e in seguito la Borgogna, entrarono nella sfera d'influenza ottoniana, mentre il Regno dei Franchi Occidentali, frammentato in signorie locali, rimaneva fuori dal Sacro Romano Impero. Nella penisola iberica, il Regno delle Asturie si espanse lentamente a sud nell'VIII e IX secolo e continuò come Regno di León, quando il centro reale fu spostato da Oviedo settentrionale a León negli anni dieci del X secolo.
Gli sforzi missionari in Scandinavia durante il IX e il X secolo contribuirono a rafforzare la crescita di regni come Svezia, Danimarca e Norvegia, che hanno guadagnato potere e territorio. Alcuni re si convertirono al cristianesimo, altri invece si convertiranno dopo il 1000. Anche gli scandinavi si espansero e stabilirono insediamenti in tutta Europa: oltre a quelli in Irlanda, Inghilterra e Normandia, si insediarono anche nei territori che divennero Russia e Islanda. Commercianti e predoni svedesi percorsero i fiumi della steppa russa e tentarono persino di impadronirsi di Costantinopoli nell'860 e nel 907. Coloni norvegesi si stabilirono in Islanda e crearono un sistema politico che ostacolò l'accumulo di potere da parte di capi ambiziosi.
Bisanzio rinacque le sue fortune sotto l'imperatore Basilio I e i suoi successori Leone VI e Costantino VII, membri della dinastia macedone. Il commercio riprese e gli imperatori provvidero all'estensione di un'amministrazione uniforme per tutte le province. La corte imperiale fu il centro di una rinascita della cultura classica, un processo noto come rinascenza macedone. L'esercito fu riorganizzato, cosa che permise agli imperatori Giovanni I e Basilio II di espandere le frontiere dell'impero.
Gli sforzi missionari del clero sia orientale sia occidentale portarono alla conversione dei Moravi, dei Bulgari danubiani, dei Cechi, dei Polacchi, dei Magiari e degli abitanti della Rus' di Kiev. La Moravia fu vittima delle invasioni magiare intorno al 900, la Bulgaria dell'espansionismo bizantino tra il 971 e il 1018. Dopo la caduta della Moravia, i duchi della dinastia ceca dei Přemyslidi consolidarono il potere in Boemia. In Polonia la distruzione dei vecchi centri di potere e la costruzione di nuove roccaforti accompagnarono la formazione dello Stato sotto la dinastia dei Piasti. Nel Principato d'Ungheria, i principi della dinastia degli Arpadi schiacciarono con grande violenza l'opposizione dei capi magiari rivali. I principi Rjurikidi della Rus' di Kiev sostituirono i Cazari come potenza egemone nell'Europa orientale dopo che i predoni Rus' saccheggiarono la capitale Cazara Atil nel 965.

### L'arte e l'architettura altomedievale

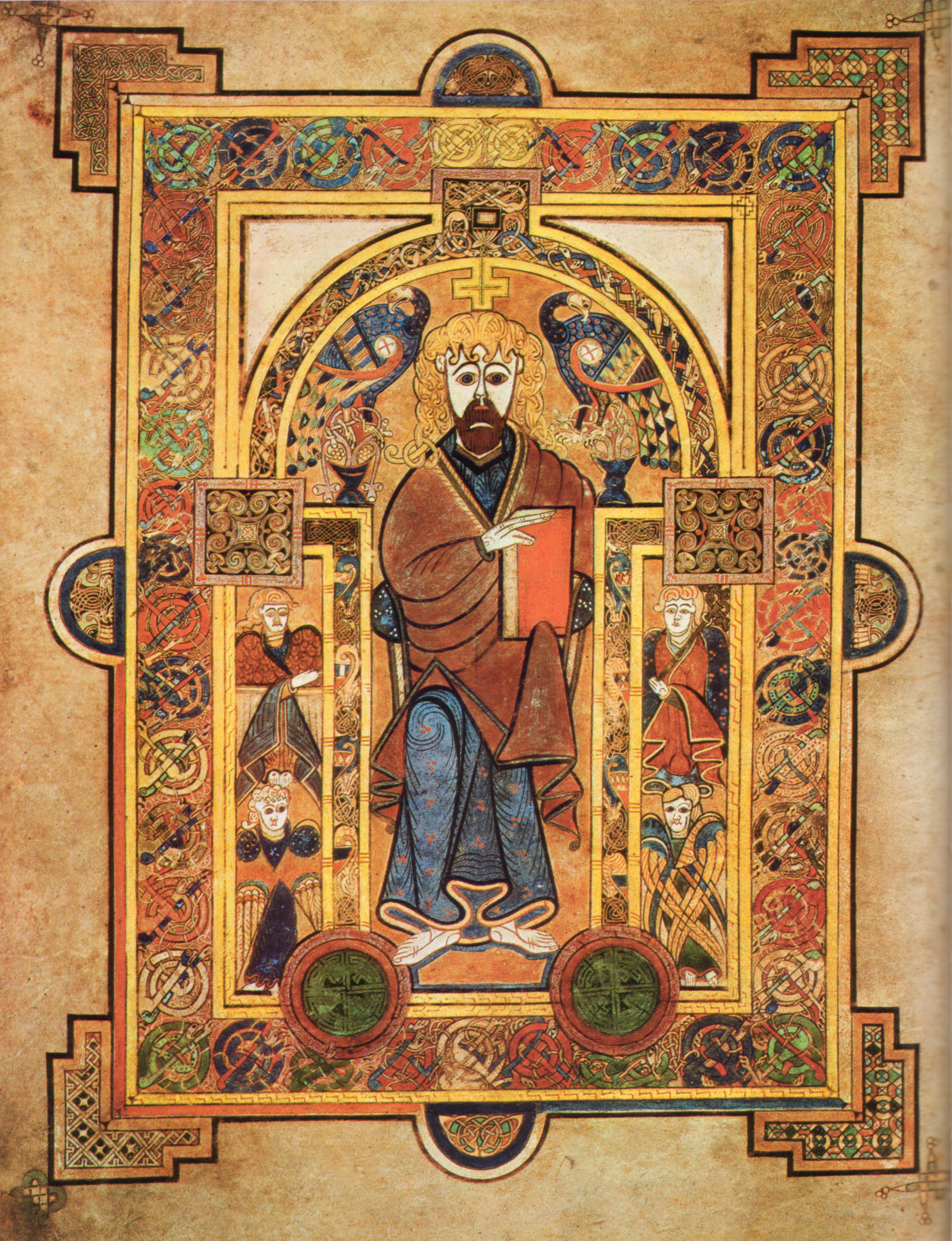
Una pagina del Libro di Kells, un manoscritto miniato prodotto nelle isole britanniche alla fine dell'VIII o all'inizio del IX secolo

Dopo che l'Editto di Milano aveva legalizzato la professione del cristianesimo nell'Impero romano, emersero nuovi luoghi di culto pubblici. Le basiliche, grandi aule che originariamente servivano per funzioni amministrative, furono adattate al culto cristiano sotto Costantino il Grande. Durante il regno dei suoi successori furono costruite nuove basiliche nelle maggiori città del mondo romano, e anche nei Regni romano-barbarici fino alla metà del VI secolo. Alla fine del VI secolo, le chiese bizantine adottarono un modello architettonico alternativo che imitava la pianta rettangolare e la cupola della Cattedrale di Santa Sofia, la più grande struttura a tetto singolo del mondo romano. Poiché le ampie basiliche divennero di scarsa utilità con il declino dei centri urbani, cedettero il posto a chiese più piccole. All'inizio dell'VIII secolo, l'Impero carolingio fece rivivere la forma architettonica della basilica. Una caratteristica della basilica è l'uso di un transetto, ovvero le "braccia" di un edificio a forma di croce, perpendicolari alla lunga navata.
Dopo la disgregazione dell'Impero carolingio, la diffusione dei castelli aristocratici indica nell'Europa occidentale il passaggio dalle fortificazioni comunali alla difesa privata. I signori locali, sia laici sia ecclesiastici, in occasione delle invasioni di Ungari, Normanni e Saraceni, di fronte alle quali i sovrani e i principi nati dal collasso della formazione carolingia si dimostrarono spesso incapaci, avevano cominciato a erigere castelli (dal latino castrum, fortezza) per proteggere i propri possedimenti e a organizzare una difesa indipendente, dando inizio al fenomeno dell'incastellamento. La costruzione di castelli trovava talvolta il consenso del sovrano, ma spesso l'incastellamento avveniva su iniziativa dei signori del luogo, senza alcuna preventiva autorizzazione. Inizialmente i castelli si presentavano come semplici insiemi di edifici dalla struttura ancora abbastanza primitiva, recintati da palizzate in legno e contrafforti di terra. Progressivamente la pietra sostituì il legno nelle fortificazioni, si sfruttò meglio la fisionomia del suolo collocando i castelli su alture, si ampliarono le zone abitabili e i magazzini. La presenza di una o più torri era l'elemento più caratteristico di una fortezza medievale. I castelli spesso si sviluppavano in complessi multifunzionali con ponti levatoi, cortili fortificati, cisterne o pozzi, sale, cappelle, scuderie e officine.
L'arte carolingia fu dominata dagli sforzi per riconquistare la dignità e il classicismo dell'arte imperiale romana e bizantina, ma fu anche influenzata dall'arte insulare delle isole britanniche. L'arte insulare ha integrato l'energia degli stili di ornamento celtico irlandese e germanico anglosassone con forme mediterranee come il libro e ha stabilito molte caratteristiche dell'arte per il resto del periodo medievale. Le opere religiose sopravvissute dell'Alto Medioevo sono per lo più manoscritti miniati e avori scolpiti, originariamente realizzati per lavori in metallo che da allora sono stati fusi. Gli oggetti in metalli preziosi erano la forma d'arte più prestigiosa, ma quasi tutti sono andati perduti tranne pochi, come croci e reliquiari. I libri altamente decorati erano per lo più evangeliari che sono sopravvissuti in numero maggiore, come ad esempio il Libro di Kells. La corte di Carlo Magno sembra essere stata responsabile dell'accettazione della scultura monumentale figurativa nell'arte cristiana e alla fine del periodo figure quasi a grandezza naturale come la Croce di Gerone erano comuni nelle chiese più importanti.

### L'introduzione della cavalleria pesante
Durante il tardo Impero romano, i principali sviluppi militari furono i tentativi di creare una forza di cavalleria efficace, nonché il continuo sviluppo di tipi di truppe altamente specializzati. La creazione di soldati di tipo catafratto pesantemente corazzati come cavalleria era una caratteristica importante dell'esercito romano del V secolo. Le varie tribù di invasori avevano enfasi diverse sui tipi di soldati, che andavano dagli invasori anglosassoni della Gran Bretagna principalmente di fanteria ai Vandali e ai Visigoti che avevano un'alta percentuale di cavalleria nei loro eserciti. Il più grande cambiamento nel settore militare durante il periodo delle invasioni barbariche fu l'adozione dell'arco composito unno al posto del precedente e più debole arco composito scita. La cavalleria pesante avara introdusse l'uso della staffa in Europa, che fu adottata dai cavalieri bizantini prima della fine del VI secolo. Altri importanti sviluppi furono l'uso crescente di spade lunghe e la progressiva sostituzione dell'armatura a scaglie con la cotta di maglia e l'armatura lamellare.
L'importanza della fanteria e della cavalleria leggera iniziò a diminuire durante il primo periodo carolingio, con un crescente predominio della cavalleria pesante d'élite. L'uso della leva di tipo miliziano della popolazione libera diminuì durante il periodo carolingio. Sebbene gran parte degli eserciti carolingi fosse a cavallo, durante il primo periodo sembra essere stata soprattutto fanteria montata, piuttosto che vera cavalleria. Un progresso tecnologico che ha avuto implicazioni oltre l'esercito è stata l'introduzione del ferro di cavallo, che ha consentito l'uso dei cavalli su terreni rocciosi.

### Il feudalesimo e il sistema curtense

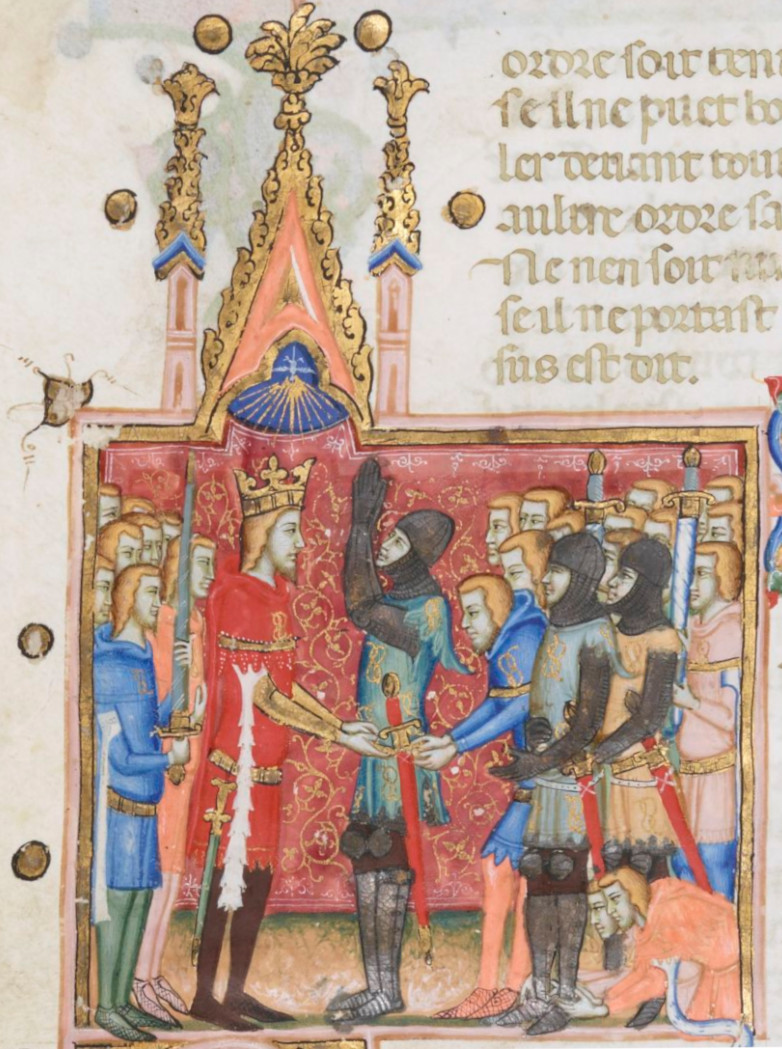
Investitura di un cavaliere

Il feudalesimo regolava le relazioni sociali fondamentali in molte parti d'Europa. In questo sistema, una parte concedeva all'altra la proprietà, solitamente la terra, in cambio di servizi, per lo più di natura militare, che il destinatario, o vassallo, doveva rendere al signore. Conti e marchesi ottennero col capitolare di Quierzy, emanato da Carlo il Calvo nell'877 la possibilità di trasmettere le cariche comitali e i feudi in eredità (seppur provvisoriamente, in casi eccezionali, come la partenza del re per una spedizione militare). Soltanto dal 1037 ci fu la vera ereditarietà, quando i feudatari ottennero l'irrevocabilità e trasmissibilità ereditaria dei beneficia con la Constitutio de feudis dell'imperatore Corrado II.
Molti contadini non erano più sistemati in fattorie isolate, ma si erano riuniti in piccole comunità più difendibili, le curtis. Nel sistema curtense, la tenuta comprendeva i lotti posseduti da contadini affittuari (i "mansi") e il demanio del signore. Il possesso di schiavi stava diminuendo poiché gli ecclesiastici proibivano la riduzione in schiavitù dei correligionari, ma una nuova forma di dipendenza (servitù della gleba) la soppiantò alla fine dell'XI secolo. A differenza degli schiavi, i servi avevano capacità giuridica e il loro status ereditario era regolato da accordi con i loro signori. Le restrizioni alle loro attività variavano, ma la loro libertà di movimento era abitualmente limitata e di solito dovevano corvées o servizi di lavoro. L'economia curtense era diffusa soprattutto nel Regno dei Franchi e in particolare tra la Loira e la Senna, che con alcune varianti si radicò un po' in tutta l'Europa cristiana.

## Pieno Medioevo
Nei paesi di cultura anglosassone si usa spesso distinguere nel Medioevo tre periodi: Alto Medioevo, Pieno Medioevo e Tardo Medioevo; questa tripartizione solitamente non è utilizzata nella storiografia di altri paesi, tra cui l'Italia, in cui invece è consuetudine suddividere il Medioevo in due periodi: Alto Medioevo e Basso Medioevo.
In particolare, il concetto anglosassone di "Pieno Medioevo" si riferisce ai secoli centrali del Medioevo (XI-XII secolo), caratterizzati dalla piena e completa fioritura del sistema dei Comuni medievali e dalla lotta fra i due poteri universali, Impero e Papato. Al di fuori della storiografia anglosassone, il Pieno Medioevo corrisponde ai secoli iniziali del Basso Medioevo.

## Basso Medioevo

### La società medievale tra X e XIV secolo

Iniziale istoriata francese del XIII secolo con le tre classi della società medievale: coloro che pregavano (il clero), coloro che combattevano (i cavalieri) e coloro che lavoravano (i contadini)

Dal X al XIV secolo ci fu una crescita economica e demografica senza precedenti. La popolazione stimata dell'Europa crebbe da 35 a 80 milioni tra il 1000 e il 1347. Tale incremento fu sostenuto all'inizio dall'espandersi e addensarsi di insediamenti umani e coltivazioni; il processo (avviatosi a seconda dei casi in momenti diversi ma per lo più tra X e XI secolo) di incremento delle aree già coltivate, di occupazione di terreni non sottoposti a sfruttamento regolare, di dissodamento e colonizzazione di nuove terre, raggiunse il culmine nel corso del XII secolo, e proseguì, anche nelle aree più densamente popolate, fino alla metà del Duecento. Non vi furono "motori" né spiegazioni causali straordinarie, né improvvise svolte epocali, ma una lenta e costante crescita della popolazione e del prodotto globale.
L'affermarsi dei poteri signorili portò a una netta distinzione fra chi esercitava il potere e chi lo subiva. Furono elaborate ideologie e immagini della società, a partire dall'XI secolo con Adalberone di Laon (nella sua opera Carmen ad Robertum regem), che distinguevano tre ordini: i bellatores, coloro che proteggevano con le armi i deboli dai soprusi e la chiesa dai nemici della Cristianità, gli oratores, i membri del clero specialisti della preghiera, e i laboratores, che procuravano il cibo alle altre due categorie, sostenendo l'intera società. In questo contesto cambiavano anche le forme di definizione della supremazia sociale. Circa il 90% della popolazione europea rimase costituita da contadini rurali.
Secondo Marc Bloch tra il XII e il XIII secolo avvenne un passaggio dalla condizione di "nobiltà di fatto", ovvero dall'organizzazione in forme aperte e fluide, alla condizione di "nobiltà di diritto", con la definizione di un ceto chiuso a base ereditaria. Al concetto di nobiltà è connesso il concetto di cavalleria. I cavalieri, di origini sociali diverse, erano specialisti della guerra che aiutavano i signori nell'esercizio del loro dominio. Il possesso del costosissimo equipaggiamento militare e il prestigio crescente dei cavalieri portò a una progressiva identificazione tra cavaliere e nobile. L'introduzione di un'investitura formale, l'adoubement, contribuì alla percezione della cavalleria come gruppo limitato. La tendenza, fra XI e XII secolo, a riservare l'addobbamento ai soli figli dei cavalieri, era segno dell'ormai avvenuta identificazione della cavalleria con la nobiltà, ormai considerata una classe chiusa.
Il clero si divideva in due tipologie: il clero secolare, che si prendeva cura dei bisogni spirituali dei credenti, prestando servizio soprattutto nelle chiese parrocchiali; e il clero regolare, che viveva sotto una regola religiosa come monaci, canonici o frati. Per tutto il periodo i chierici rimasero una quota molto piccola della popolazione, di solito circa l'1%. Gli ecclesiastici supervisionavano diversi aspetti della vita quotidiana e i tribunali ecclesiastici avevano la giurisdizione esclusiva sulle questioni matrimoniali.
Le donne dovevano ufficialmente essere subordinate a un maschio, fosse questo il padre, il marito o un altro parente. Il lavoro delle donne consisteva generalmente nei lavori domestici e nella cura dei figli. Le contadine potevano integrare il reddito familiare filando o producendo la birra in casa e dovevano anche aiutare nei lavori nei campi al momento del raccolto. Le donne di città potevano impegnarsi nel commercio, ma spesso solo con il permesso del marito e, a differenza dei loro concorrenti maschi, non sempre erano autorizzate a formare apprendisti. Le nobildonne potevano ereditare la terra in assenza di un erede maschio, ma la loro capacità di dare alla luce figli era considerata la loro principale virtù. Nella Chiesa l'unico ruolo aperto alle donne era quello delle suore e i monasteri femminili furono importanti centri di cultura, come testimonia la figura di Ildegarda di Bingen.

### La vita cittadina e la rinascita economica

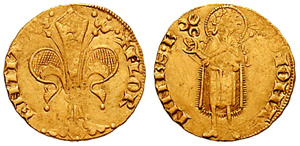
Fiorino del 1332-1348

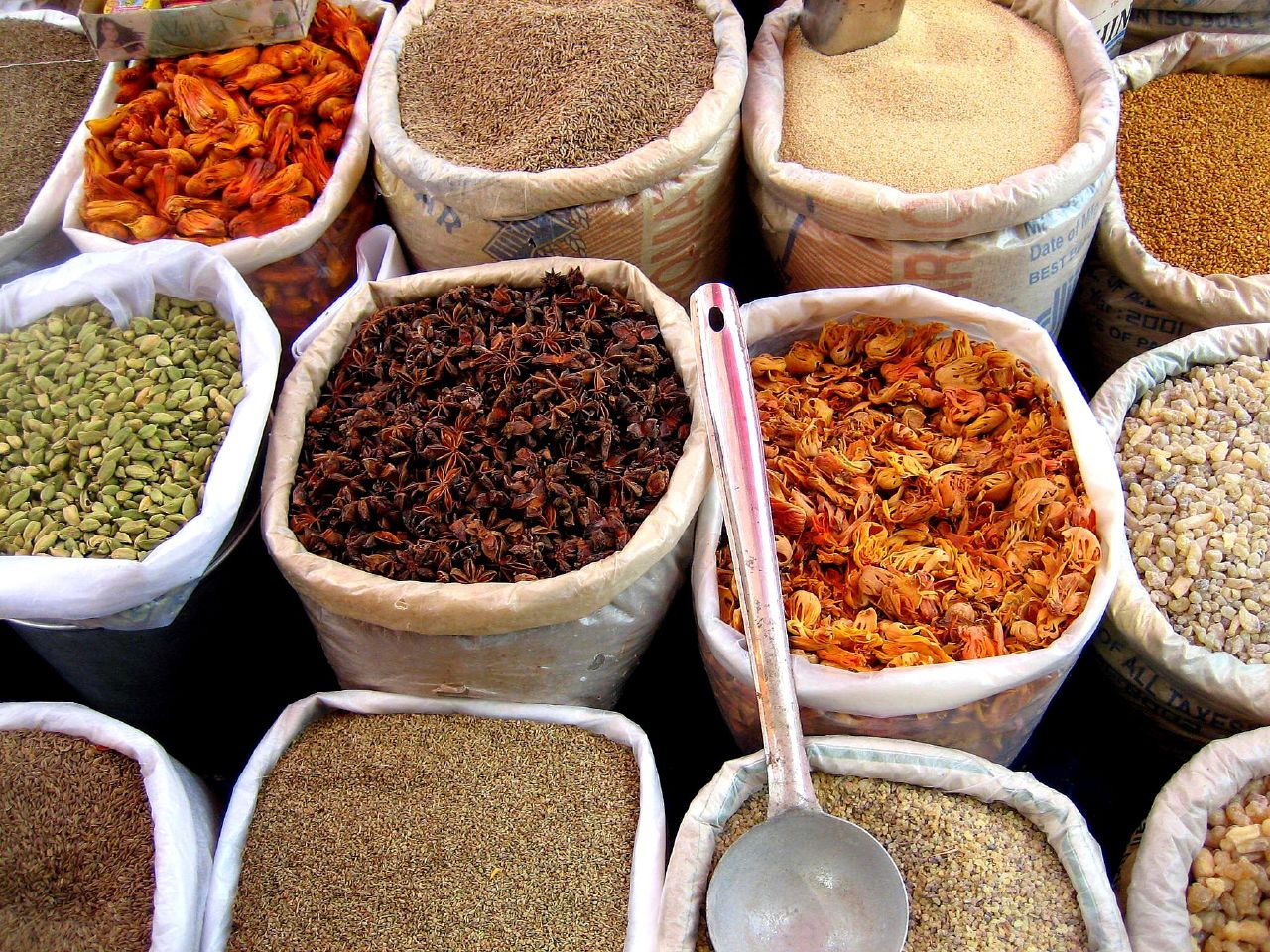
Alcune tipologie di spezie indiane in mercato

#### La ripresa del commercio
La ripresa e lo sviluppo del grande commercio nel XII e nel XIII secolo si sono realizzati in quella che è stata definita "rivoluzione commerciale". Dalla Malesia, da Sumatra e dalla Corea provenivano oro e argento; da Ceylon e dall'India arrivavano le preziose spezie (pepe, chiodi di garofano, noce moscata e cinnamomo), indispensabili per la cucina e la conservazione degli alimenti, il sandalo, il bambù, l'albero della canfora, le essenze profumate (muschio, incenso, ecc.) e infine le pietre preziose; da Cina e Giappone arrivavano stoffe preziose e suppellettili in porcellana; altre derrate di minor pregio, ma scambiate in maggiori quantità, erano il riso, lo zucchero di canna e i cereali, le quali viaggiavano di solito per mare.
L'aumento del commercio portò nuovi metodi di gestione del denaro e furono nuovamente coniate monete d'oro in Europa, prima in Italia e poi in Francia. Nacquero nuovi tipi di contratto commerciale, più flessibili e omologati dappertutto; nacquero le società di persone e di capitali, le compagnie commerciali e le commende. Le compagnie avevano succursali nelle più importanti piazzeforti ed erano organizzate in maniera tale da poter far muovere merci e capitali senza bisogno di far muovere i suoi dirigenti né il denaro, che grazie alle lettere di cambio si poteva riscuotere in qualsiasi filiale della compagnia. Nacquero le prime banche in senso moderno e le prime forme di assicurazione. L'attività bancaria prosperò, nonostante i divieti ecclesiastici di guadagnare denaro "dal denaro".
Mentre nuove città si sviluppavano dai centri commerciali locali, la crescita economica portò una nuova ondata di urbanizzazione. Re e aristocratici sostennero il processo principalmente nella speranza di maggiori entrate fiscali. La maggior parte delle comunità urbane ricevette privilegi che riconoscevano la propria autonomia, ma poche città riuscirono a liberarsi di tutti gli elementi di controllo reale o aristocratico. Nonostante la rinascita delle città, durante tutto il Medioevo la popolazione urbana probabilmente non superò mai il 10% della popolazione totale.

Ratisbona, nel Medioevo uno dei più fiorenti liberi comuni tedeschi - si vede il ponte di pietra sul Danubio (XII sec.) e la cattedrale gotica (XIII sec.)

#### Rinascita delle città
Con la rinascita delle città e la ripresa delle attività artigianali, i nuovi ceti urbani si riunirono per liberarsi dai vincoli feudali e dall'autorità imperiale, creando una nuova realtà politica: i liberi comuni in Italia e le libere città imperiali in Germania. L'incremento demografico, infatti, aveva portato alla formazione di nuovi centri urbani e alla rinascita di quelli esistenti. Così, la città tornava a essere, come nell'antichità, il centro propulsore della società civile. All'interno delle mura vennero a convivere uomini di estrazione sociale molto diversa: contadini inurbati in seguito all'eccedenza di manodopera nei campi, feudatari minori che cercavano di sottrarsi ai vincoli verso i grandi feudatari trasferendosi in città, oltre che notai, giudici, medici, piccoli artigiani e mercanti.
Nelle città si tenevano mercati, spesso con frequenza settimanale, in cui le derrate agricole venivano offerte al consumo dei ceti urbani, con esclusione dell'aristocrazia che poteva far fronte ai propri consumi con i prodotti dei propri fondi. Anche altre merci venivano scambiate, sebbene generalmente i costi di trasporto, i dazi, i costi di cambio, le differenze di pesi e misure e politiche protezionistiche rappresentassero ostacoli alla circolazione delle merci da luoghi remoti. I mercanti forestieri intervenivano nelle fiere, associate a feste religiose locali, che avevano cadenza annuale: accanto a grandi fiere che richiamavano centinaia di mercanti, anche piccoli borghi potevano avere una propria fiera locale.

#### Ripresa dei contatti marittimi
Diverse città mediterranee che prosperarono grazie al commercio marittimo sono note col nome di repubbliche marinare. Queste città riaprirono le rotte marittime tra Europa, Asia ed Africa, che si erano interrotte con la fine dell'Impero Romano d'Occidente. Le prime a sorgere, nel IX secolo, furono il Ducato di Amalfi, il Ducato di Gaeta e la Repubblica di Venezia, a cui si aggiunsero nell'XI secolo anche la Repubblica di Genova, la Repubblica di Pisa, la Repubblica di Ancona e, in Dalmazia, la Repubblica di Ragusa; il XII secolo vide la fine dell'indipendenza di Amalfi e di Gaeta e l'inizio della storia marinara della piccola Repubblica di Noli; le repubbliche marinare che ebbero un'indipendenza che superò il Medioevo e arrivò sino alle soglie dell'Età contemporanea furono Genova, Ragusa e Venezia.
Il proficuo rapporto tra commercio, navigazione e cultura, tipico delle repubbliche marinare, è testimoniato dalle informazioni riguardanti ogni settore del sapere che numerosi viaggiatori, nativi di queste città, riportarono in Europa dall'Africa e dall'Asia; tra quelli di età medievale si devono ricordare almeno: Marco Polo, che arrivò in Estremo Oriente percorrendo la Via della seta; Giovanni Caboto, che esplorò la costa atlantica del Canada; Lanzerotto Malocello, che giunse alle isole Canarie; Ciriaco d'Ancona, che rese noti agli europei celebri monumenti antichi dell'Asia e dell'Africa mediterranee ed è considerato il padre dell'archeologia; Leonardo Fibonacci, che in Egitto apprese le conoscenze scientifiche arabe, tra cui la numerazione decimale e l'uso dello zero, che poi rielaborò e diffuse in Europa; infine, Cristoforo Colombo, che attraversando l'Atlantico diretto in Estremo Oriente, si imbatté in un continente fino ad allora sconosciuto agli europei: l'America; il suo viaggio, però, per le conseguenze planetarie che ebbe, è convenzionalmente considerato la fine del Medioevo europeo. Alcuni di questi viaggiatori, come Marco Polo, Cristoforo Colombo e Ciriaco d'Ancona, lasciarono preziosi resoconti di viaggio che fecero scoprire agli europei terre sino ad allora ignote e conoscere meglio paesi di cui non si avevano informazioni dettagliate, se non grazie a testi greci e latini scritti secoli prima.
| IX secolo               | X secolo                | XI secolo                                    | XII secolo                                   | XIII secolo                                  | XIV secolo                                   | XV secolo                        | Localizzazione |
| ----------------------- | ----------------------- | -------------------------------------------- | -------------------------------------------- | -------------------------------------------- | -------------------------------------------- | -------------------------------- | -------------- |
| Amalfi, Gaeta e Venezia | Amalfi, Gaeta e Venezia | Venezia, Genova, Pisa, Ancona, Ragusa e Noli | Venezia, Genova, Pisa, Ancona, Ragusa e Noli | Venezia, Genova, Pisa, Ancona, Ragusa e Noli | Venezia, Genova, Pisa, Ancona, Ragusa e Noli | Venezia, Genova, Ancona e Ragusa |                |

La Lega anseatica

Oltre all'Italia, l'altra grande zona commerciale europea era l'area del Mar Baltico e il Mare del Nord, con le attivissime città portuali anseatiche, che presero il controllo delle rotte commerciali che collegavano le isole britanniche e i Paesi Bassi con la Scandinavia e l'Europa orientale. Grandi fiere commerciali furono istituite e fiorirono nel Nord della Francia, consentendo ai commercianti italiani e tedeschi di commerciare tra loro e con i commercianti locali. Le più importanti città anseatiche furono Lubecca, Amburgo e Brema, a cui se ne aggiungono molte altre, tra cui Rostock, Wismar, Stralsund, Danzica, Bruges, Bergen, Novgorod, Cracovia e Königsberg.
La crescita economica offrì ai mercanti ebrei l'opportunità di diffondersi in tutta Europa. Erano particolarmente attivi nel prestito di denaro, perché potevano ignorare la condanna dei chierici cristiani degli interessi sui prestiti. Gli usurai e i prestatori di pegno ebrei rafforzarono l'antisemitismo, che portò ad accuse di blasfemia e a pogrom.

### Le innovazioni tecnologiche

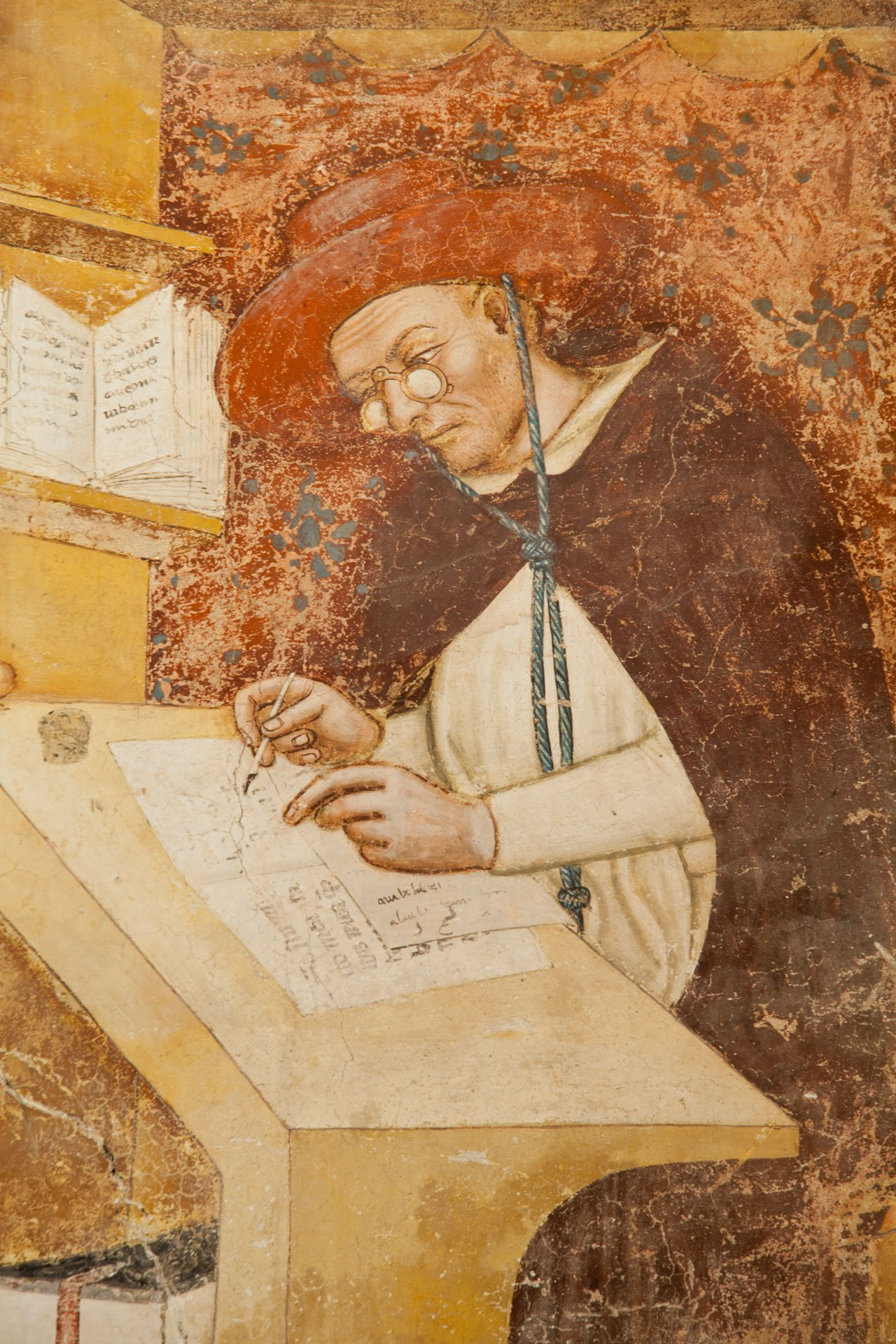
Ritratto del cardinale Ugo di Saint-Cher (morto nel 1263) di Tommaso da Modena, 1352, la prima rappresentazione conosciuta (anche se anacronistica) di occhiali

La tecnologia nel Pieno Medioevo si sviluppò principalmente attraverso innovazioni minori e con l'adozione di tecnologie avanzate provenienti dall'Asia attraverso la mediazione musulmana. I principali progressi tecnologici includevano i primi orologi meccanici, la produzione di alcolici distillati e l'uso dell'astrolabio. Gli occhiali convessi furono probabilmente inventati intorno al 1286. I primi mulini a vento furono costruiti in Europa nel XII secolo e i filatoi apparvero intorno al 1200.
Lo sviluppo di un sistema di rotazione triennale per la semina delle colture aumentò l'utilizzo del suolo di oltre il 30%, con un conseguente aumento della produzione. Contemporaneamente si diffuse l'aratro pesante, a vomere asimmetrico, dotato di avantreno mobile su ruote e che necessitava di essere trasportato da buoi o talvolta cavalli. Il suo utilizzo portò a un susseguirsi di invenzioni per facilitare il compito dell'animale quale il giogo frontale per i buoi e il collare da spalla per i cavalli. Aumentò la coltivazione di legumi, come piselli, fagioli o lenticchie, accanto a quella dei cereali.
La costruzione di cattedrali e castelli portò al progresso della tecnologia edilizia, con la costruzione di grandi edifici in pietra. Le strutture ausiliarie includevano nuovi municipi, ospedali e ponti. La costruzione navale migliorò con l'uso del metodo di assi e tavole piuttosto che dell'antico sistema romano di tenone e mortasa. Altri miglioramenti alle navi includevano l'uso della vela latina e del timone a poppa, che aumentavano entrambi la velocità alla quale le navi potevano navigare.
Nel settore militare aumentò l'impiego della fanteria con ruoli specializzati. Insieme alla cavalleria pesante, ancora dominante, gli eserciti spesso includevano balestrieri a cavallo e di fanteria, nonché genieri e ingegneri. L'uso delle balestre aumentò in parte a causa dell'aumento degli assedi. Ciò portò all'uso di elmi chiusi, armature pesanti e armature per cavalli durante il XII e XIII secolo. La polvere da sparo era conosciuta in Europa dalla metà del XIII secolo.

### La riforma gregoriana e gli ordini mendicanti
Nel corso dell'XI secolo si diffuse un desiderio di riforma nella Chiesa secolare che portò alla cosiddetta riforma gregoriana. Il lungo periodo di progressivo distanziamento fra Roma e Costantinopoli portò nel 1054 allo Scisma d'Oriente: papa Leone IX, attraverso il suo legato Umberto di Silva Candida, e il patriarca Michele I Cerulario si scomunicarono a vicenda. La Chiesa cattolica romana ruppe ogni rapporto con la Chiesa greco-bizantina, che si autodefinì Chiesa ortodossa. Lo scisma non fu mai più ricomposto e la frattura fra Occidente e Oriente divenne insanabile.
L'investitura laica (la nomina dei chierici da parte dei governanti secolari) fu condannata in un'assemblea di vescovi a Roma nel 1059, e lo stesso sinodo stabilì il diritto esclusivo del Collegio cardinalizio di eleggere i papi tramite il Decretum in electione papae: l'elezione pontificia da allora si sarebbe svolta durante un sinodo dei cardinali, titolari di chiese di Roma e dintorni (sedi suburbicarie). Il figlio e successore di Enrico, Enrico IV, voleva preservare il diritto di nominare vescovi nelle sue terre, ma papa Gregorio VII nel 1075 ribadì il divieto per i laici di investire gli ecclesiastici e nello stesso anno formulò il Dictatus papae, raccolta di 27 proposizioni che stabilivano la supremazia del pontefice sulla Chiesa e gli attribuivano la facoltà di deporre i sovrani laici. Iniziava così la cosiddetta lotta per le investiture. I problemi rimasero irrisolti fino al 1122, quando papa Callisto II e il nuovo imperatore Enrico V firmarono il concordato di Worms, che regolamentò le nomine dei vescovi e degli abati nei territori imperiali.

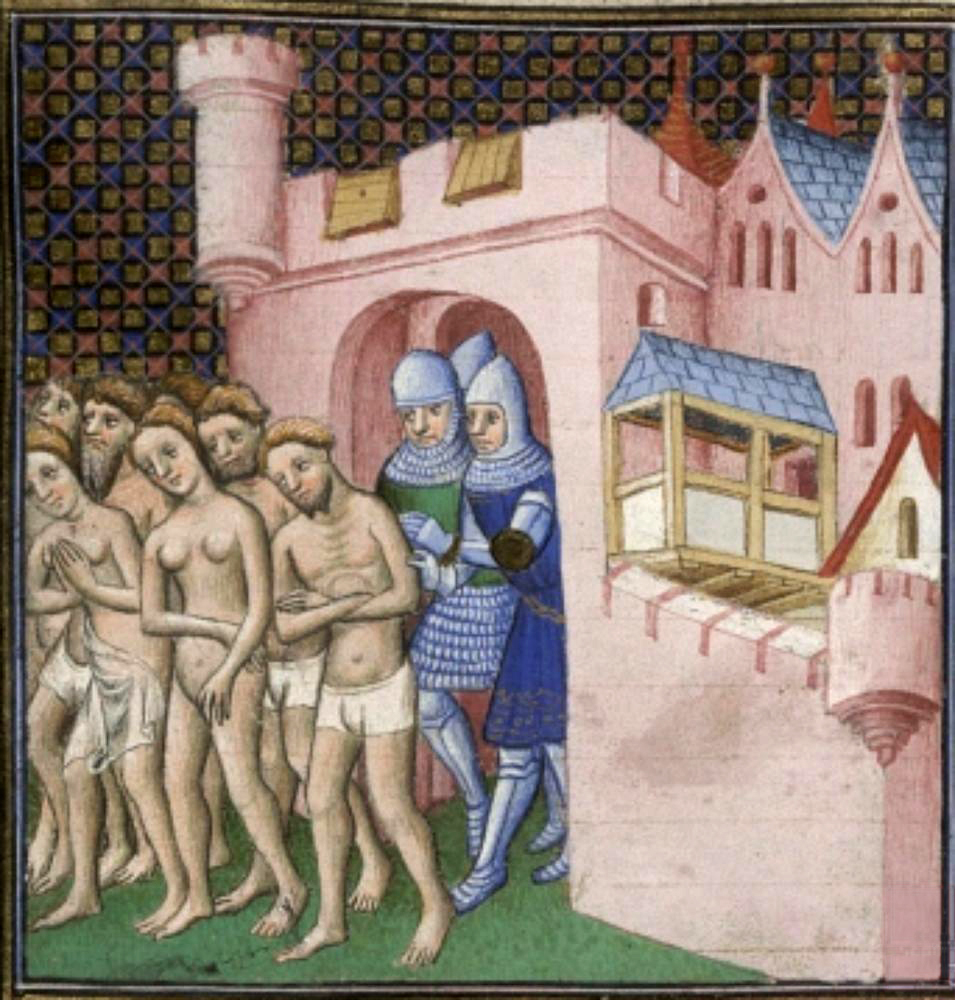
Catari espulsi da Carcassonne nel 1209

Il Basso Medioevo fu un periodo di grandi movimenti religiosi. Vecchi siti di pellegrinaggio come Roma, Gerusalemme e Santiago di Compostela videro la crescita del numero di pellegrini ed emersero nuovi siti come il Monte Gargano e Bari. Gruppi religiosi come i Valdesi e gli Umiliati furono condannati come eretici dal papato. Movimenti popolari emersero per sostenere l'attuazione della riforma della Chiesa, ma il loro anticlericalismo a volte portò al rifiuto dei dogmi cattolici da parte dei gruppi più radicali come i Valdesi e i Catari. Per sopprimere le eresie, nel 1231 fu istituito il tribunale dell'Inquisizione. La nascita di nuovi ordini monastici (certosini e cistercensi) e di ordini religiosi cavallereschi nell'XI secolo avevano già manifestato l'esigenza di ritornare alla povertà della Chiesa primitiva. Nel XIII secolo furono legittimati dal papato gli Ordini mendicanti (francescani e domenicani), che avevano giurato voti di povertà e si guadagnavano da vivere mendicando.

### L'Impero e l'emergere delle monarchie nazionali

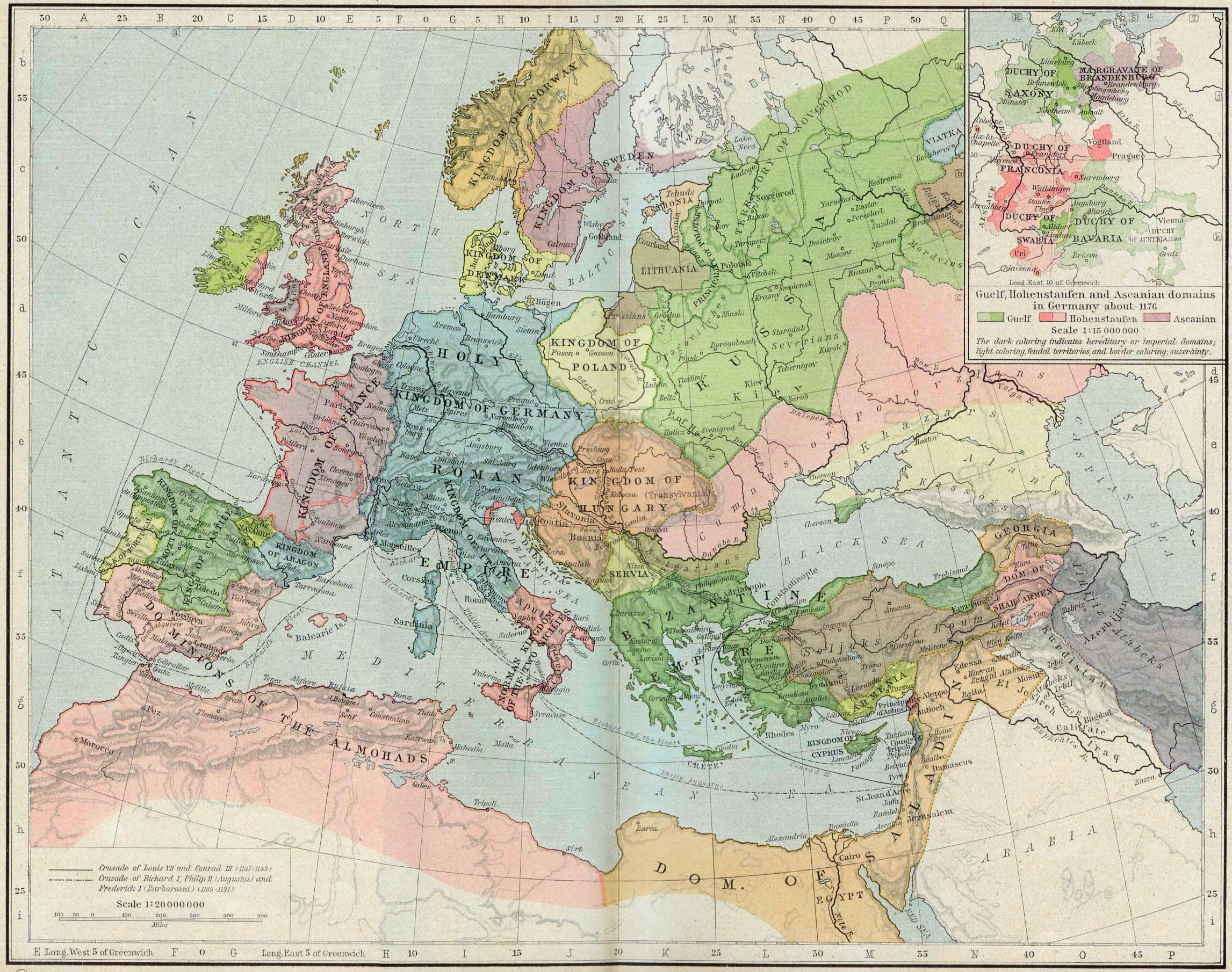
L'Europa e il Mar Mediterraneo nel 1190

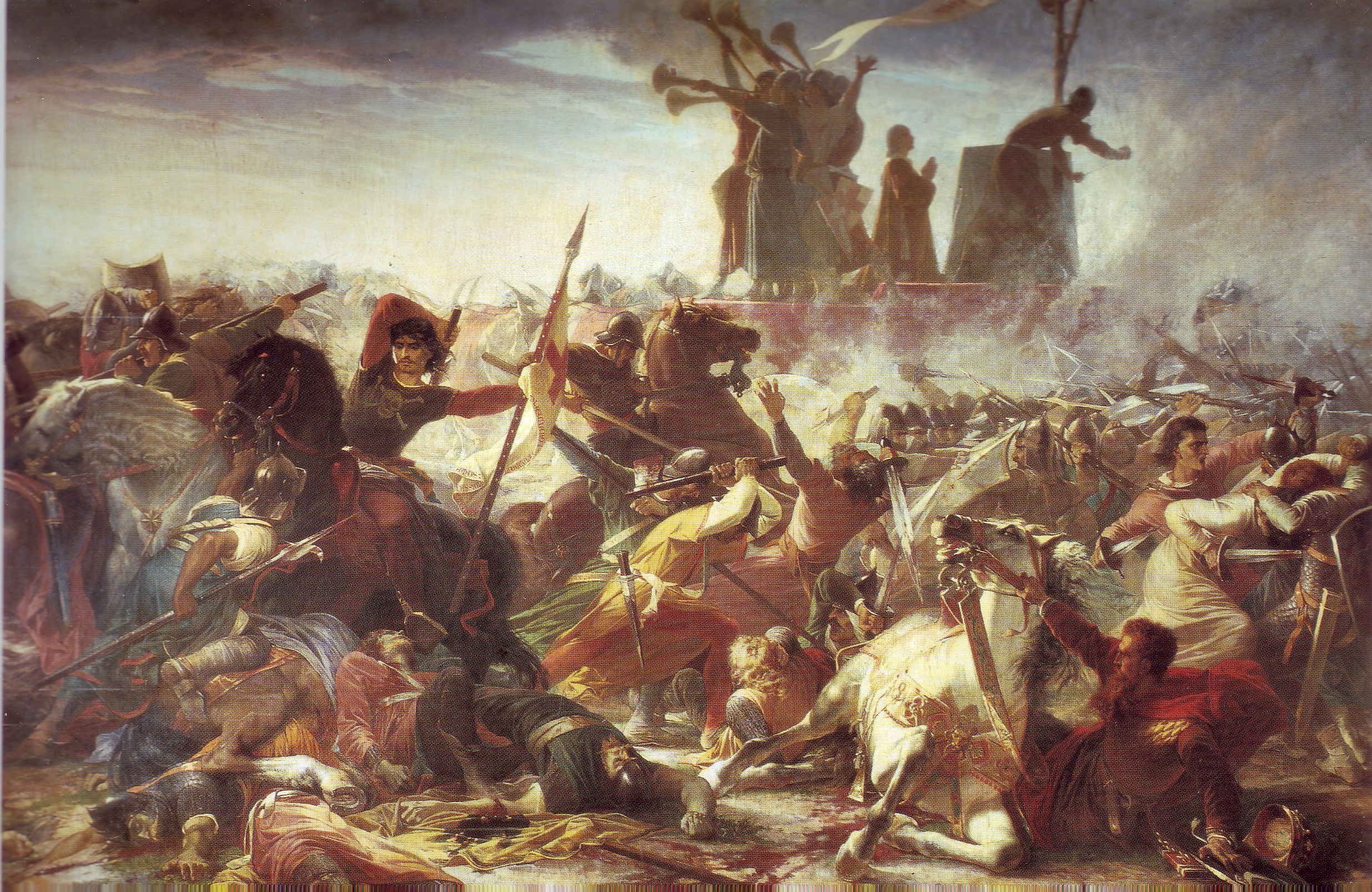
Battaglia di Legnano in un quadro di Amos Cassioli

Il Basso Medioevo è stato il periodo formativo nella storia del moderno Stato occidentale. I re di Francia, Inghilterra e Spagna consolidarono il loro potere e stabilirono istituzioni di governo durature. Il concetto di monarchia ereditaria si stava rafforzando parallelamente allo sviluppo delle leggi che regolavano l'eredità delle terre. Quando nella maggior parte dei paesi venne riconosciuta la successione femminile, le prime regine regnanti assunsero il potere.
In Italia meridionale si andava formando il Regno di Sicilia. I Normanni, stabilitisi ormai in Normandia dalla Scandinavia, vedevano angusto il proprio territorio e cercavano sbocchi di espansione. Fu così che la famiglia Altavilla riuscì a inserirsi nel Mezzogiorno d'Italia sfruttando le rivalità tra i vari signori locali e impadronendosi di Puglia e Calabria. Nel 1059 papa Niccolò II riconobbe i territori normanni e nominò Roberto il Guiscardo duca di Puglia e di Sicilia, nonostante l'isola fosse allora ancora sotto il controllo degli Arabi. Tra il 1061 e il 1091 Ruggero I d'Altavilla, fratello di Roberto, strappò la Sicilia agli Arabi. Nel 1071, infine, gli ultimi baluardi bizantini, Brindisi e Bari, caddero in mano normanna. Nel 1113 Ruggero II riuscì a riunire nelle sue mani tutti i possedimenti normanni, creando uno Stato fortemente accentrato. Nel 1130 nacque il Regno di Sicilia, per volontà dell'antipapa Anacleto II espressa nel concilio di Melfi.
Il papato, a lungo legato a un'ideologia di indipendenza dall'influenza secolare, affermò la sua pretesa di autorità temporale sull'intero mondo cristiano. La monarchia papale raggiunse il suo apogeo sotto il pontificato di papa Innocenzo III.
Nel Sacro Romano Impero gli Ottoniani furono sostituiti dalla dinastia salica nel 1024. Dopo un breve intervallo tra il 1125 e il 1137, ai Saliani succedettero gli Hohenstaufen. I ricorrenti conflitti con il papato permisero alle città dell'Italia settentrionale e ai principi ecclesiastici e secolari tedeschi di estorcere considerevoli concessioni agli imperatori. Nel 1183 con la pace di Costanza l'imperatore Federico I Barbarossa riconobbe l'autonomia dei comuni italiani. Suo nipote Federico II a soli tre anni fu proclamato re di Sicilia (1198) sotto la reggenza della madre Costanza d'Altavilla e nel 1220 fu consacrato imperatore. Egli fu duramente sconfitto dai comuni a Parma nel 1248. Dopo la morte di Federico nel 1250 e il breve regno di suo figlio, Corrado IV, si aprì il periodo del Grande Interregno (1254-1272), durante il quale nessuno dei pretendenti al titolo imperiale riuscì a farsi incoronare, mentre il Regno di Sicilia fu conquistato nel 1266 dal conte Carlo d'Angiò. Solo nel 1273 fu eletto un nuovo imperatore, Rodolfo d'Asburgo, grazie all'intervento del papa, ponendo le basi per il futuro dominio degli Asburgo in Europa.
In Francia nel 987 Ugo Capeto, conte di Parigi, riuscì a prendere il potere fondando la dinastia che da lui prese il nome di capetingia. Fino all'inizio dell'XI secolo i capetingi controllarono solo la Francia centro-settentrionale, con il resto del regno diviso in potenti ducati. Luigi VII riorganizzò la burocrazia regia, con una rete di prevosti e balivi, che riscuotevano le imposte e amministravano la giustizia. Verso la fine del XII secolo, con Filippo Augusto, l'autorità dei re franchi riuscì a estendersi dai Pirenei al canale della Manica in seguito alla battaglia di Bouvines del 1214.

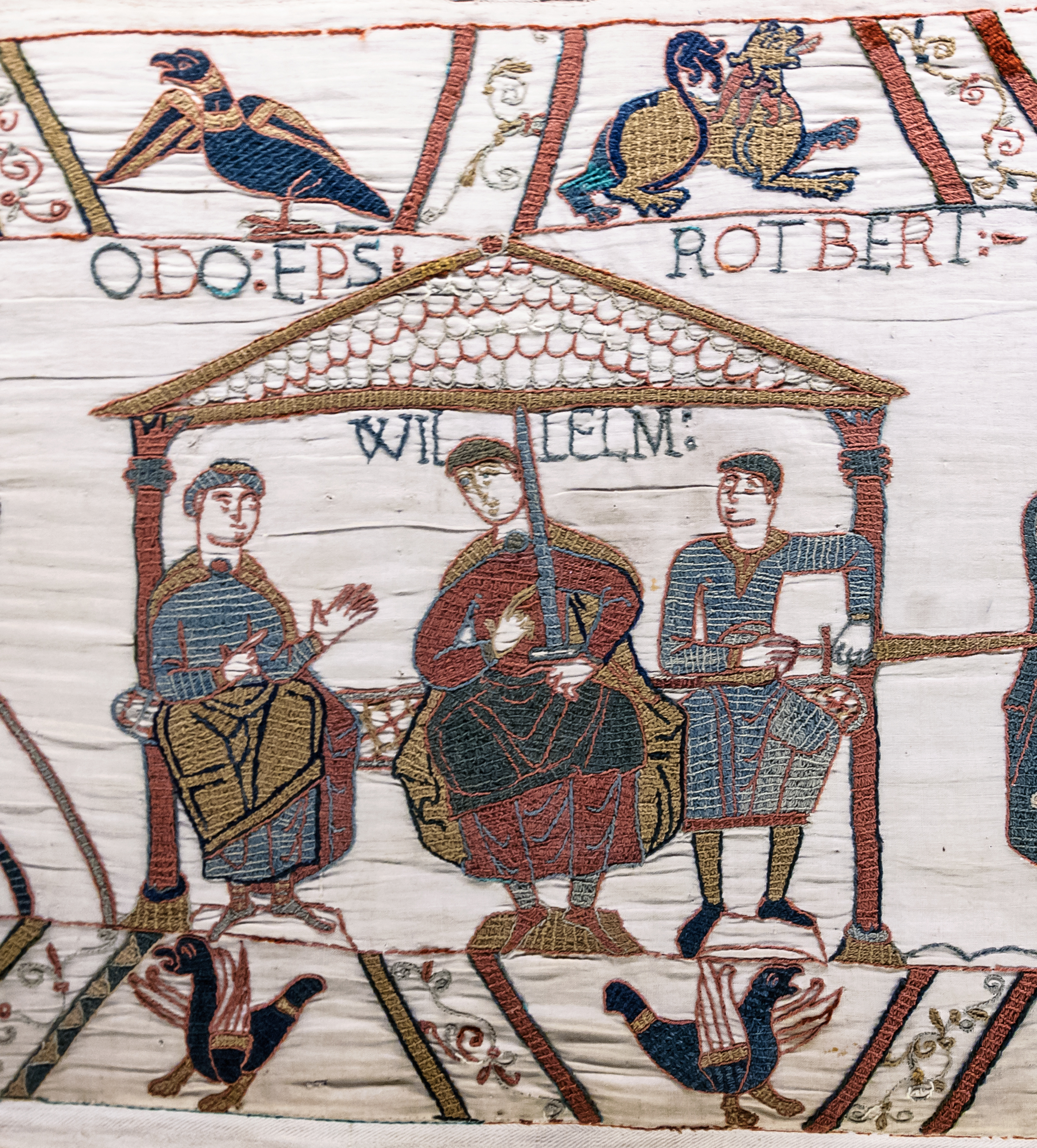
L'arazzo di Bayeux con Guglielmo il Conquistatore al centro

In Inghilterra la conquista normanna portò alla nascita di un regno governato da una dinastia francofona. Nel 1066 Guglielmo il Conquistatore, duca di Normandia, sbarcava in Gran Bretagna sbaragliando con la battaglia di Hastings la resistenza anglosassone e fu incoronato re d'Inghilterra quell'anno. Organizzò le circoscrizioni locali (contee) con funzionari regi (sceriffi) e creò un catasto, il Domesday Book, con il quale censì tutte le strutture fondiarie del regno. La nobiltà inglese fu sostituita con una nuova aristocrazia francofona. Nell'XI secolo fu fondato l'Exchequer (scacchiere) sotto Enrico I e nacque il parlamento. I Plantageneti ereditarono il trono inglese con Enrico II, aggiungendo l'Inghilterra al proprio Impero angioino, che comprendeva feudi che la famiglia aveva ereditato in Francia. Nel 1215 Giovanni Senzaterra emanò la Magna Carta, statuto legale inglese utilizzato per limitare i poteri del sovrano e proteggere i privilegi degli uomini liberi.

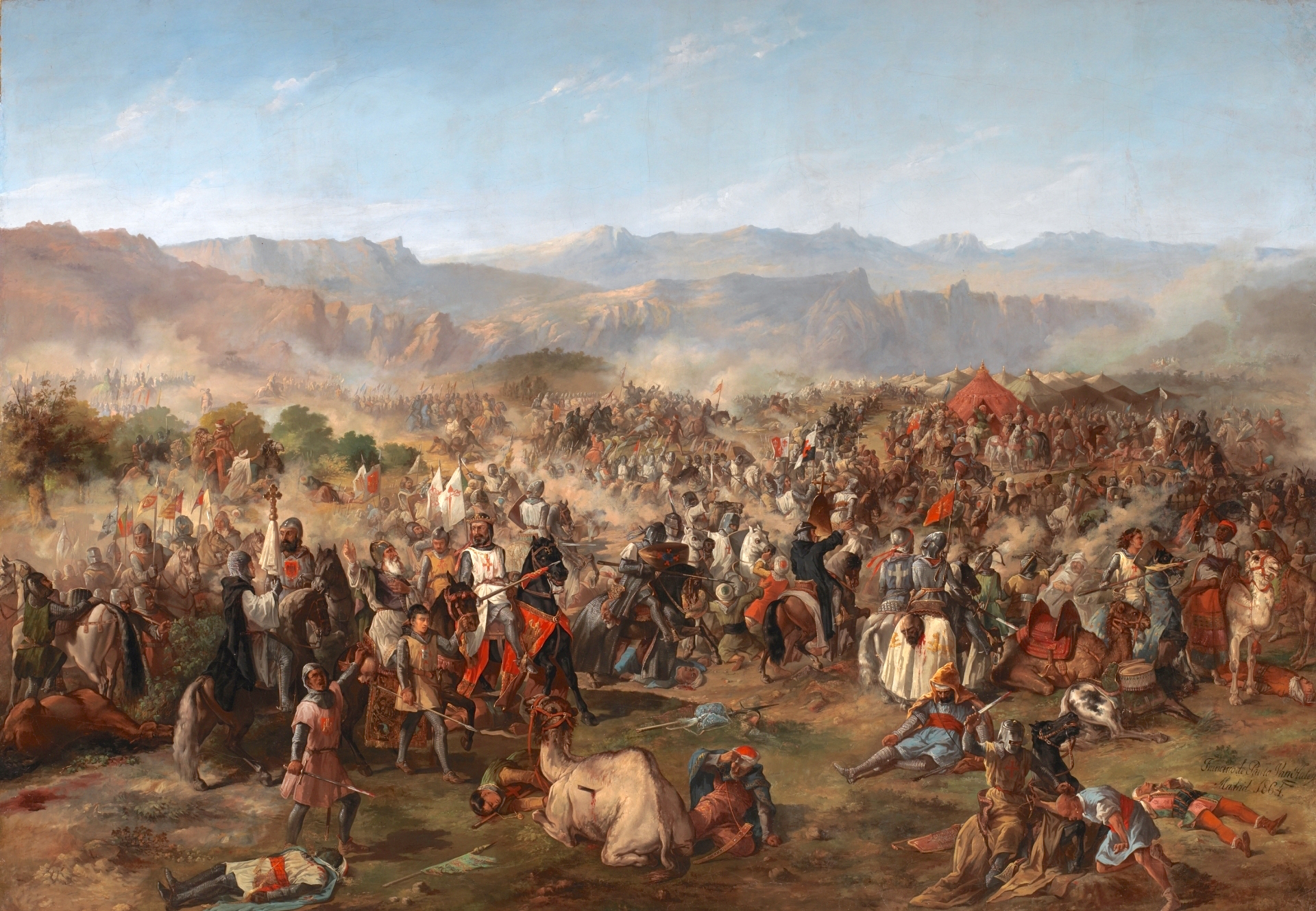
Battaglia di Las Navas de Tolosa, di Francisco de Paula Van Halen, esposta nel palazzo del Senato di Spagna in Madrid

Gli Stati cristiani iberici, che erano stati confinati nella parte settentrionale della penisola, iniziarono a respingere gli Stati islamici del Sud, un periodo noto come Reconquista. Intorno al 1150, il Nord cristiano si era raggruppato nei cinque regni principali di León, Castiglia, Aragona, Navarra e Portogallo. L'Iberia meridionale rimase sotto il controllo degli Stati islamici, inizialmente sotto il Califfato di Cordoba, che si divise nel 1031 in un numero variabile di piccoli Stati conosciuti come taifas. Sebbene gli Almoravidi e gli Almohadi, due dinastie del Maghreb, avessero stabilito un dominio centralizzato sull'Iberia meridionale rispettivamente negli anni 1110 e 1170, i loro imperi si disintegrarono rapidamente, consentendo un'ulteriore espansione dei regni cristiani. La battaglia di Las Navas de Tolosa (1212) segna uno spartiacque nella storia della Reconquista: le principali città more (Cordova, Siviglia e in genere tutta la valle del Guadalquivir) furono conquistate dai cristiani. Ciò che rimaneva del Bilad al-Andalus si riorganizzò attorno alla taifa di Granada.
L'Europa orientale vide l'espansione dell'Impero mongolo, con incursioni mongole in Bulgaria, Russia, Polonia, Ungheria, Croazia, Serbia e Bulgaria. Batu Khan, nipote di Gengis Khan, stabilì la sua capitale a Saraj, sul Volga, fondando l'Orda d'Oro, uno Stato mongolo nominalmente sotto l'autorità del lontano Gran Khan. I Mongoli esigevano pesanti tributi dai principati della Rus'. La conquista mongola fu seguita da un periodo pacifico (Pax mongolica) nell'Europa orientale, che facilitò lo sviluppo di contatti commerciali diretti tra Europa e Cina attraverso le nuove colonie genovesi nella regione del Mar Nero. Alla fine del XIII secolo furono sperimentate nuove rotte terrestri e marittime verso l'Estremo Oriente, descritte ne Il Milione, scritto dal veneziano Marco Polo, e nel al-Riḥla, del viaggiatore berbero Ibn Baṭṭūṭa, che percorse anche l'Africa.

### Le crociate

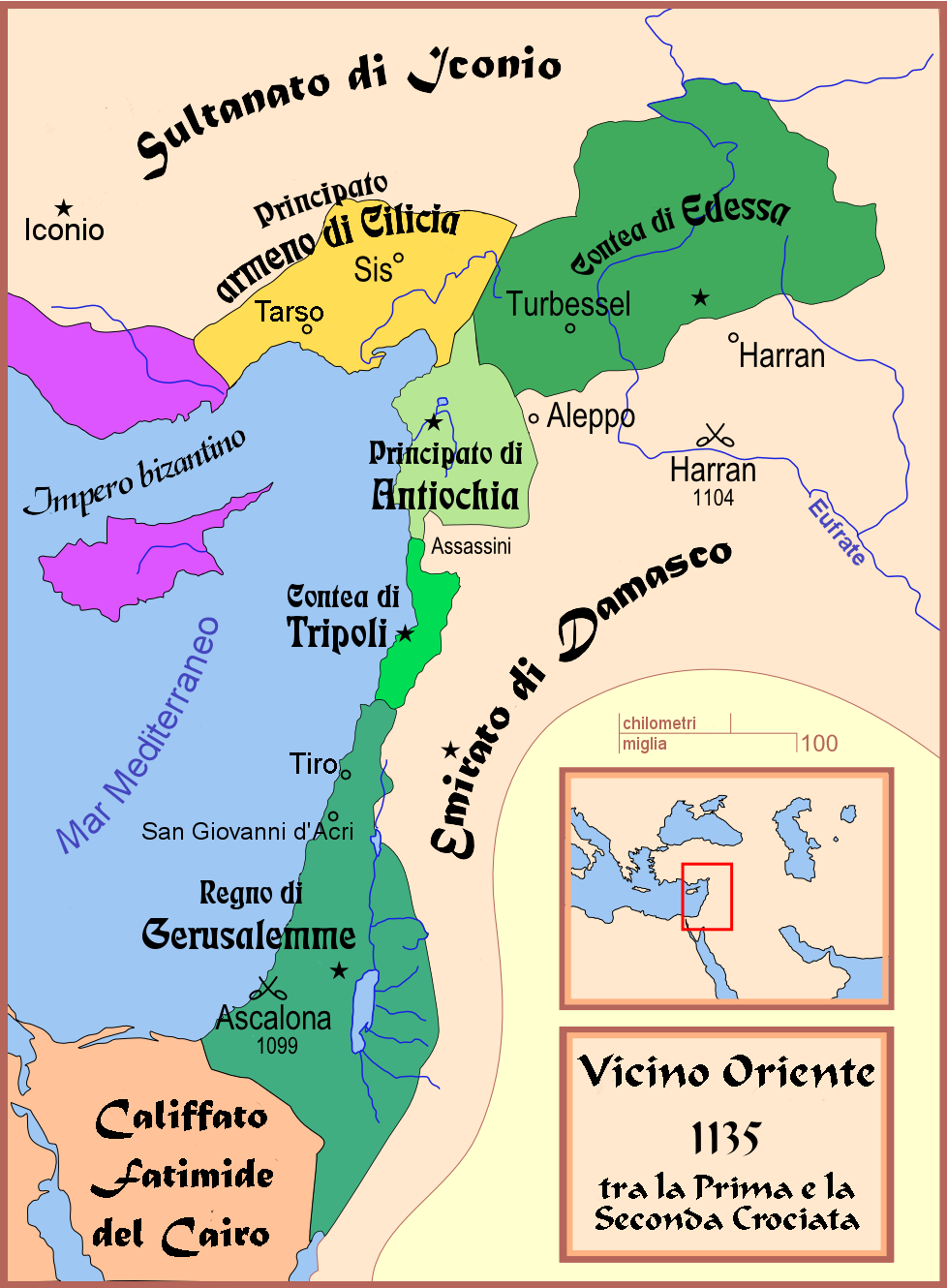
Il Vicino Oriente nel 1135

Papa Urbano II proclamò nel 1095 la prima crociata al Concilio di Clermont, dichiarando la liberazione di Gerusalemme come suo obiettivo finale e offrendo l'indulgenza a tutti coloro che vi presero parte. All'appello risposero sia la nobiltà europea, sia un'ampia fetta di gente comune, animata dall'entusiasmo inculcato da alcuni predicatori come Pietro l'Eremita. Partiti verso Costantinopoli senza una strategia precisa, le truppe guidate da principi francesi, normanni e fiamminghi conquistarono in poco tempo tutta la costa del Mar di Levante, e nel 1099 presero Gerusalemme. Una caratteristica delle crociate furono i pogrom contro gli ebrei locali che spesso avvenivano quando i crociati lasciavano i loro paesi per l'Oriente. I pogrom antisemiti furono particolarmente violenti in Renania.
Gli occidentali consolidarono le loro conquiste negli Stati crociati nel Nord della Siria e in Palestina, ma la loro sicurezza dipendeva dall'assistenza militare esterna che portò a ulteriori crociate. La resistenza musulmana fu alimentata da ambiziosi signori della guerra, come Saladino che conquistò Gerusalemme nel 1187. Nuove crociate prolungarono l'esistenza degli Stati crociati per un altro secolo, finché le ultime roccaforti dei crociati caddero nelle mani dei Mamelucchi d'Egitto nel 1291.

La frammentazione dell'Impero bizantino dopo il 1204

Il papato utilizzò l'ideologia crociata contro i suoi oppositori e i gruppi non cattolici anche in altri teatri di guerra. La Reconquista iberica ridusse al-Andalus all'Emirato di Granada nel 1248. L'espansione dei sovrani tedeschi del Nord e scandinavi contro le tribù pagane vicine si sviluppò nelle Crociate del Nord che portarono all'assimilazione forzata di numerosi popoli slavi, baltici e finnici nella cultura cattolica. La quarta crociata fu dirottata su Costantinopoli e i crociati conquistarono la città nel 1204, fondando l'Impero latino di Costantinopoli. Michele VIII Paleologo, sovrano di uno Stato bizantino in Asia Minore riconquistò la città nel 1261, ma parti della Grecia rimasero sotto il dominio degli occidentali. La crociata albigese contro i catari dell'Occitania fornì l'opportunità alla monarchia francese di espandersi nella regione.
Il movimento crociato divenne un elemento caratterizzante della vita medievale. Spesso per finanziare le crociate venivano riscosse tasse straordinarie e dal 1213 il giuramento crociato poteva essere soddisfatto anche mediante un pagamento in contanti, il che dava luogo alla vendita delle indulgenze plenarie da parte delle autorità ecclesiastiche. Un'altra conseguenza delle crociate fu la fondazione di un nuovo tipo di ordine monastico, gli ordini religiosi cavallereschi dei Templari e degli Ospitalieri, che fondevano la vita monastica con il servizio militare. Sebbene radicato negli Stati crociati, l'Ordine Teutonico concentrò gran parte della sua attività nel Baltico dove fondò il proprio Stato nel 1226.

### La vita intellettuale nel XII e XIII secolo

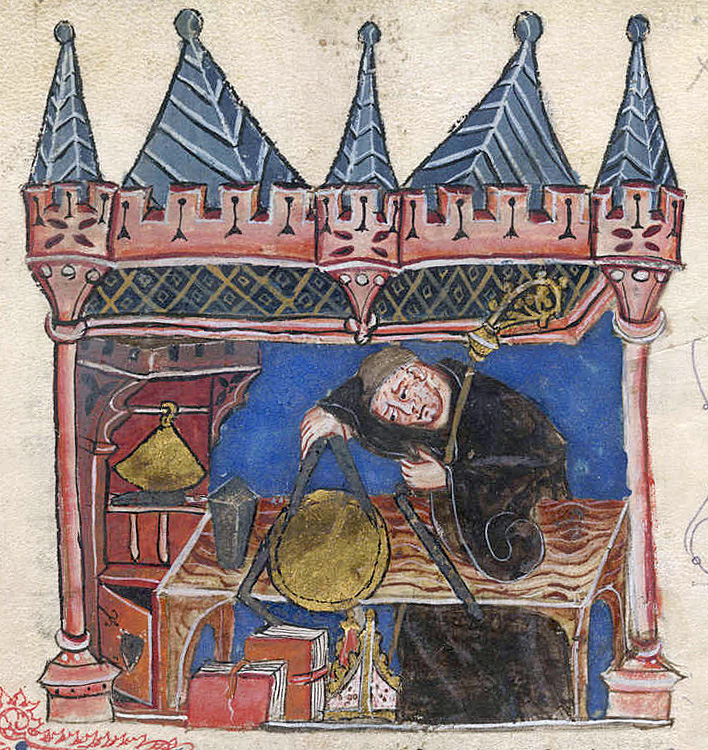
L'abate Riccardo di Wallingford costruisce il suo orologio astronomico, miniatura del XIV secolo

A Chartres nacque nel XII secolo una scuola cattedrale dove per la prima volta si iniziò a guardare allo studio della natura, delle scienze e, senza tralasciare lo studio delle Scritture e il culto per l'auctoritas, ci si ispirava alla tradizione neoplatonica. Per quanto riguarda il livello superiore di istruzione, nel XIII secolo alle scuole cattedrali si affiancarono le università, che nacquero come associazioni private di studenti, che subito mirarono a un riconoscimento ufficiale e alla concessione di benefici di carattere giuridico e economico. A partire dal XIII secolo nasce anche la produzione e il commercio dei testi dei maestri a uso degli studenti. Si diffusero le peciae, fascicoli venduti dagli stationarii (artigiani specializzati che copiano libri per mestiere), scritti su carta, materiale più economico, la cui tecnica di produzione era stata importata in Europa dagli Arabi, che l'avevano appresa dai Cinesi. Le nuove istituzioni educative incoraggiavano le discussioni accademiche. Particolarmente accesi furono i dibattiti tra realisti e nominalisti sul concetto degli universali. Il discorso filosofico fu stimolato dalla riscoperta di Aristotele e dalla sua enfasi sull'empirismo e sul razionalismo. Studiosi come Pietro Abelardo e Pietro Lombardo introdussero la logica aristotelica nella teologia. Da allora la logica fu alla base del rinnovamento nella teologia e filosofia che va sotto il nome di scolastica, che esprime una grande fiducia nella ragione umana. I grandi maestri della scolastica furono Alberto Magno, Tommaso d'Aquino e Duns Scoto, che applicarono il metodo abelardiano. Gli accademici scolastici hanno riassunto le opinioni loro e di altri autori su argomenti specifici in raccolte note come summae, fra cui la Summa Theologica di Tommaso d'Aquino.
Nelle corti reali e nobili si svilupparono il codice cavalleresco e l'etica dell'amor cortese. Questa cultura "laica" era espressa nelle lingue volgari anziché in latino e comprendeva poesie, storie, leggende e canzoni popolari. Spesso le storie venivano scritte nelle chanson de geste, in cui venivano glorificate le azioni spesso brutali dei loro eroi maschi, come la Chanson de Roland e il Poema del mio Cid. Al contrario, la letteratura cavalleresca elogiava l'amore casto, mentre l'erotismo era presente principalmente nelle poesie composte dai trovatori. La letteratura cavalleresca trasse ispirazione dalla mitologia classica, ma anche dalle leggende celtiche del ciclo arturiano raccolte da Goffredo di Monmouth nella sua Historia Regum Britanniae. Ulteriori generi letterari includono autobiografie spirituali, cronache, poesie filosofiche e inni.
La scoperta di una copia del Corpus Iuris Civilis nell'XI secolo aprì la strada allo studio sistematico del diritto romano a Bologna. Intorno al 1140, il monaco Graziano, insegnante a Bologna, scrisse quello che divenne il testo standard del diritto canonico: il Decretum Gratiani. Grazie ai rinnovati contatti col mondo bizantino e islamico si ebbe un rifiorire del sapere scientifico in Europa, che era caduto nell'oblio. La conquista più duratura di quel periodo storico fu l'introduzione dei numeri arabi posizionali e dello zero, entrambe scoperte di origine indiana. Questo nuovo sistema di numerazione fu introdotto in Occidente dal pisano Leonardo Fibonacci, con il Liber abaci del 1202. L'astronomia trasse vantaggio dalla traduzione dell'Almagesto di Tolomeo dal greco al latino alla fine del XII secolo. Venne studiata anche la medicina, soprattutto nell'Italia meridionale, dove la medicina islamica influenzò la scuola medica salernitana.

### Arte e architettura tra XI e XIII secolo

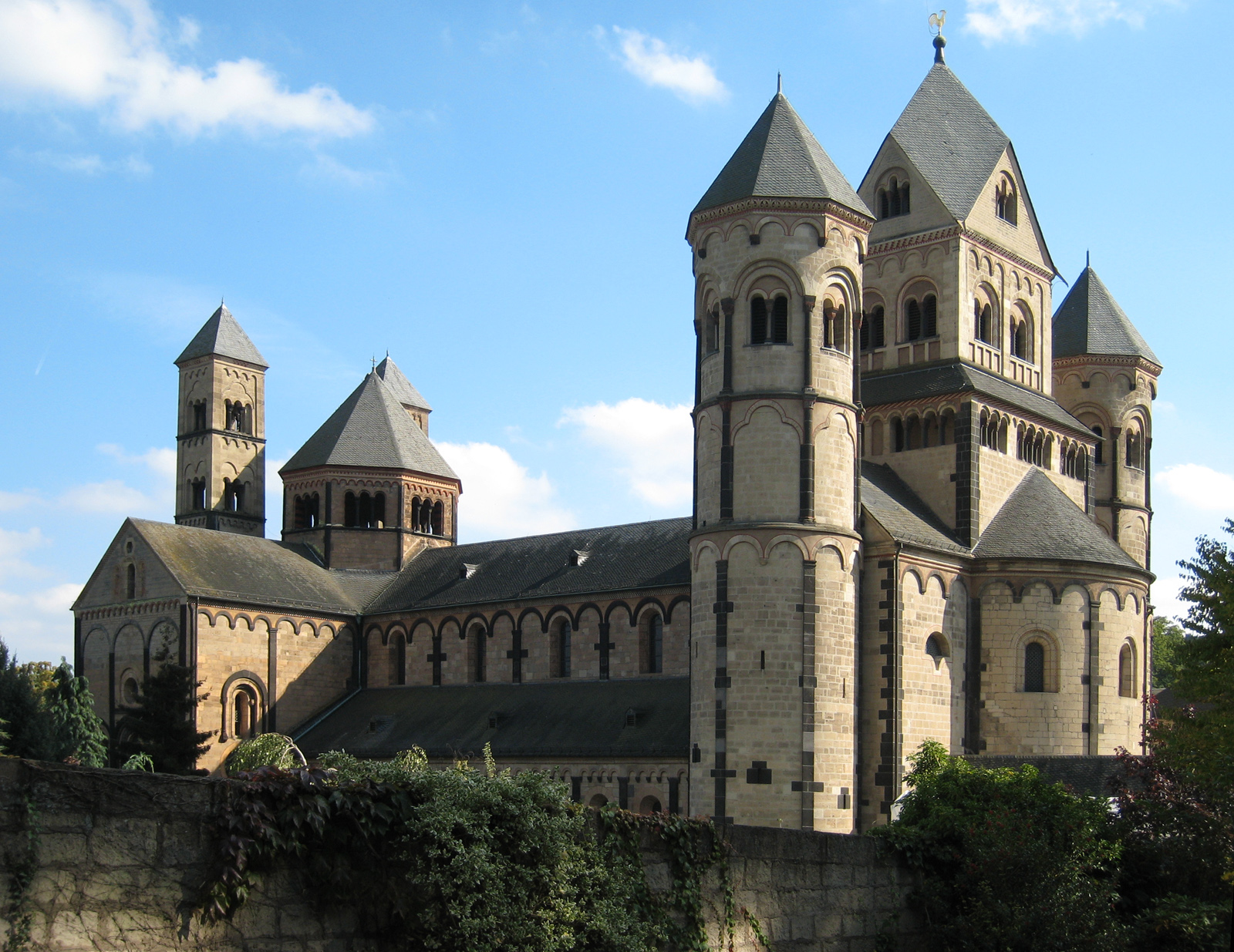
La Chiesa romanica di Maria Laach in Germania

Nel X secolo la fondazione di chiese e monasteri portò allo sviluppo dell'architettura in pietra che elaborò forme romane, da cui deriva il termine "romanico". Ove disponibili, gli edifici romani in mattoni e pietra venivano riciclati per i loro materiali. Dai timidi inizi conosciuti come romanico lombardo, lo stile romanico fiorì e si diffuse in tutta Europa in una forma notevolmente omogenea. Gli edifici romanici hanno muri in pietra, aperture sormontate da archi semicircolari, piccole finestre e, soprattutto in Francia, volte ad arco in pietra. Praticamente tutte le chiese dell'Occidente erano decorate con affreschi, di cui pochi sopravvivono.

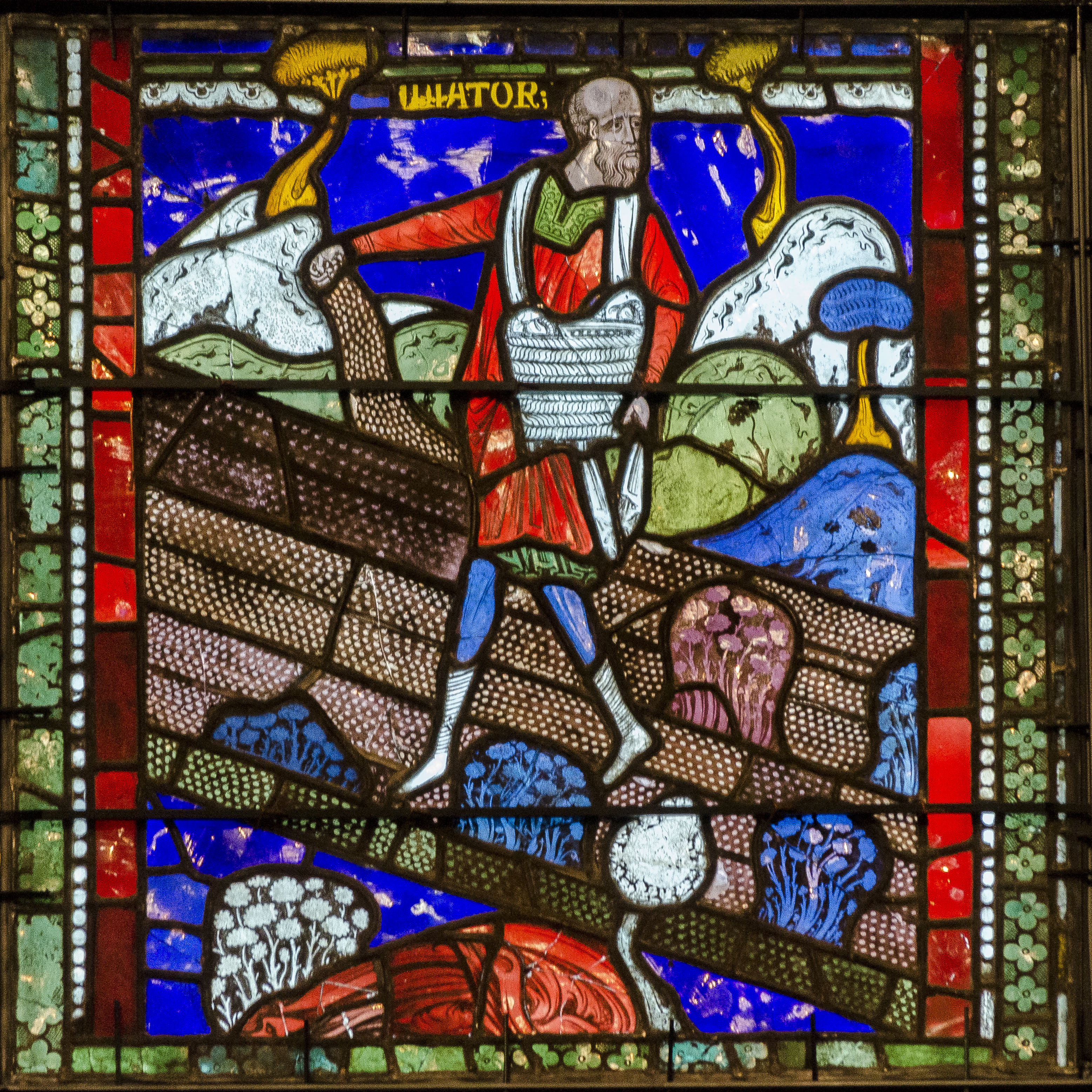
Un pannello di una vetrata medievale proveniente dalla Cattedrale di Canterbury, tra il 1175 e il 1180. Raffigura la parabola del seminatore, un racconto biblico.

Dall'inizio del XII secolo, i costruttori francesi svilupparono lo stile gotico, caratterizzato dall'uso di volte a crociera, archi a sesto acuto, archi rampanti e grandi vetrate colorate. Veniva utilizzato principalmente nelle chiese e nelle cattedrali e continuò a essere utilizzato fino al XVI secolo in gran parte dell'Europa. Esempi classici di architettura gotica includono la cattedrale di Chartres e la cattedrale di Reims in Francia, nonché la cattedrale di Salisbury in Inghilterra. Le vetrate colorate divennero un elemento cruciale nella progettazione delle chiese, che continuarono a utilizzare estesi dipinti murali, ormai quasi tutti perduti. Grandi diffusori del gotico furono i cistercensi, che lo portarono in Italia dove però non ebbe mai una forte presa, almeno secondo le forme transalpine, che vennero mediate in edifici più legati alla tradizione romanica. Durante il XIII secolo gli ordini mendicanti furono responsabili del rinnovamento artistico. Davanti alle loro chiese nacquero vaste piazze per accogliere la popolazione che attendeva con trepidazione gli infuocati sermoni; inoltre iniziò l'uso di dare cappelle a famiglie e personalità, affinché con la creazione di abbellimenti essi potessero espiare i propri peccati.
Durante questo periodo la pratica della miniatura dei manoscritti passò gradualmente dai monasteri alle officine laiche; il libro d'ore si sviluppò come forma di libro devozionale per laici. La lavorazione dei metalli ha continuato a essere la forma d'arte più prestigiosa. In Italia le innovazioni di Cimabue e Duccio di Buoninsegna, seguite dal maestro trecentesco Giotto (morto nel 1337), accrebbero notevolmente la raffinatezza e lo status della pittura su tavola e dell'affresco. La crescente prosperità durante il XII secolo portò a una maggiore produzione di arte profana; sono sopravvissuti molti oggetti intagliati in avorio come pezzi da gioco, pettini e piccole figure religiose.

### Economia
Storici come Jean Gimpel (1918–1996) hanno descritto l'economia del Medioevo come una vera e propria rivoluzione industriale. Le invenzioni toccarono numerosi ambiti: dall'aratro meccanico, alla ferratura dei cavalli, al verricello, alla carrucola, alle staffe lunghe, all'arco rampante, alla volta a crociera, all'aggiogatura a spalla, al sapone, alla vite elicoidale, al bottone, al martinetto, allo specchio, agli occhiali, al prosciutto, allo champagne, al parmigiano.

### Crisi del Trecento

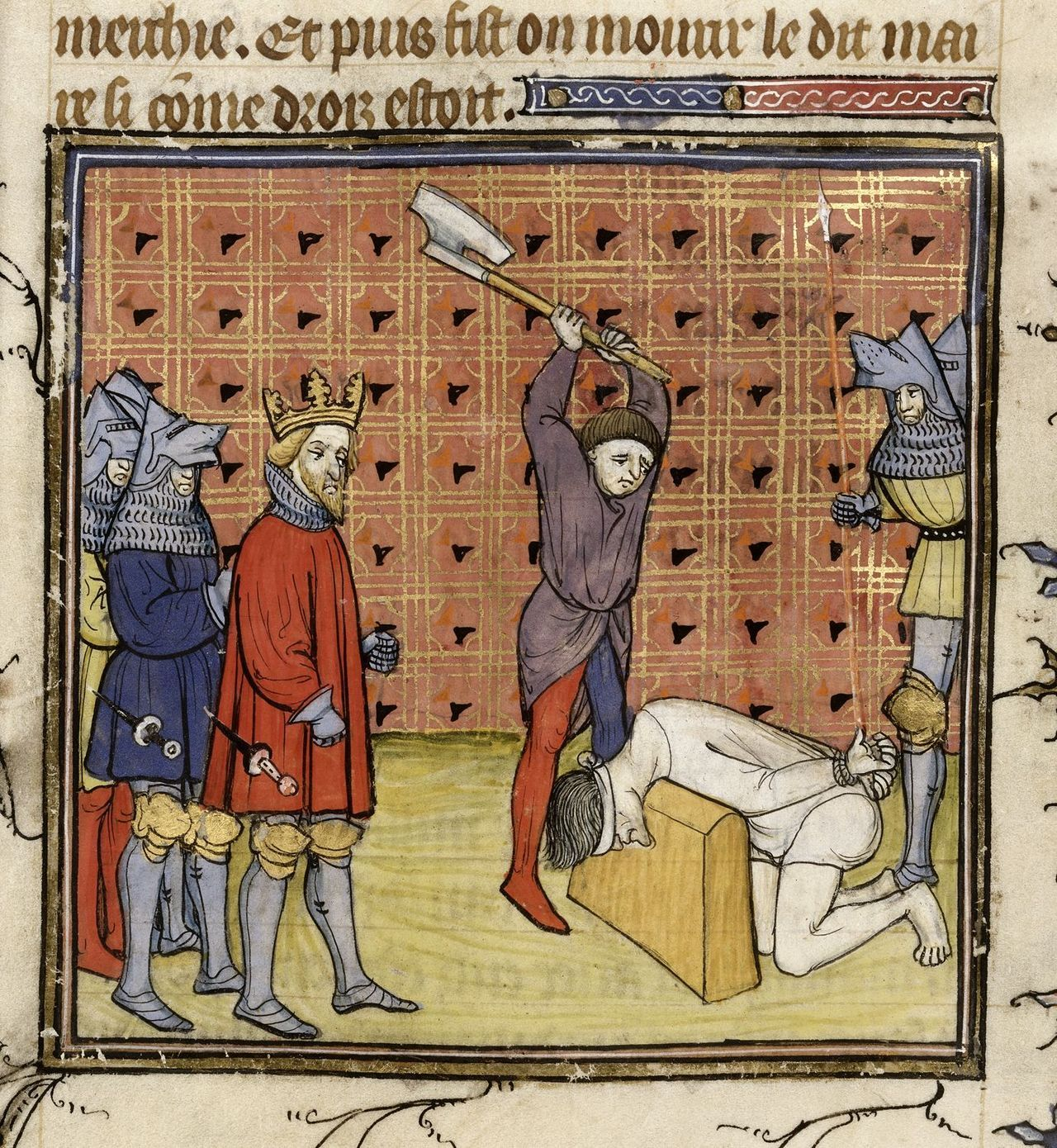
Esecuzione di alcuni dei capi della rivolta della Jacquerie, da un manoscritto del XIV secolo delle Chroniques de France ou de St Denis

Dopo due secoli di grande sviluppo e prosperità nel continente europeo, il Trecento fu un secolo di rottura, con l'interruzione di fenomeni in crescita come lo sviluppo demografico, l'ampliamento e la fondazione di nuove città, lo straordinario aumento dei traffici in quantità e in qualità. Oggi si inizia a considerare che il regresso possa essere stato causato innanzitutto da una variazione del clima (piccola era glaciale), con la fine del cosiddetto periodo caldo medievale, che aveva permesso lo scioglimento dei ghiacci (si pensi alla navigazione dei Vichinghi), la coltivazione della vite fin sopra Londra, abbondanti raccolti facilitati dalla piogge scarse e regolari e le tiepide primavere. Gli aspetti più gravi riguardarono la carestia del 1315-1317, il ristagno economico, la peste nera e le conseguenti rivolte popolari. La monocoltura, precedentemente redditizia, ha aggravato la situazione in molte regioni, poiché il clima fuori stagione poteva rovinare completamente la stagione del raccolto.
Questi disordini furono seguiti nel 1347 dalla peste nera, una pandemia che si diffuse in tutta Europa nei tre anni successivi, uccidendone circa un terzo della popolazione. Le città furono particolarmente colpite a causa delle loro condizioni di affollamento. La disordinata religiosità che fu animata dalla sensazione di terrore e di disorientamento a fronte dell'inspiegabile susseguirsi di calamità e sciagure, fu permeata da elementi apocalittici e irrazionali, che credevano in un'azione diabolica congiunta e particolarmente efficace. La fine del mondo e la venuta dell'Anticristo sembravano più vicine che mai e si cercarono dei nemici da combattere, che erano, oltre ai cattivi cristiani, gli ebrei e le streghe, contro le quali si scatenò una vera e propria caccia. La mortalità rapida ed estremamente elevata distrusse l'economia e il commercio e la ripresa fu lenta. I contadini sopravvissuti alla pandemia pagavano affitti più bassi ai proprietari terrieri, ma la domanda di prodotti agricoli era diminuita e i prezzi più bassi coprivano a malapena i costi. Grandi porzioni di terra furono abbandonate e lasciate incolte, mentre, a causa del declino del numero di lavoratori, i salari aumentavano progressivamente. I tentativi dei proprietari fondiari di abbassare i salari con la forza fallirono. Tutto questo non fece altro che aumentare il risentimento dei ceti subalterni verso i più ricchi, che sfociò in una serie di rivolte, tra cui le rivolte della jacquerie in Francia, la rivolta dei Ciompi a Firenze e la rivolta cristiano-popolare in Inghilterra.
L'ascesa del settore bancario in Italia durante il XIII secolo continuò per tutto il XIV secolo, alimentata in parte dalle crescenti guerre del periodo e dalla necessità di spostare denaro tra i regni. Molte società bancarie prestarono denaro ai sovrani, correndo grandi rischi, poiché alcune banche andarono in bancarotta quando i re si dimostrarono inadempienti sui loro prestiti.

### Il consolidarsi delle monarchie nazionali

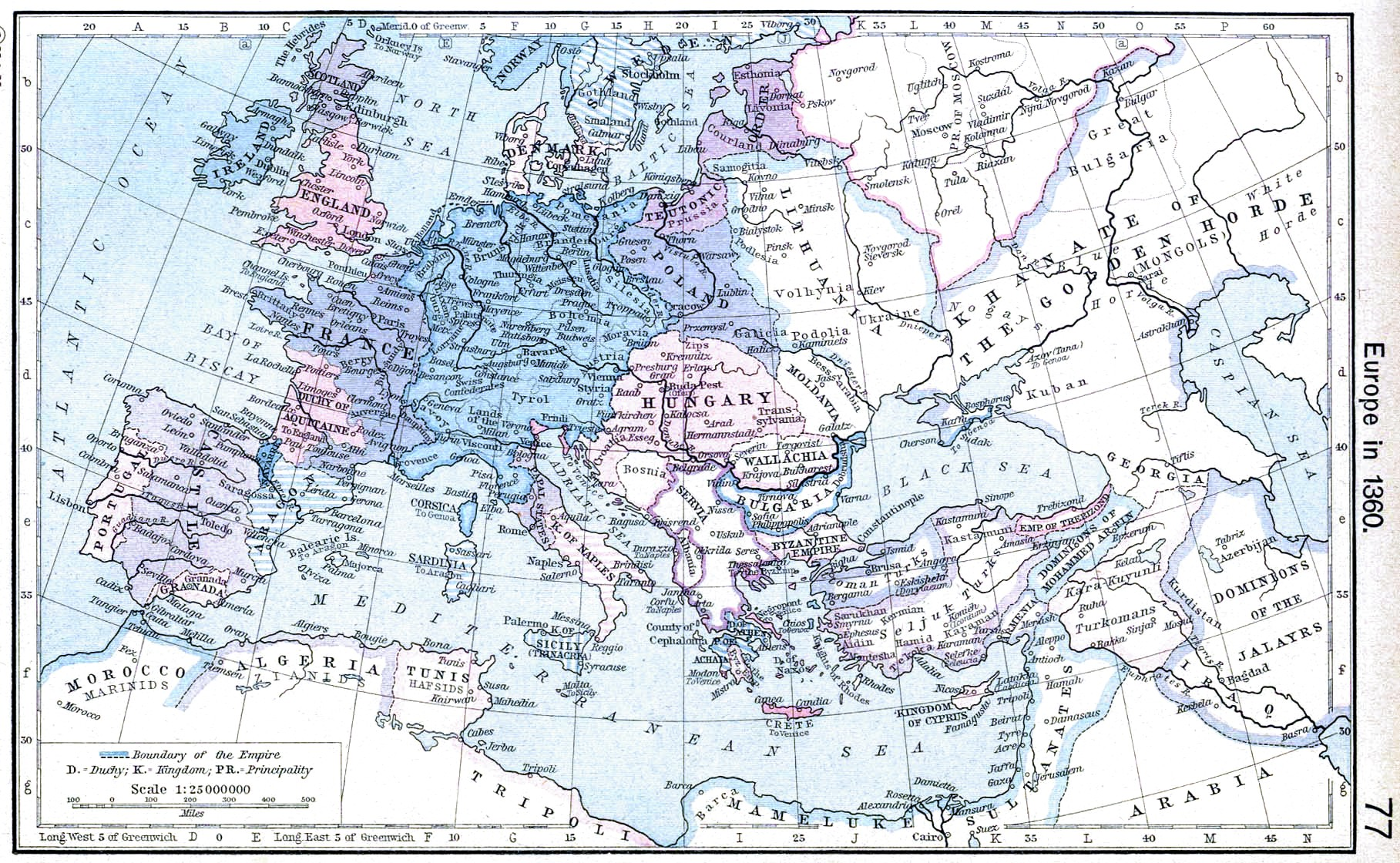
Mappa dell'Europa nel 1360

Stati-nazione forti e basati sulla regalità sorsero in tutta Europa nel Tardo Medioevo, in particolare in Inghilterra, Francia e nei regni cristiani della penisola iberica: Aragona, Castiglia e Portogallo. I lunghi conflitti del periodo portarono a metodi di tassazione più efficaci ed efficienti, e quindi l'aliquota di tassazione spesso aumentava. L'obbligo di ottenere il consenso dei contribuenti ha consentito a organi rappresentativi come il Parlamento d'Inghilterra e gli Stati generali francesi di acquisire potere e autorità.

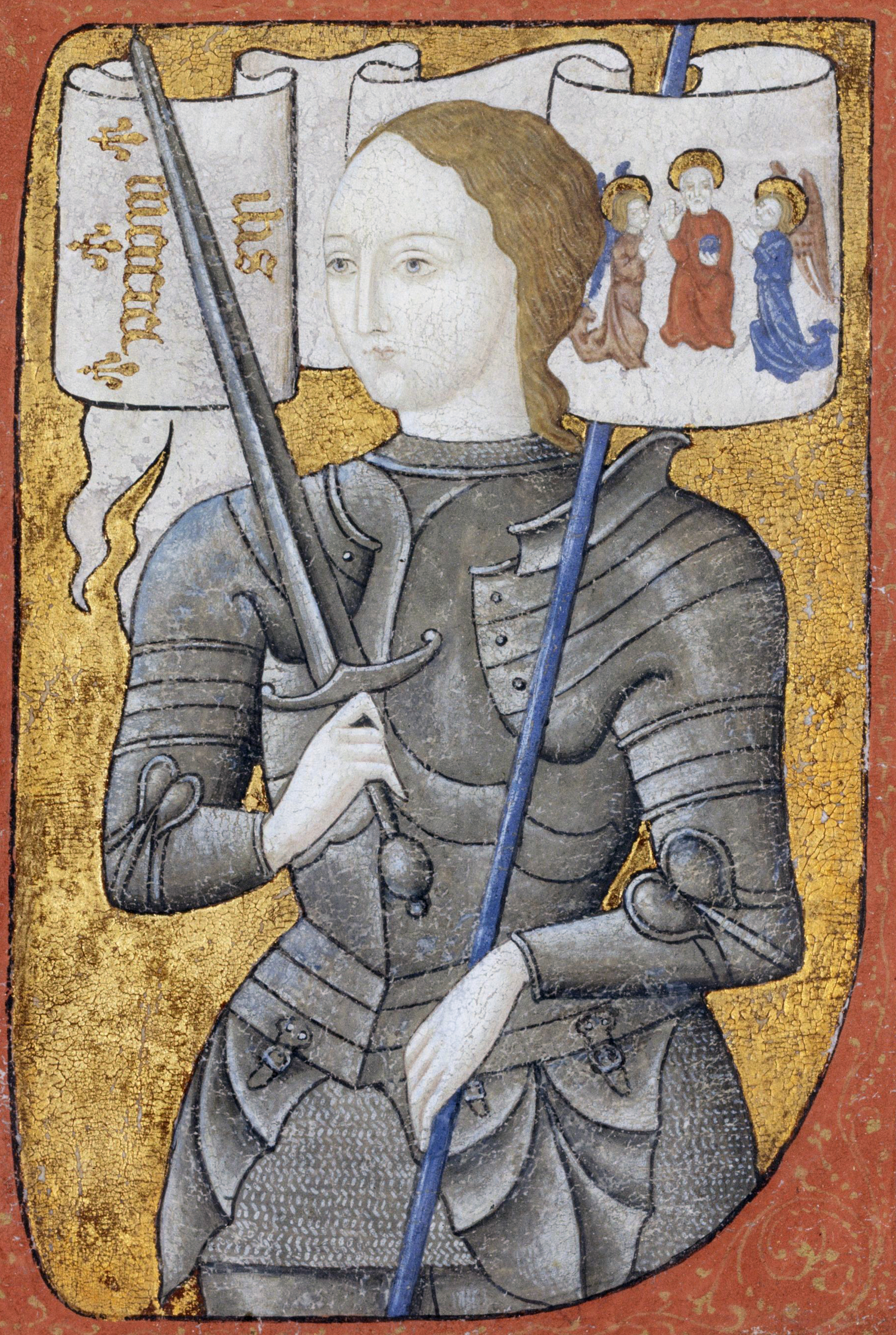
Giovanna d'Arco in una rappresentazione del XV secolo

Per tutto il XIV secolo, i re francesi cercarono di espandere la loro influenza a spese dei possedimenti territoriali della nobiltà. I re francesi incontrarono difficoltà quando tentarono di confiscare i possedimenti dei re inglesi nel Sud della Francia, portando alla guerra dei cent'anni. Il conflitto tra il Regno d'Inghilterra e il Regno di Francia durò, non continuativamente, 116 anni - dal 1337 al 1453 - e che si concluse con l'espulsione degli inglesi da tutti i territori continentali, fatta eccezione per la cittadina di Calais. Il conflitto fu costellato da tregue molto brevi e interrotto da due veri e propri periodi di pace della durata rispettivamente di 9 e 26 anni, che lo dividono in tre fasi principali, la guerra edoardiana (1337-1360), la guerra carolina (1369-1389) e la guerra dei Lancaster (1415-1429), alle quali deve essere aggiunta la fase conclusiva della guerra (1429-1453). Tale suddivisione è tipica della storiografia anglosassone, mentre altre periodizzazioni prevedono una divisione in una prima (1337-1389) e in una seconda fase (1415-1453).  All'inizio della guerra, gli inglesi vinsero le battaglie di Crécy e Poitiers, conquistarono la città di Calais e conquistarono il controllo di gran parte della Francia. Le tensioni che ne derivarono quasi causarono la disintegrazione del regno francese. All'inizio del XV secolo, la Francia arrivò nuovamente sul punto di dissolversi, dopo la vittoria di Enrico V nella battaglia di Agincourt nel 1415, che aprì brevemente la strada all'unificazione dei due regni. Tuttavia, alla fine degli anni venti del Quattrocento, i successi militari di Giovanna d'Arco (morta nel 1431) portarono alla vittoria dei francesi e alla conquista degli ultimi possedimenti inglesi nella Francia meridionale nel 1453. La popolazione della Francia alla fine della guerra era probabilmente la metà di quello che era all'inizio. D'altro canto, il conflitto con la Francia contribuì anche a creare in Inghilterra una cultura nazionale separata da quella francese, che in precedenza aveva avuto un'influenza dominante. Il dominio dell'arco lungo inglese iniziò durante le prime fasi della guerra dei cent'anni e sul campo di battaglia di Crécy nel 1346 apparvero per la prima volta i cannoni. Dopo aver perso la guerra dei cent'anni, l'Inghilterra subì una lunga guerra civile conosciuta come la guerra delle due rose, una sanguinosa lotta dinastica combattuta tra il Casato dei Lancaster e il Casato di York, che durò fino al 1485 e terminò solo quando Enrico Tudor, discendente dei Lancaster ma maritato a una York, vinse la battaglia di Bosworth e si fece incoronare come Enrico VII.
In Iberia, i regni cristiani continuarono a guadagnare terre dai regni musulmani della penisola. Il Portogallo si concentrò sull'espansione oltreoceano durante il XV secolo, mentre gli altri regni erano dilaniati da difficoltà legate alla successione reale e da altre preoccupazioni. La Reconquista fu completata quando il 2 gennaio 1492 Granada, ultima roccaforte musulmana, si arrendeva e i re cattolici, Isabella la Cattolica e Ferdinando il Cattolico entravano in città. Questo atto segnò anche l'inizio di un'epoca caratterizzata dall'intolleranza religiosa: il 31 marzo 1492 i re cattolici firmano un editto che ordina l'espulsione degli ebrei dai loro regni entro quattro mesi..
Nell'Europa orientale, i regni di Polonia, Ungheria e Boemia crebbero potenti. In Scandinavia, Margherita I di Danimarca (1387–1412) unificò Norvegia, Danimarca e Svezia nell'Unione di Kalmar, che continuò fino al 1523. La Scozia emerse dalla dominazione inglese sotto Roberto I di Scozia (1306–1329), che si assicurò il riconoscimento papale della sua regalità nel 1328.

### L'Italia tardomedievale

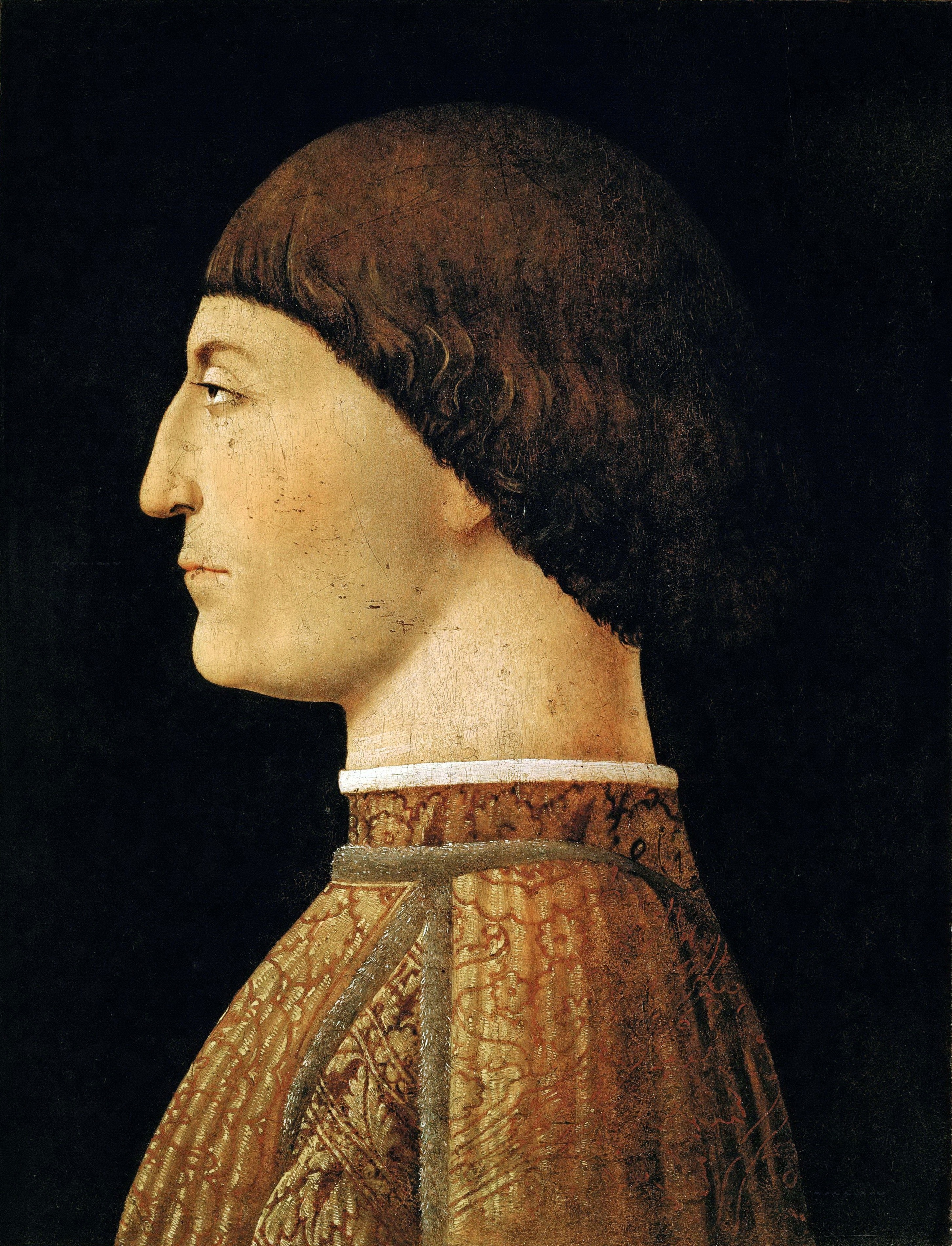
Pandolfo Malatesta (1417–1468), signore di Rimini, in un dipinto di Piero della Francesca. Malatesta fu un abile condottiero, seguendo la tradizione della sua famiglia. Fu ingaggiato dai Veneziani per combattere contro i Turchi (senza successo) nel 1465, e fu il patrono di Leone Battista Alberti, il cui Tempio Malatestiano di Rimini è uno dei primi edifici interamente classici del Rinascimento.

Nel XIV secolo, l'Italia settentrionale e centro-settentrionale era divisa in un certo numero di comuni in guerra, i più potenti dei quali erano Milano, Firenze, Pisa, Siena, Genova, Ferrara, Mantova, Verona e Venezia. Il Nord Italia bassomedievale era ulteriormente diviso dalla lunga battaglia per la supremazia tra le forze del Papato e del Sacro Romano Impero. Sin dal tempo di Federico I e soprattutto di Federico II ogni comune si schierò con l'una o l'altra fazione ed era a sua volta diviso internamente tra le due parti in guerra, guelfi e ghibellini, due fazioni nelle quali confluivano tutta una serie di scelte politiche locali (spesso si diventava guelfi o ghibellini in funzione di lotta ai propri avversari che appartenevano alla fazione opposta) che solo a livello teorico venivano ricollegati alle lotte sovranazionali tra papato e impero.
La guerra tra gli Stati era comune, mentre le invasioni dall'esterno dell'Italia si limitavano a sortite intermittenti degli imperatori del Sacro Romano Impero. La politica rinascimentale si sviluppò in questo contesto. Dal XIV secolo, quando gli eserciti divennero composti principalmente da mercenari, gli Stati signorili più prosperi potevano schierare forze considerevoli, nonostante la loro bassa popolazione. Stati comunali minori sparivano aggregandosi ad altri più grandi, per conquiste o per trattative diplomatiche.

La penisola Italiana nel 1494

Mentre nel resto d'Europa si affermavano le monarchie nazionali, l'Italia vide la formazione di regimi signorili (le signorie cittadine) o oligarchici. Durante i periodi di crisi si iniziò ad appoggiarsi su un unico personaggio, magari esterno alla città, che tenesse la "balìa", ovvero il potere assoluto, in un momento di difficoltà. Questi "signori" permisero di superare alcune impasse politiche, ma spesso essi cercarono di consolidare il loro potere e magari trasformarlo in ereditario: fu la nascita delle signorie dal 1240 in poi (Torriani e poi Visconti a Milano, Gonzaga a Mantova, Este a Ferrara, Scaligeri a Verona, da Carrara a Padova, Ordelaffi a Forlì, Malatesta a Rimini, da Polenta a Ravenna, da Montefeltro a Urbino, Da Varano a Camerino, ecc.). Rimanevano tuttavia funzionanti le istituzioni comunali, sebbene spesso si limitassero a ratificare le decisioni del signore. Nel XIV secolo i signori ottennero il titolo di vicario imperiale e tra il XIV e il XV secolo i titoli di duca e marchese. L'assegnazione di questi titoli è indice della stabilizzazione dei poteri signorili. Alla fine le signorie si evolsero in principati con dinastie ereditarie. Ciò avvenne quando i signori, riconoscendo l'imperatore e pagando una quantità di denaro, vennero legittimati e riconosciuti come autorità da sudditi e principi. Questo cambiamento fu reso possibile grazie all'incapacità dei sovrani tedeschi di mantenere l'ordine nell'Italia del Nord e grazie alla poca difficoltà che i signori incontravano per essere riconosciuti come autorità legittima. Ma non tutte le repubbliche comunali divennero principati. Questo accadde con tempi molto più lunghi o non accadde mai nelle città marinare o in Toscana, dove i ceti imprenditoriali erano più attivi e forti e riuscirono a impedire che un gruppo primeggiasse. Il discorso cambia per quanto riguarda il Centro-sud, dove erano presenti lo Stato della Chiesa, il Regno di Napoli e il Regno di Sicilia. Questi ultimi due regni divennero, nel XV secolo, due vice-reami sotto gli Aragonesi.
Nella prima metà del XV secolo si ebbe un lungo periodo di guerre che interessò l'intera penisola e fu segnato dai ripetuti tentativi degli Stati più forti di estendere la propria egemonia. La Pace di Lodi, firmata nella città lombarda nel 1454, mise fine allo scontro fra Venezia e Milano che durava dall'inizio del secolo. Il trattato fu ratificato dai principali Stati regionali. L'importanza della Pace di Lodi consiste nell'aver dato alla penisola un nuovo assetto politico-istituzionale, che, limitando le ambizioni particolari dei vari Stati, assicurò per quarant'anni un sostanziale equilibrio territoriale e favorì di conseguenza lo sviluppo del Rinascimento italiano. A farsi garante di tale equilibrio politico sarà poi, nella seconda parte del Quattrocento, Lorenzo il Magnifico, attuando la sua famosa politica dell'equilibrio.

### La caduta di Costantinopoli e l'ascesa degli Ottomani

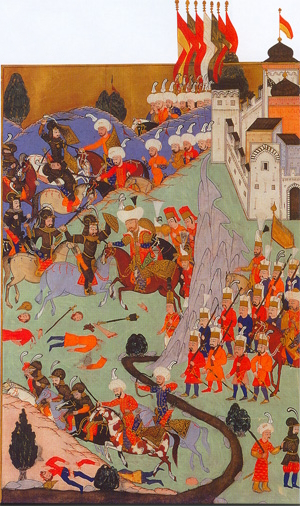
La battaglia di Nicopoli raffigurata nella cronaca miniata ottomana "Hünername" della fine del XVI secolo

Sebbene gli imperatori Paleologi avessero riconquistato Costantinopoli nel 1261, i Bizantini non furono mai in grado di riprendere il controllo di gran parte delle ex terre imperiali. Le ex terre bizantine nei Balcani furono divise tra il nuovo Regno di Serbia, il Secondo Impero bulgaro e la Repubblica di Venezia. Il potere degli imperatori bizantini fu minacciato dagli Ottomani, una tribù turca proveniente dall'Asia centrale, che si stabilirono in Anatolia nel XIII secolo e si espansero costantemente per tutto il XIV secolo. Gli Ottomani ridussero la Bulgaria a uno Stato vassallo nel 1366 e conquistarono la Serbia dopo la battaglia della Piana dei Merli nel 1389. Gli europei occidentali dichiararono una nuova crociata nel 1396; un grande esercito fu inviato nei Balcani, dove fu sconfitto nella battaglia di Nicopoli. L'avanzata culminò con la caduta di Costantinopoli nel 1453, con cui l'Impero bizantino cessò d'esistere.

### La cattività avignonese e il grande scisma d'Occidente

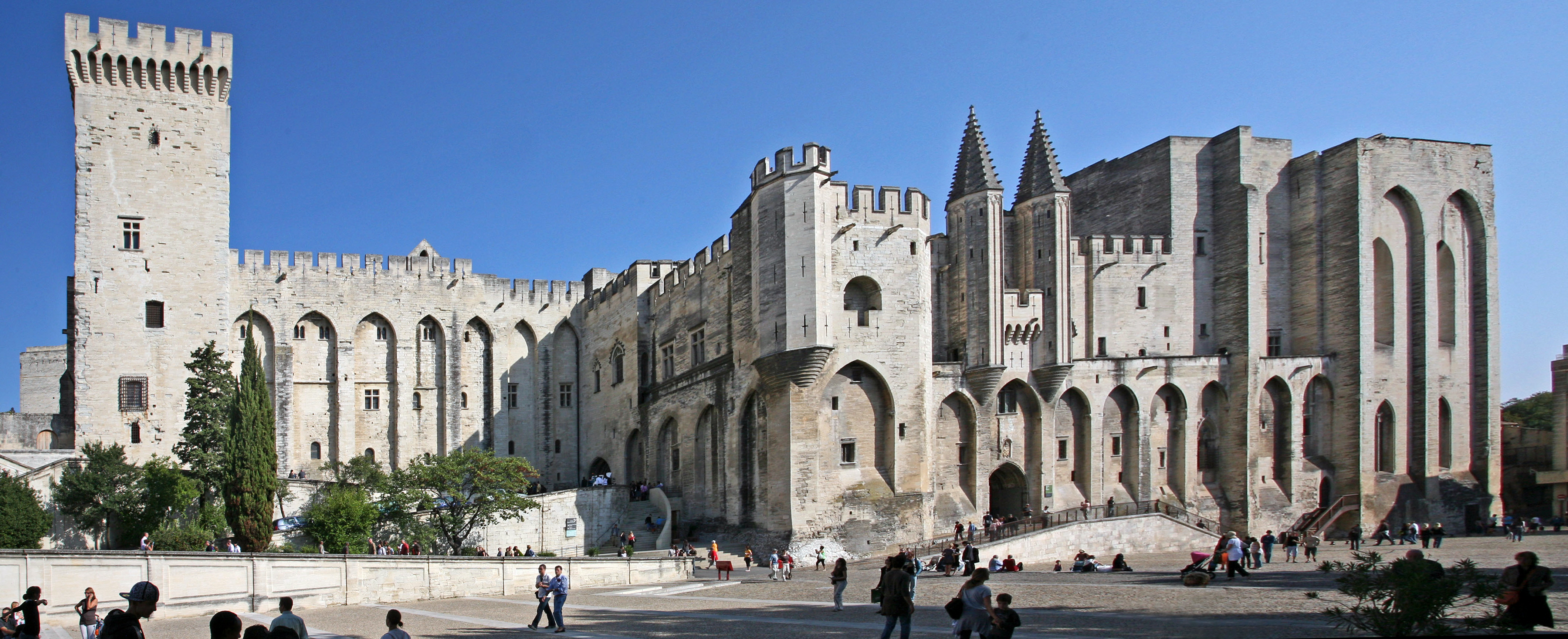
Il Palazzo dei Papi, ad Avignone

Durante il tumultuoso XIV secolo, le controversie all'interno della leadership della Chiesa romana portarono al trasferimento della sede del papato ad Avignone dal 1309 al 1376, chiamata anche "cattività avignonese". I papi avignonesi furono tutti francesi, ma solo nei primi anni essi furono effettivamente soggetti al re di Francia; con l'inizio della guerra dei cent'anni la monarchia francese entrò in un periodo di grave crisi, che sollevò il papato dalla sua influenza effettiva. La tendenza generale del tempo, riscontrabile in tutta la società, era però una crisi dei cosiddetti poteri universali (il papato stesso e l'Impero): ormai tra essi e i cittadini si erano definitivamente interposte le monarchie nazionali, che volevano ormai controllare anche gli ecclesiastici. Dall'altro la Chiesa perdeva anche rilievo morale, con una decadenza spirituale che avrebbe portato nei secoli successivi a gravi conseguenze (come la riforma protestante). La fine del papato avignonese portò al Grande Scisma d'Occidente, durato dal 1378 al 1418, quando vi furono prima due e poi tre papi rivali, ciascuno sostenuto da diversi Stati. Nel 1414 il re di Germania Sigismondo di Lussemburgo-Boemia convocò un concilio a Costanza, per discutere la ricomposizione dello scisma, che portò nel 1417 alla deposizione dei tre papi e l'elezione di Martino V, un nobile cardinale romano.
In questo periodo la Chiesa d'Occidente fu lacerata da controversie teologiche, alcune delle quali si trasformarono in eresie. John Wycliffe (morto nel 1384), un teologo inglese, fu condannato come eretico nel 1415 per aver insegnato che i laici avrebbero dovuto avere accesso al testo della Bibbia e per opinioni sull'Eucaristia contrarie alla dottrina della Chiesa. Gli insegnamenti di Wycliffe influenzarono due dei maggiori movimenti eretici del Tardo Medioevo: la lollardia in Inghilterra e gli hussiti in Boemia. Il movimento boemo iniziò con l'insegnamento di Jan Hus, che fu bruciato sul rogo nel 1415, dopo essere stato condannato come eretico dal Concilio di Costanza. La Chiesa ussita, sebbene bersaglio di una crociata, sopravvisse oltre il Medioevo. Le accuse di eresia contro i Cavalieri Templari portarono alla loro soppressione nel 1312 e alla divisione della loro grande ricchezza tra il re Filippo IV di Francia (1285–1314) e gli Ospitalieri.
Mistici come Meister Eckhart (morto nel 1327) e Tommaso da Kempis (morto nel 1471) scrissero opere che insegnavano ai laici a concentrarsi sulla loro vita spirituale interiore, che gettarono le basi per la Riforma protestante. Oltre al misticismo, si diffuse la credenza nelle streghe e nella stregoneria e alla fine del XV secolo la Chiesa iniziò a dare credito ai timori populisti della stregoneria con la sua condanna delle streghe nel 1484 e la pubblicazione nel 1486 del Malleus Maleficarum, il più popolare manuale per cacciatori di streghe.

### Verso il mondo moderno: l'Umanesimo e le esplorazioni geografiche
Durante il Basso Medioevo, teologi come Duns Scoto (morto nel 1308) e soprattutto Guglielmo di Ockham (morto nel 1348) guidarono una reazione contro la Scolastica. I loro sforzi minarono l'idea platonica prevalente sugli universali. L'insistenza di Ockham sul fatto che la ragione opera indipendentemente dalla fede permise di separare la scienza dalla teologia e dalla filosofia. Gli studi giuridici furono segnati dal costante avanzamento del diritto romano in aree della giurisprudenza precedentemente disciplinate dal diritto consuetudinario. L'unica eccezione a questa tendenza si verificò in Inghilterra, dove la common law rimase preminente.

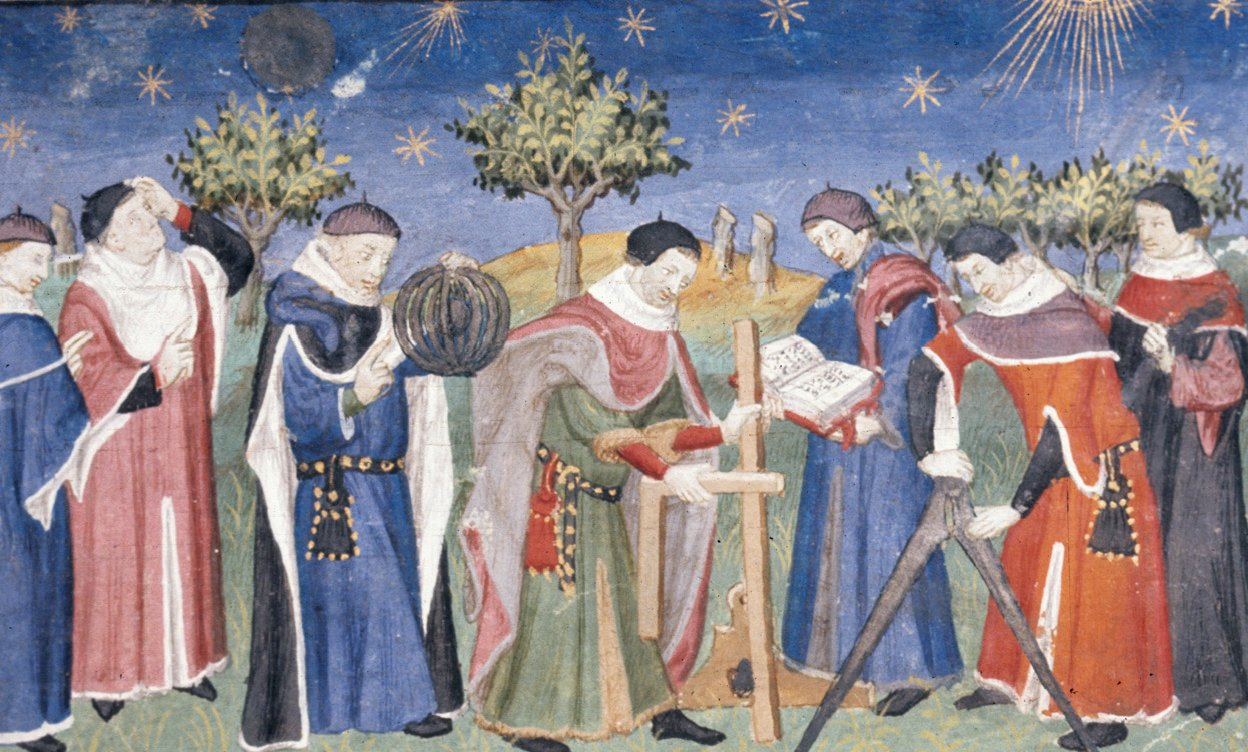
Chierici che studiano astronomia e geometria in un'opera di inizio XV secolo

L'istruzione rimase principalmente incentrata sulla formazione del futuro clero. L'apprendimento di base delle lettere e dei numeri rimaneva di competenza della famiglia o di un prete del villaggio, ma le materie del trivio - grammatica, retorica, logica - venivano studiate nelle scuole cattedrali o nelle scuole fornite dalle città. Si diffusero scuole secondarie commerciali e alcune città italiane avevano più di una di queste scuole. Le università si diffusero in tutta Europa nel XIV e XV secolo. I tassi di alfabetizzazione laicale aumentarono, ma rimasero comunque bassi.
La pubblicazione di letteratura in volgare aumentò, con Dante, Petrarca e Boccaccio nell'Italia del XIV secolo, Geoffrey Chaucer e William Langland in Inghilterra, e François Villon e Christine de Pizan in Francia. Gran parte della letteratura rimase di carattere religioso e, sebbene gran parte di essa continuasse a essere scritta in latino, si sviluppò una nuova domanda per le vite dei santi e altri trattati devozionali nelle lingue vernacolari. Ciò fu alimentato dalla crescita del movimento della Devotio moderna. L'invenzione della stampa a caratteri mobili nel 1455, per opera del tedesco Johann Gutenberg porterà alla nascita delle prime case editrici in Europa nel corso del XV secolo.
L'ottimismo, la fiducia nell'uomo e nelle sue possibilità, il principio della "virtù" umana contrapposta alla "fortuna" furono manifestazioni filosofiche e letterarie dell'Umanesimo. Sebbene fosse principalmente un tentativo di rivitalizzare le lingue classiche, l'Umanesimo portò anche a innovazioni nei campi della scienza, dell'arte e della letteratura, aiutate dagli impulsi degli studiosi bizantini che dovettero cercare rifugio in Occidente dopo la caduta di Costantinopoli nel 1453. In scienza, autorità classiche come Aristotele furono sfidate per la prima volta dall'antichità. Accanto all'aristotelismo si diffuse infatti il pensiero neoplatonico, secondo il quale l'uomo era al centro del mondo e doveva osare per cogliere i frutti della sua intelligenza. Sebbene il Rinascimento del XV secolo fosse un fenomeno altamente localizzato - limitato principalmente al Nord Italia, le cui corti sono punti di riferimento vitale per gli artisti del tempo - sviluppi artistici si stavano verificando anche più a nord, in particolare nelle città mercantili dei Paesi Bassi.
All'inizio del XV secolo, i paesi della penisola iberica iniziarono a finanziare l'esplorazione oltre i confini dell'Europa. Il principe Enrico il Navigatore del Portogallo inviò spedizioni che scoprirono, durante la sua vita, le Isole Canarie, le Azzorre e Capo Verde. Dopo la sua morte, l'era delle esplorazioni in Portogallo continuò; Bartolomeo Diaz doppiò il Capo di Buona Speranza nel 1486 e Vasco da Gama arrivò in India, circumnavigando l'Africa nel 1498. Le monarchie spagnole di Castiglia e Aragona finanziarono il viaggio di esplorazione di Cristoforo Colombo del 1492, che portò alla scoperta europea dell'America. La corona inglese sotto Enrico VII finanziò nel 1497 il viaggio di Giovanni Caboto, che sbarcò sull'isola di Capo Bretone.

### La rivoluzione della fanteria e il declino della cavalleria
Militarmente, la guerra dei cent'anni vide la nascita di nuove armi e nuove tattiche, le quali segnarono l'abbandono degli eserciti organizzati su base feudale e incentrati sulla forza d'urto della cavalleria pesante. Sui campi dell'Europa occidentale videro la luce eserciti professionali, per la prima volta dai tempi dell'Impero romano. Si trattò, d'altra parte, del primo conflitto in cui si usarono le armi da fuoco. In particolare, le bombarde fecero la loro prima comparsa su suolo francese nel corso della battaglia di Crécy, tra le file inglesi.
Uno dei maggiori sviluppi nella sfera militare durante il Basso Medioevo fu l'aumento dell'uso della fanteria e della cavalleria leggera. Gli inglesi impiegarono anche archi lunghi, ma gli altri paesi non furono in grado di creare armi simili con lo stesso successo. L'armatura continuò a subire nuovi sviluppi, spronati dalla crescente potenza delle balestre, e fu sviluppata un'armatura a piastre per proteggere i soldati dalle balestre e dai fucili a mano che comparvero in quel periodo. Le armi inastate raggiunsero un nuovo rilievo con lo sviluppo della fanteria fiamminga e svizzera armata di picche e altre lunghe lance.

### Arte e architettura tra XIV e XV secolo

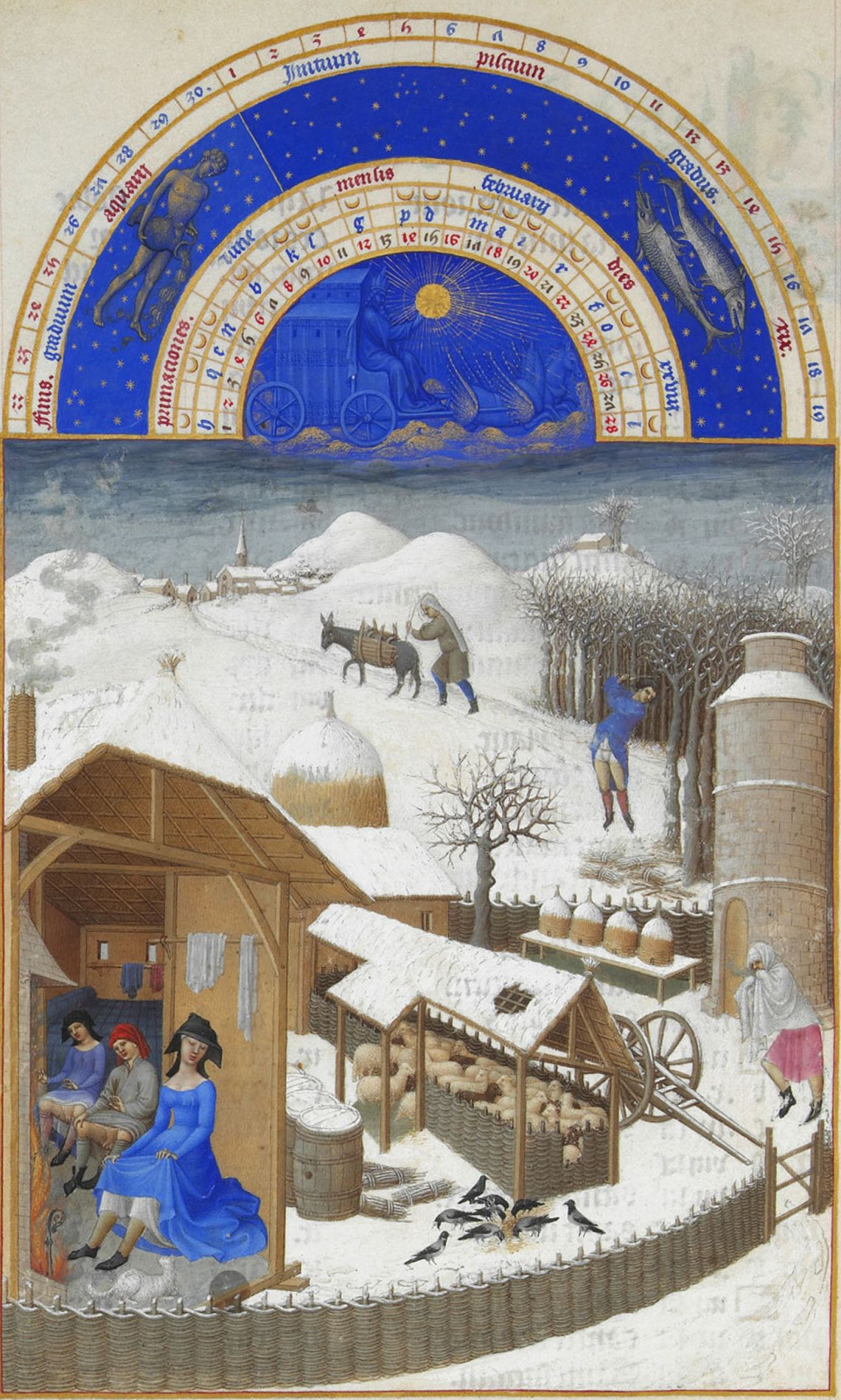
Scena dal Très riches heures du Duc de Berry di primo XV secolo

Il Tardo Medioevo, da un punto di vista artistico, corrisponde al periodo culturale del Primo Rinascimento in Italia, mentre il Nord Europa e la Spagna continuarono a utilizzare lo stile gotico, che divenne sempre più elaborato nel corso del XV secolo, fino quasi alla fine del periodo. In tutta Europa l'arte profana continuò ad aumentare in quantità e qualità, e nel XV secolo le classi mercantili d'Italia e delle Fiandre divennero importanti mecenati, commissionando loro piccoli ritratti a olio e una gamma crescente di oggetti di lusso come gioielli, cofanetti in avorio, cassoni e maioliche. Si sviluppò una manifattura italiana della seta, così che le chiese e le élite occidentali non avevano più bisogno di fare affidamento sulle importazioni da Bisanzio o dal mondo islamico.
I grandi schemi scultorei esterni delle chiese del primo gotico lasciarono il posto alla presenza di più sculture all'interno degli edifici, man mano che le tombe diventavano più elaborate e altri elementi come i pulpiti a volte erano riccamente scolpiti. Le pale d'altare in rilievo in legno dipinte o intagliate divennero comuni, soprattutto perché le chiese creavano molte cappelle laterali. I dipinti olandesi di artisti come Jan van Eyck rivaleggiavano con quelli italiani, così come i manoscritti miniati del Nord, che nel XV secolo iniziarono a essere raccolti su larga scala dalle élite laiche, che commissionavano anche libri, soprattutto storici. A partire dal 1450 circa, i libri stampati divennero rapidamente popolari, sebbene ancora costosi. C'erano circa 30000 edizioni diverse di incunaboli, o opere stampate prima del 1500, epoca in cui i manoscritti miniati venivano commissionati solo dai sovrani e da pochi altri. Xilografie molto piccole, quasi tutte religiose, erano accessibili anche dai contadini in alcune parti del Nord Europa a partire dalla metà del XV secolo. Incisioni più costose fornivano un mercato più ricco.

## Il mito del Medioevo

### Pregiudizi negativi: i "secoli bui"

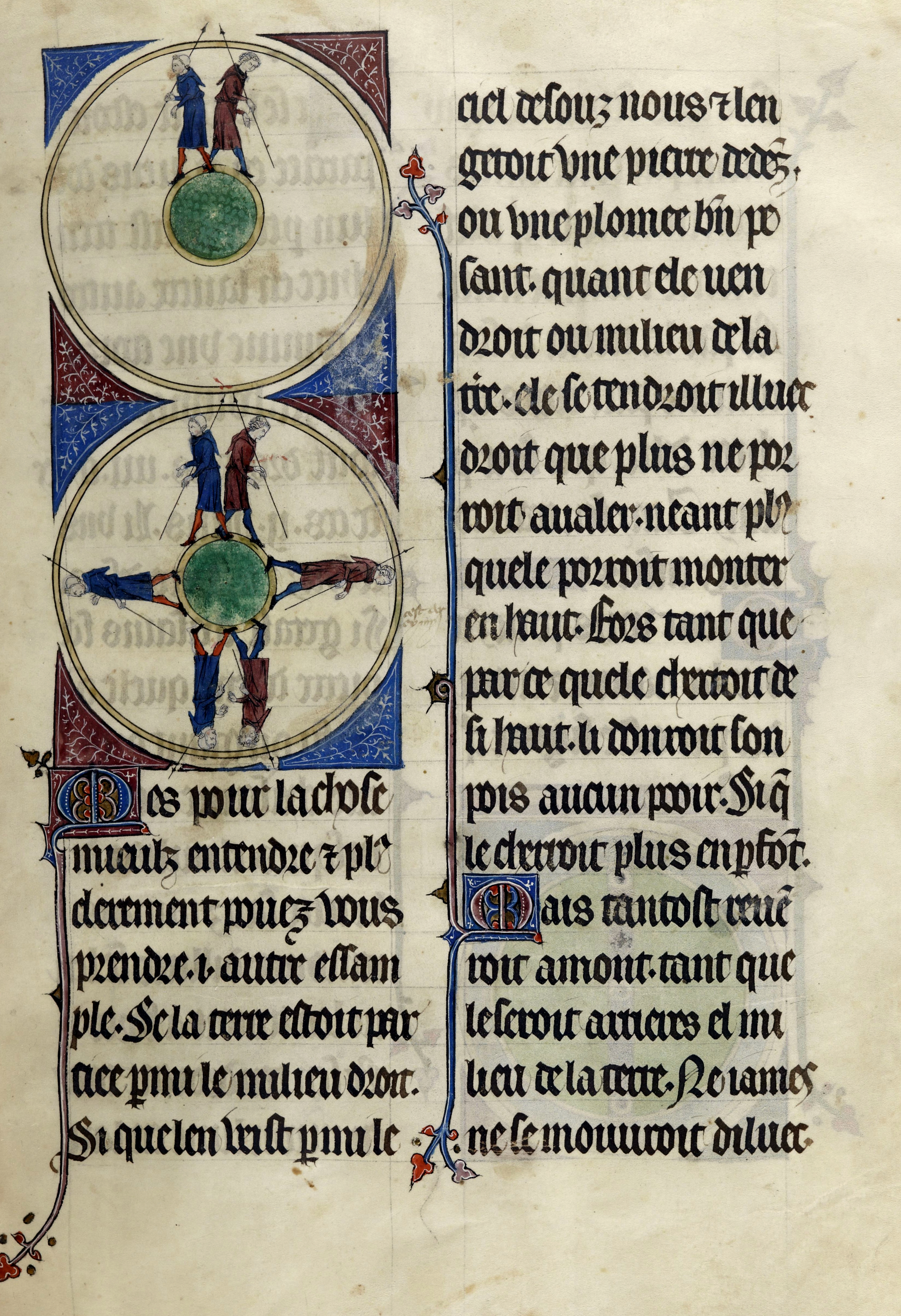
Illustrazione medievale della sfericità della Terra

Il periodo medievale è spesso descritto come un periodo di ignoranza e superstizione. Questa è un'eredità sia del Rinascimento sia dell'Illuminismo. Gli studiosi del Rinascimento vedevano il Medioevo come un periodo di declino dalla cultura e dalla civiltà del mondo classico. Gli studiosi dell'Illuminismo consideravano la ragione superiore alla fede e quindi consideravano il Medioevo un periodo di ignoranza e superstizione. Il Medioevo è un esempio significativo di come ogni epoca guardi al passato con prospettive completamente diverse: era considerato un periodo di oscurità, di declino della ragione e di barbarie durante il XVIII secolo, con l'Illuminismo, ma nel secolo successivo, con il Romanticismo, fu ritenuto un periodo di splendore, in quanto epoca di misticismo e dell'origine delle nazioni europee.
Gli storici di oggi sostengono che la ragione fosse generalmente tenuta in grande considerazione durante il Medioevo. Contrariamente alla credenza comune, lo studioso tardomedievale viveva raramente il potere coercitivo della Chiesa e si sarebbe ritenuto libero (soprattutto nelle scienze naturali) di seguire la ragione e l'osservazione.
Un malinteso, ancora molto comune, è credere che tutte le persone nel Medioevo ritenessero che la Terra fosse piatta. Questo non è vero, poiché i docenti delle università medievali, basandosi sui testi dell'Età antica, sostenevano comunemente che l'evidenza mostrava che la Terra era una sfera. Non c'era quasi uno studioso cristiano del Medioevo che non riconoscesse la sfericità della Terra e ne conoscesse anche la circonferenza approssimativa, già calcolata da Eratostene nel II secolo. Tale voce venne messa in circolazione nel XIX secolo dalla Flat Earth Society ("Associazione della Terra Piatta") a scopo propagandistico per accrescere il proprio consenso popolare. Altre idee sbagliate come l'uccisione della scienza antica da parte dell'ascesa del cristianesimo o che la Chiesa cristiana medievale abbia soppresso la crescita della filosofia naturale sono esempi di miti ampiamente popolari che passano ancora come verità, sebbene non siano supportati dalla ricerca storica.
L'interpretazione negativa del Medioevo, nel linguaggio comune, è ancora diffusa, associando questa età a un'idea di decadenza, di oscurantismo e di assenza di libertà.

### Periodo di splendore

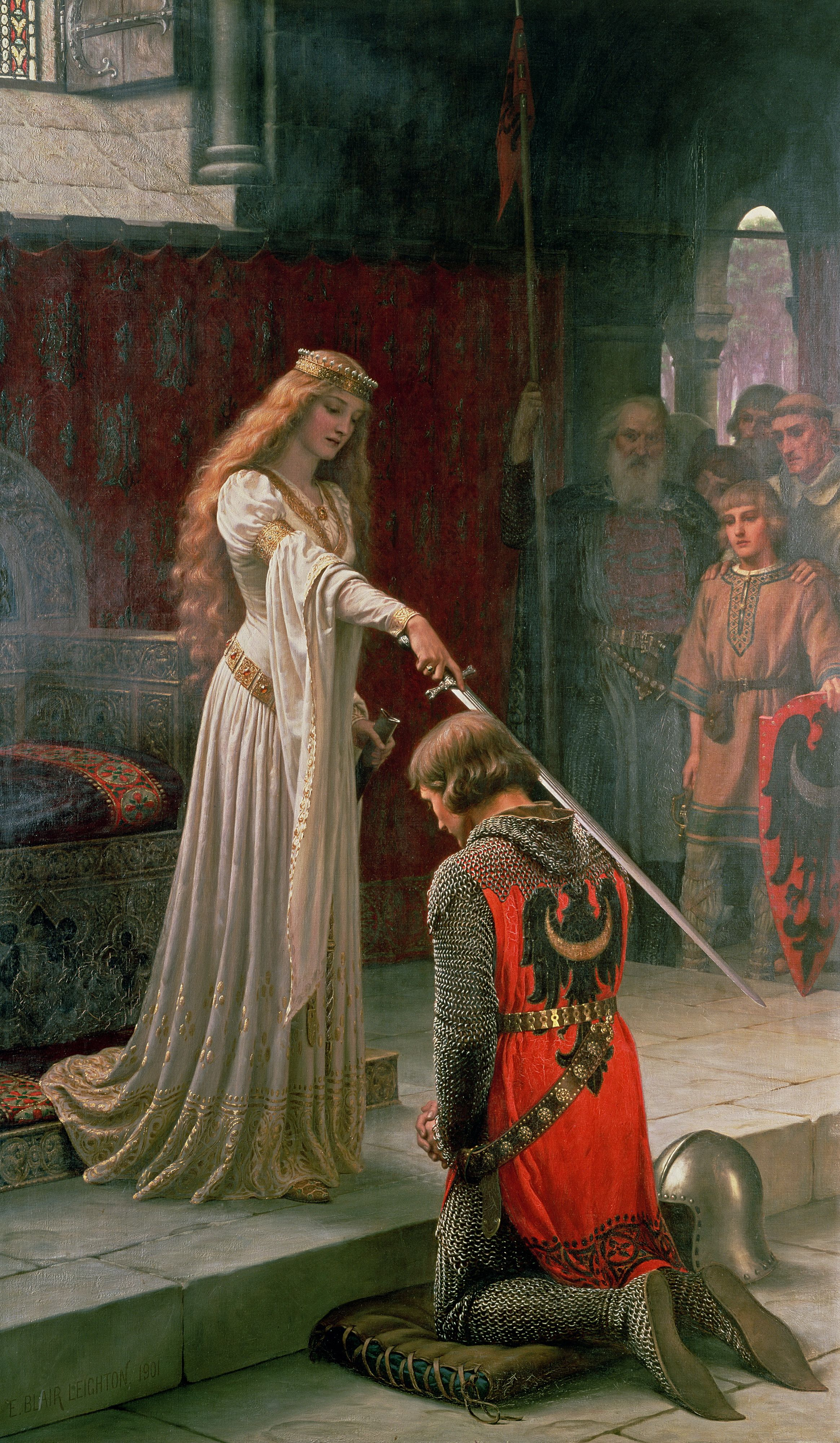
Edmund Blair Leighton, L’investitura (1901).

Nell'Ottocento, con il Romanticismo, il Medioevo fu ritenuto un periodo di splendore, per gli stessi motivi per cui i pensatori illuministi lo condannavano: la sua tendenza al misticismo, alla spiritualità, alla fantasia e all'immaginazione, e inoltre perché considerato l'epoca mitica ove nacque l'identità dei moderni popoli europei.
In Italia i patrioti risorgimentali italiani trovavano nelle lotte tra i liberi comuni e l'Impero germanico un modello da seguire; tra gli episodi più utilizzati ci furono il Giuramento di Pontida (1167), la Battaglia di Legnano (1176), i Vespri Siciliani (1282) e la Disfida di Barletta (1503). Anche dal punto di vista pittorico, la lotta dei Comuni contro l'Impero fu considerata una metafora delle battaglie risorgimentali; si devono ricordare a questo proposito i dipinti La Battaglia di Legnano, di Massimo d'Azeglio, il Giuramento di Pontida, di Amos Cassioli e il Giuramento degli Anconitani, di Francesco Podesti. Gli artisti romantici trovavano nella letteratura e nella storia medievale una fonte di ispirazione, come testimonia la pittura di Storia. L'epopea dei liberi comuni e quella delle repubbliche marinare vennero esaltate. Nella musica, poi, significativa a tal proposito fu l'ingente produzione di Giuseppe Verdi, le cui opere di ispirazione patriottica sono state spesso ambientate durante i secoli medievali, così come alcune opere di Gaetano Donizetti.
Fuori d'Italia, Giovanna d'Arco per la Francia, il Reich medievale per l'Impero prussiano, nonché il richiamo all'Inghilterra anglosassone e plantageneta per la monarchia inglese sono esempi emblematici della mitizzazione del Medioevo, al fine di rafforzare il senso di identità nazionale. Nel campo dell'arte, esempi di riscoperta del Medioevo sono il movimento preraffaellita e l'architettura neogotica.
Lo stesso fenomeno si è manifestato nella traduzione di epopee nazionali medievali nelle moderne lingue nazionali, tra cui il La canzone dei Nibelunghi (1782) in Germania, il Poema del mio Cid (1799) in Spagna, il Beowulf (1833) in Inghilterra, la Chanson de Roland (1837) in Francia. Ampiamente lette, esse influirono molto nella successiva produzione letteraria e artistica.

### Manualistica
- Aa.Vv., Storia medievale, Roma, Donzelli Editore, 1998, ISBN 88-7989-406-4, SBN TER0000801.
- Claudio Azzara, Le civiltà del Medioevo, Bologna, Il Mulino, 2004, ISBN 88-15-09716-3, SBN RAV1225034.
- Renato Bordone e Giuseppe Sergi, Dieci secoli di Medioevo, Torino, Einaudi, 2010, SBN UM10177952.
- Paolo Cammarosano, Guida allo studio della storia medievale, Roma-Bari, Laterza, 2004, ISBN 88-420-7326-1, SBN RAV1222223.
- Franco Cardini e Marina Montesano, Storia medievale, Firenze, Le Monnier Università, 2006, ISBN 88-00-20474-0.
- Rolando Dondarini, Quel tempo chiamato Medioevo, Napoli, Liguori, 2011, ISBN 978-88-207-5402-0.
- Paolo Golinelli, Breve storia dell'Europa medievale: uomini, istituzioni, civiltà, 2ª ed., Pàtron, 2004, ISBN 978-88-555-2749-1.
- Romano Luperini, Pietro Cataldi e Lidia Marchiani, La scrittura e l'interpretazione, vol. 1, Palumbo, 1996, ISBN 88-8020-114-X.
- Massimo Montanari, Storia medievale, 7ª ed., Laterza, 2006, ISBN 978-88-420-6540-1.
- Gabriella Piccinni, I mille anni del Medioevo, Milano, Bruno Mondadori, 2007, ISBN 978-88-424-2044-6.
- Giovanni Vitolo, Medioevo. I caratteri originali di un'età di transizione, Milano, Sansoni, 2000, ISBN 88-383-1857-3.
- Luigi Provero e Massimo Vallerani, Storia medievale, Firenze, Le Monnier Università, 2016, ISBN 9788800750431.

### Monografie
- Marco Albertazzi, Enciclopedie medievali. Storia e stile di un genere, Lavìs, La Finestra editrice, 2008, ISBN 978-88-88097-83-1.
- Mario Ascheri, Introduzione storica al diritto medievale, Torino, Giappichelli, 2007, ISBN 978-88-348-7723-4.
- Alessandro Barbero, Carlo Magno - Un padre dell'Europa, Laterza, 2006, ISBN 88-420-7212-5.
- Gianluigi Barni, I Longobardi in Italia, Novara, De Agostini, 1974, SBN LIA0182509.
- Marc Bloch, La società feudale, Torino, Einaudi, 1974.
- Ute-Renate Blumenthal, La lotta per le investiture, Napoli, Liguori, 1990, ISBN 88-207-1775-1.
- Glauco Maria Cantarella, I monaci di Cluny, Torino, Einaudi, 1993, ISBN 8806131826.
- Philippe Contamine, La guerra nel Medioevo, Bologna, Il Mulino, 1986, ISBN 88-15-01160-9.
- Philippe Contamine, La guerra dei cent'anni, Bologna, Il Mulino, 2007, ISBN 978-88-15-12041-0.
- Georges Duby, Il Medioevo da Ugo Capeto a Giovanna d'Arco, 987-1460, traduzione di G. V. Marogna, Milano, CDE Edizioni, 1996.
- Jacques Ellul, Storia delle istituzioni - Il Medioevo, Mursia, ISBN 978-88-425-0972-1.
- G. Fasoli e F. Bocchi, La città medievale italiana, Firenze, Sansoni, 1973.
- R. Fedriga e S. Puggioni, Logica e linguaggio nel Medioevo, a cura di Mariateresa Fumagalli Beonio Brocchieri, Milano, LED Edizioni Universitarie, 1993, ISBN 88-7916-032-X.
- M. Gardinali e S. Salerno, Le fonti del pensiero medievale, Milano, LED Edizioni Universitarie, 1993, ISBN 88-7916-029-X.
- Alessandro Ghisalberti, Medioevo teologico, Roma-Bari, Laterza, 1990, ISBN 88-420-3520-3.
- Arturo Graf, Miti, leggende e superstizioni del Medio Evo, edizione integrale a cura di Clara Allasia e Walter Meliga, introduzione di Marziano Guglielminetti, saggi critici di Enrico Artifoni e Clara Allasia, Milano, Bruno Mondadori, 2002, ISBN 978-88-424-9750-9.
- Alberto Grohmann, La città medievale, Roma-Bari, Laterza, 2003, ISBN 88-420-6844-6.
- Gerhard Herm, I bizantini, traduzione di Adriano Caiani, Garzanti, 1985, SBN CFI0090569.
- René Kalisky, Storia del mondo arabo, I vol., Verona, Bertani editore, 1972  [1968], SBN RAV0184853.
- Jacques Le Goff, Il cielo sceso in terra. Le radici medievali dell'Europa, Roma-Bari, 2007, ISBN 978-88-420-8456-3.
- Jacques Le Goff, La civiltà dell’Occidente medievale, traduzione di Adriana Menitoni, Torino, Einaudi, 1981, SBN RMS0147577.
- Jacques Le Goff, L'uomo medievale, Bari, Laterza, 1999, ISBN 978-88-420-4197-9.
- Jacques Le Goff, Gli intellettuali nel medioevo, Milano, Arnoldo Mondadori Editore, 2009, ISBN 978-88-04-57731-7, SBN LO11210966.
- M. Marín, Storia della «Spagna musulmana» e dei suoi abitanti, Milano, 2001, SBN RAV0794450.
- Lewis Mumford, La città nella storia, Milano, Bompiani, 1990 (VI ediz.), ISBN 88-452-0100-7.
- Georg Ostrogorsky, Storia dell'Impero bizantino, Torino, Einaudi, 1993.
- Yves Renouard, Le città italiane dal X al XIV secolo, traduzione di Roberto Perelli Cippo, Milano, Rizzoli, 1975, SBN AQ10108845.
- Jonathan Riley-Smith, Storia delle crociate: dalla predicazione di papa Urbano II alla caduta di Costantinopoli, Milano, Mondadori, 2017, ISBN 978-88-04-67811-3.
- Jacques Rossiaud, La prostituzione nel Medioevo, traduzione di Ezio Pellizer, prefazione di Georges Duby, Milano, CDE Edizioni, 1985.
- Hermann Schreiber, Gli Arabi in Spagna, Milano, Garzanti Editore, 1980.
- Giuseppe Sergi, L'idea di Medioevo, Roma, 2003, ISBN 88-7989-406-4.
- G. Soldi Rondinini e R. Perelli Cippo, Problemi di storia medievale. Con appendice di tavole cronologiche, Milano, LED Edizioni Universitarie, 1992, ISBN 88-7916-007-9.
- Stefan Cunha Ujvari, Storia delle epidemie, Bologna, Odoya, 2002, ISBN 978-88-6288-127-2.
- Alessandro Vanoli, Alle origini della Reconquista, Torino, Nino Aragno Editore, 2003, ISBN 88-8419-107-6.
- Alessandro Vanoli, La Spagna delle tre culture, ebrei, cristiani e musulmani tra storia e mito, Roma, 2006, ISBN 88-8334-202-X.
- Jacques Verger, Il rinascimento del XII secolo, collana Eredità medievale, Jaca Book, 1997, ISBN 88-16-43307-8, SBN RAV0289684.
- Anna Maria Rapetti, Storia del monachesimo medievale, Il Mulino, 2013, ISBN 978-88-15-24656-1, SBN UBO4042681.